# Portela (escola de samba)
Grêmio Recreativo Escola de Samba Portela (ou simplesmente Portela) é uma escola de samba brasileira da cidade do Rio de Janeiro. Adotando como símbolo a águia e as cores azul e branco, a Portela detém o posto de maior campeã do carnaval do Rio de Janeiro, com 22 títulos (1935, 1939, 1941, 1942, 1943, 1944, 1945, 1946, 1947, 1951, 1953, 1957, 1958, 1959, 1960, 1962, 1964, 1966, 1970, 1980, 1984 e 2017). Essa marca inclui um heptacampeonato e um tetracampeonato, respectivamente entre 1941-1947 e 1957-1960. É carinhosamente chamada de "A Majestade do Samba" e forma, juntamente com a Deixa Falar e a Mangueira, a tríade das escolas fundadoras do carnaval carioca.
A escola foi fundada oficialmente como um bloco carnavalesco, chamado Conjunto Oswaldo Cruz, em 11 de abril de 1923, no bairro de Oswaldo Cruz. Embora haja estudiosos que acreditam que a escola tenha sido fundada em 1926, o ano oficial de fundação é 1923, mesmo ano de criação do bloco "Baianinhas de Oswaldo Cruz", que já continha o embrião da primeira diretoria portelense, com Paulo da Portela, Alcides Dias Lopes (mais conhecido como "Malandro Histórico"), Heitor dos Prazeres, Antônio Caetano, Antônio Rufino, Manuel Bam Bam Bam, Natalino José do Nascimento (o "seu Natal"), Candinho e Cláudio Manuel. Mudou de nome por duas vezes - "Quem Nos Faz É O Capricho" e "Vai Como Pode" -, até assumir definitivamente a denominação Portela, em meados da década de 1930. Ao longo das primeiras décadas do carnaval carioca, a Portela tornou-se uma das principais escolas de samba do Rio de Janeiro, compondo ao lado de Mangueira e Beija-Flor, as três maiores campeãs do carnaval carioca.
A agremiação é responsável por algumas inovações nos desfiles de carnaval. Por exemplo, em 1935, foi a primeira escola a introduzir uma alegoria - um globo terrestre idealizado por Antônio Caetano. No carnaval de 1939 apresentou aquele que é considerado o primeiro samba de enredo, além de levar ao desfile fantasias totalmente enquadradas ao enredo. Também introduziu a comissão de frente e, mais tarde, a primeira escola a uniformizá-la.
Além da relevância para o carnaval carioca, a Portela firmou-se como um dos grandes celeiros de grandes compositores do samba, comprovado por sua ativa e tradicional Velha Guarda. Entre bambas portelenses ao longo de sua história, destacam-se além dos fundadores Paulo da Portela e Antônio Rufino, os sambistas Aniceto da Portela, Mijinha, Manacéa, Argemiro, Alberto Lonato, Chico Santana, Clara Nunes, Casquinha, Alcides Dias Lopes, Alvaiade, Colombo, Picolino, Candeia, Waldir 59, Zé Ketti, Wilson Moreira, Monarco, Noca da Portela, Paulinho da Viola, Marisa Monte entre outros - sem deixar de mencionar de importantes instrumentistas, como Jair do Cavaquinho e Jorge do Violão, a Portela tem uma participação importante na vida cultural do Rio de Janeiro. Prova desse reconhecimento foi a escola ser agraciada, em 2001, com a Ordem do Mérito Cultural. Em 2021 foi declarada como patrimônio cultural de natureza imaterial do Estado do Rio de Janeiro.
Apesar da grande tradição no cenário do samba no Rio de Janeiro, a escola vivenciou muitos momentos de atrito, especialmente no relacionamento da diretoria da escola e sambistas. Desavenças culminaram com o afastamento, em 1941, do fundador Paulo da Portela. Durante a década de 1970, novos desentendimentos levaram sambistas como Candeia, Zé Ketti e Paulinho da Viola a deixarem a escola - embora os dois últimos tenham retornado anos depois. Já na década de 1980, uma nova rusga interna gerou uma dissidência, que resultou na criação de uma segunda escola, a Tradição.

## Antecedentes

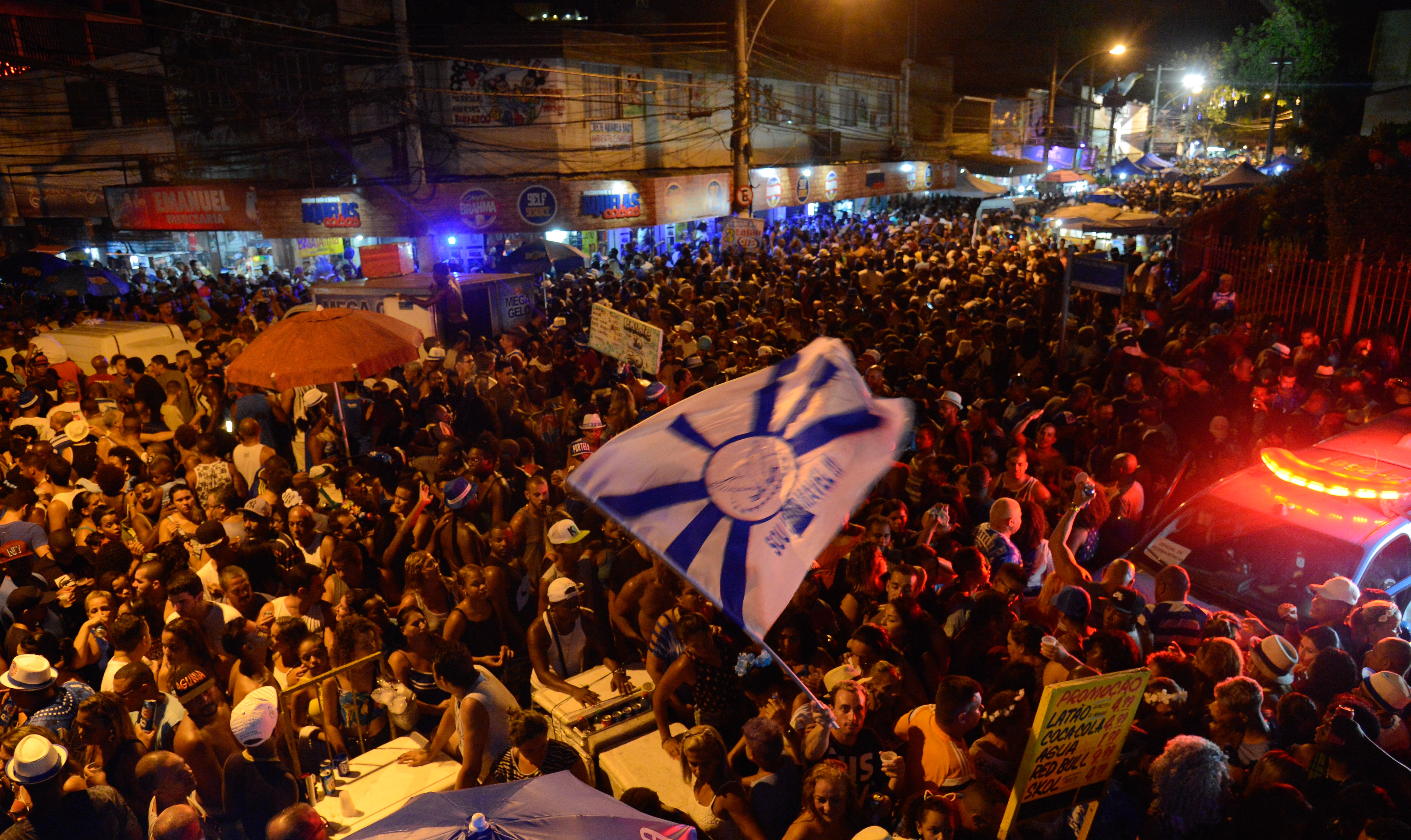
Foliões lotam a Estrada do Portela em Oswaldo Cruz para comemorar o campeonato de 2017. Bairro é o berço da Portela.

A Portela teve origem no bairro de Oswaldo Cruz, na Zona Norte da cidade do Rio de Janeiro, mas também tem forte ligação com o bairro vizinho, Madureira. O primeiro bloco carnavalesco surgido em Oswaldo Cruz foi fundado por Paulo da Portela e se chamava "Ouro sobre azul". Era considerado um bloco de marcha-rancho. O samba chegou ao bairro através das festas religiosas na casa de Napoleão José do Nascimento, pai de Natal da Portela. As reuniões eram frequentadas pela Turma do Estácio, personalidades como Ismael Silva, Baiaco e Brancura, responsáveis por desenvolver o samba no bairro do Estácio. Através deste intercâmbio, o samba chegou à Oswaldo Cruz, e em pouco tempo, o bairro se tornou um dos redutos do novo ritmo carioca.
Outro bloco da localidade, "Quem fala de nós come mosca", foi fundado por Esther Maria Rodrigues e seu marido Euzébio Rosas. Os dois eram porta-bandeira e mestre-sala do cordão Estrela Solitária, de Madureira, antes de romperem com a agremiação e se mudarem para Osvaldo Cruz. A casa de Dona Esther, na Rua Adelaide Badajós, número 36, recebia a visita de personalidade como Donga, Pixinguinha, Roberto Silva e Candeia, que teve o primeiro contato com o samba durante uma das reuniões.

## Fundação

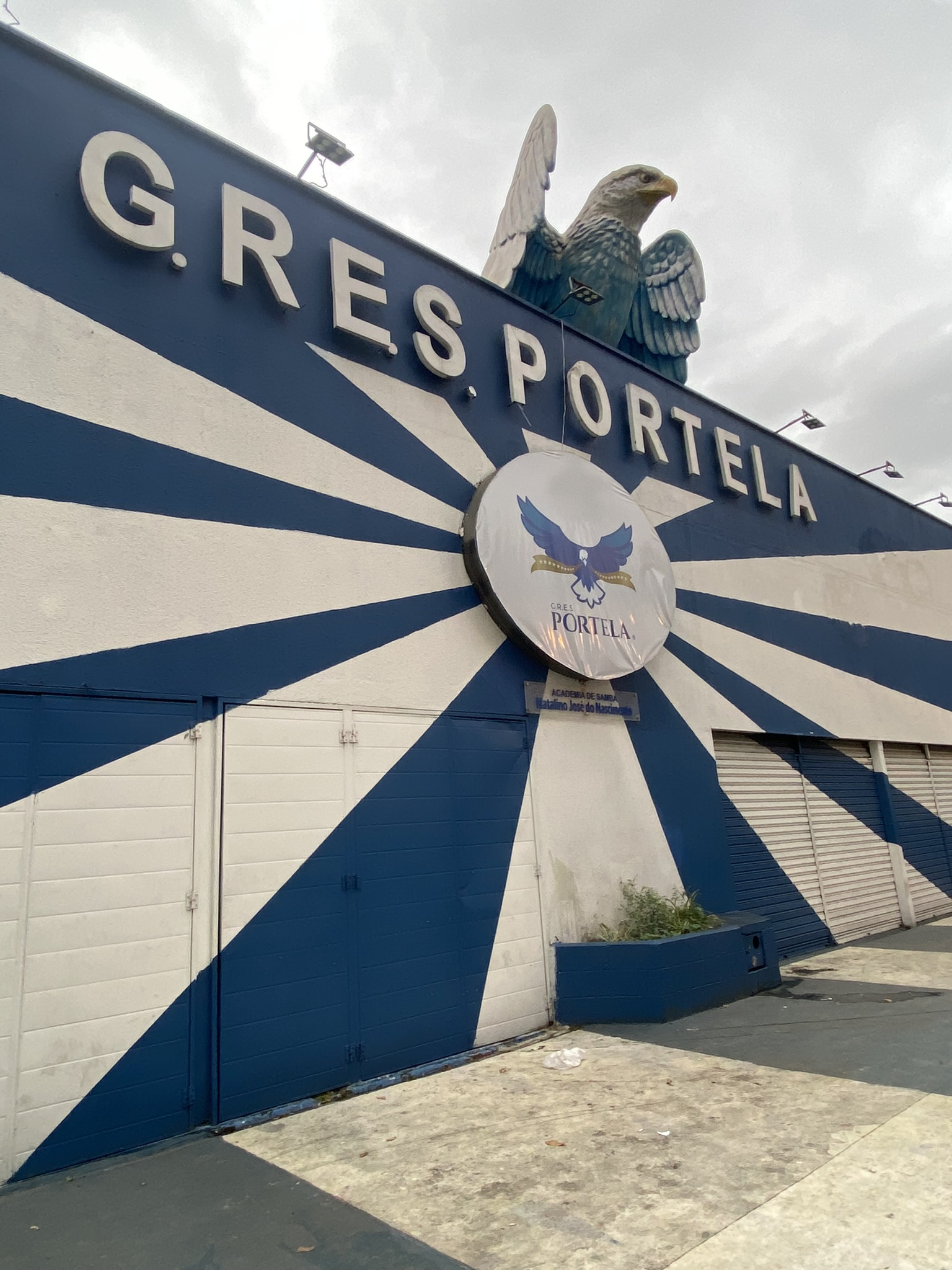
Quadra da Portela

Em 1922, uma dissidência do "Quem fala de nós come mosca" decidiu fundar outro bloco para rivalizar com o de Dona Esther. Galdino Marcelino dos Santos, Antônio Rufino dos Reis, Antônio da Silva Caetano e Paulo Benjamim de Oliveira (conhecido como Paulo da Portela por morar na Estrada do Portela), fundaram o “Baianinhas de Osvaldo Cruz”. No ano seguinte, o bloco montou uma diretoria e adotou um estatuto. Porém, após desentendimentos internos, integrantes do "Baianinhas" decidiram se desligar e fundar um novo bloco carnavalesco.
A versão adotada como oficial pela Portela é que no dia 11 de abril 1923, reunidos numa casa, onde também funcionava o Bar do Nozinho, na Estrada do Portela, número 412, Paulo da Portela, Antônio Rufino e Antônio Caetano fundaram o Conjunto Carnavalesco Osvaldo Cruz, que mais tarde, como escola de samba, receberia o nome de Portela. O bloco foi fundado com o preceito de brincar o carnaval com paz e alegria, evitando os confrontos entre blocos, característicos da época. Paulo da Portela foi escolhido o primeiro presidente.

### Controvérsia
Algumas fontes afirmam que a fundação do Conjunto Oswaldo Cruz ocorreu no ano de 1926, e que a data adotada pela Portela seria a de criação do Bloco Baianinhas de Oswaldo Cruz, considerado o embrião da agremiação por ter os mesmos fundadores.

## Atributos

### Nome
A Portela foi fundada como "Conjunto Carnavalesco de Oswaldo Cruz" (em 1923); depois renomeado para "Quem nos faz é o capricho" (em 1930) e "Vai Como Pode" (em 1931); até receber seu nome definitivo em 1 de maio de 1935. No momento de renovar a licença da escola de samba para o desfile de 1936, o delegado Dulcídio Gonçalves considerou o nome "Vai Como Pode" como chulo e determinou que a escola só conseguiria a licença caso trocasse de nome. Após uma longa discussão entre Paulo da Portela e seus amigos, o próprio delegado sugeriu o nome Portela, em referência à Estrada do Portela, onde ficava a sede da agremiação.

### Cores
A escola tem como cores o azul e o branco, instituídas por Antônio Caetano em referência às cores do manto de Nossa Senhora da Conceição, padroeira da escola.

### Símbolo

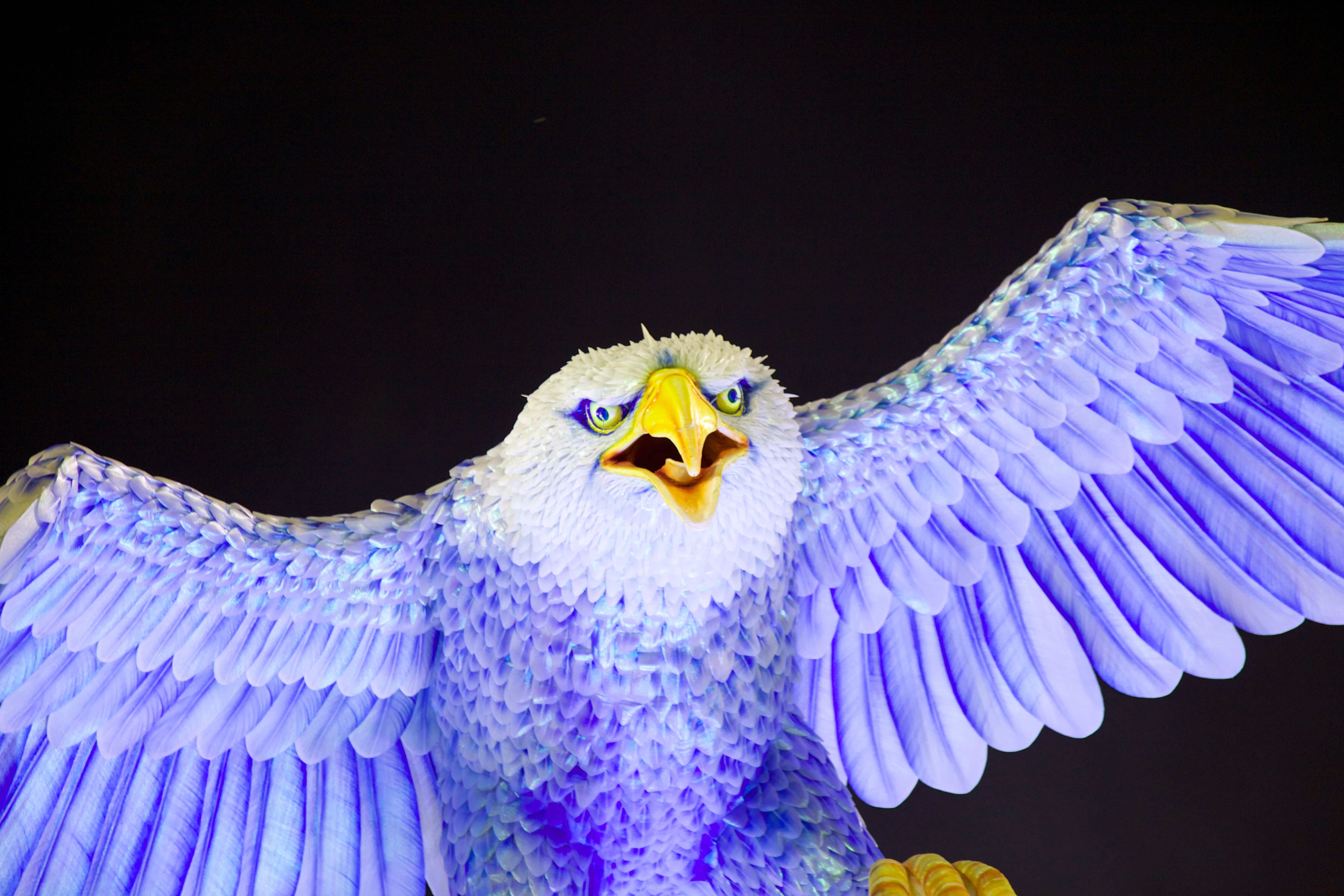
Águia da Portela é um dos momentos mais aguardados do carnaval carioca. Na imagem, a águia do desfile de 2014

O símbolo da agremiação é a águia. A ave escolhida por Caetano teria sido um condor, por sua imponência e por voar mais alto. Porém, as pessoas teriam interpretado o desenho como sendo o de uma águia e a ave teve que ser adotada como símbolo. Um dos momentos mais aguardados dos desfiles da Portela é saber como virá representada a águia. Entre as mais lembradas estão a águia fantasiada de 1995 e a "águia redentora" de 2015. Também são comuns citações à águia nos sambas da escola: 2001 ("Vai voar, minha águia, meu bem querer"); 2009 ("Lá vem minha águia no céu da paixão! / O azul que faz pulsar meu coração!"); 2010 ("Minha águia guerreira  / Vai voar... Viajar!"); 2016 ("Eu sou a Águia, fale de mim quem quiser / Mas é melhor respeitar, sou a Portela"); entre outros.

### Alcunha
A Portela é chamada de "A Majestade de Samba", apelido também citado em diversos composições da agremiação. Os torcedores da agremiação são chamados de portelenses.

### Padroeiros
Nossa Senhora da Conceição e São Sebastião são os padroeiros da Portela. Os santos foram escolhidos por Dona Martinha, baiana ligada ao candomblé, que batizou o Conjunto Osvaldo Cruz, logo após sua fundação, sendo escolhida por Paulo da Portela para ser a madrinha do bloco.

### Bandeira
A primeira bandeira da escola foi desenhada por Heitor dos Prazeres em 1929, quando ainda tinha o nome de "Quem nos faz é o capricho". Consistia num retângulo azul, com um globo rosa ao centro; e ao lado esquerdo, o desenho de uma meia-lua cor de palha de seda.
A bandeira definitiva da Portela foi desenhada em 1931 por Antônio Caetano, desenhista da Marinha e um dos fundadores da escola. Foi inspirada na Bandeira do Sol Nascente, usada pelo Japão até o final da Segunda Guerra Mundial, e posteriormente, adotada como bandeira naval da Força Marítima de Autodefesa do Japão. A bandeira possui 24 raios de cores intercaladas (12 azul-escuros e 12 brancos) partindo de um círculo azul, localizado próximo ao canto superior direito, em direção às extremidades do pavilhão, que tem forma retangular. Em cima do círculo, localiza-se o desenho de uma águia de asas abertas. A águia carrega uma fita com a inscrição "G.R.E.S. PORTELA". Abaixo do círculo com o desenho, localiza-se a inscrição do ano de confecção da bandeira. O modelo de pavilhão criado pela Portela, com raios partindo de um círculo, lembrando o nascer do sol, posteriormente foi adotado pela maioria das escolas de samba.

### Logo
Em 2019 foi apresentado uma nova identidade visual como forma de marketing com as cores azul e branca, e o destaque da tradicional águia portelense, a representação visual faz parte da estratégia do crescimento da marca da escola.

## História

### Década de 1920

#### 1923–1929: O Conjunto Carnavalesco de Oswaldo Cruz
Em 1929 acontece o primeiro concurso de sambas conhecido. Organizado pelo pai-de-santo Zé Espinguela, este concurso contou com a participação de sambistas do Estácio, da Mangueira e de Oswaldo Cruz, tendo sido divulgado por Zé Espinguela na coluna que ele tinha no jornal Vanguarda, e sendo vencido pelo Conjunto de Oswaldo Cruz.

### Década de 1930

#### 1930: Quem nos faz é o capricho
Após a vitória do concurso de 1929, o bloco muda de nome para Quem nos Faz é o Capricho, por influência de Heitor dos Prazeres, que além de sugerir o nome, desenhou sua bandeira.

#### 1931–1935: Vai Como Pode
Em 1931, quando as escolas de samba ainda estão sendo definidas, o grupo muda novamente de nome, desta vez para Vai como Pode (na verdade, "Vae Como Pode", na grafia da época). Tal mudança foi motivada por uma briga entre seus integrantes, quando em 1930, Heitor dos Prazeres teria se apropriado dos direitos autorais de Rufino, registrando em seu nome o samba "Vai mesmo", prática comum entre os sambistas da época, mas não tolerada em Oswaldo Cruz. Após este evento, Heitor se afastou definitivamente da escola, indo para a agremiação De Mim Ninguém Se Lembra; Paulo também ficou um tempo afastado.
Uma nova bandeira para a agremiação foi desenhada por Antônio Caetano, que passou a ocupar o cargo de presidente e se escolheu como cores o azul e o branco - já associadas à agremiação desde 1929. O modelo de bandeira, com faixas diagonais partindo de um círculo central, mais tarde se tornaria um padrão para a maioria das escolas de samba. Segundo Caetano, tal modelo seria inspirado na Bandeira do Sol Nascente, uma das bandeiras oficiais do Japão. Também na mesma ocasião foi escolhida a águia como símbolo da entidade, pois esta simbolizaria, para Caetano, o voo mais alto que os sambistas desejariam alçar.
Ainda em 1931, mesmo sem um concurso oficial, a agremiação apresentou-se com duas inovações em termos de escolas de samba, trazidas dos ranchos: o enredo "Sua Majestade, O Samba", e uma alegoria de uma figura humana integrada por instrumentos de percussão.
Nos três anos seguintes, disputou os primeiros concursos de Carnaval. O primeiro deles foi organizado em 7 de fevereiro de 1932 pelo jornalista Mário Filho, do jornal "O Mundo Sportivo", com grande repercussão na imprensa. Os dois seguintes foram promovidos pelo jornal rival, O Globo, até que em 1935, a Prefeitura do Rio de Janeiro resolveu subvencionar o evento, oficializando-o como parte do carnaval carioca. Com isso, as escolas de samba precisavam legalizar suas situações perante a Delegacia de Costumes e Diversões, para receber alvará de funcionamento como grêmios recreativos. Em 1935, a escola de samba venceu pela primeira vez o desfile de carnaval carioca, com o enredo "O Samba Dominando o Mundo". Durante o desfile, a escola levou para a avenida um rústico globo terrestre, idealizado por Antônio Caetano, introduzindo, desta forma, as alegorias nos desfiles das escolas de samba.

#### A partir de 1936: Portela
A dois dias do desfile de carnaval, marcado para 3 de março, o delegado Dulcídio Gonçalves recusou-se a renovar a licença da Vae Como Pode, por considerar o nome chulo e indigno de uma escola de samba. Ele próprio sugeriu que a agremiação fosse batizada como Portela, em referência ao logradouro Estrada do Portela, onde os sambistas se reuniam. Assim, Paulo da Portela, Cláudio Manuel, Heitor dos Prazeres, José Natalino (Natal), Candinho, Alcides Dias Lopes (Alcides Malandro Histórico), Manuel Gonçalves (Manuel Bam-Bam-Bam), Antonio Rufino e Antonio Caetano criaram o Grêmio Recreativo Escola de Samba Portela. Nos desfiles de 1936 e 1937, conquistou respectivamente terceiro e segundo lugares com os enredos "Voando para a glória" e "O Carnaval-Samba de Boaventura". Em 1938, o enredo da escola foi "Democracia do Samba", mas não houve competição, por conta das fortes chuvas que impediram que a comissão julgadora chegasse ao local dos desfiles. Já em 1939, a Portela foi novamente campeã com o enredo "Teste ao Samba", que é considerado por muitos como o primeiro samba-enredo

### Décadas de 1940 e 1950
Em 1940, a escola conquistou o quinto lugar com o enredo "Homenagem à Justiça". Em 1941, após um desentendimento com o mestre-sala Manuel Bambambã, Paulo da Portela não desfilou. Paulo durante muito tempo brigou para que todos os componentes desfilassem devidamente fantasiados ou se não, vestidos com as cores da escola, porém no dia deste desfile ele voltava de uma apresentação em São Paulo, juntamente com Heitor dos Prazeres e Cartola, e estavam todos vestidos de preto e branco. Sem tempo de trocarem de roupa, combinaram assim de desfilar, os três, em cada uma de suas escolas de samba. Porém, na vez de desfilarem pela Portela, Bambambã não permitiu que os outros dois, por não serem da escola e ainda não estarem devidamente vestidos, pudessem desfilar. Na verdade, Bambambã já tinha desentendimentos anteriores com Heitor, quando da passagem deste pela Portela, ocasião em Bambambã o havia esfaqueado. Na hora do ocorrido, poucos portelenses perceberam o que estava ocorrendo, porém, posteriormente ao desfile, muitos ficaram a favor de Bambambã, pois julgaram falta de coerência por parte de Paulo da Portela, que tanto havia brigado pelo respeito as cores da escola no desfile, querer desfilar daquela maneira. Após o incidente, Paulo da Portela jamais desfilou novamente por sua escola do coração. Porém, durante as tentativas dos Estados Unidos de construir uma "relação de boa-vizinhança" com os seus vizinhos da América do Sul, Paulo da Portela foi escolhido para ser o modelo da criação do personagem Zé Carioca, bem como para representar o samba no exterior. Por conta disso a Portela excursionou pelos Estados Unidos, e acabou sendo apresentada no evento pelo próprio Paulo da Portela.
Nas décadas de 1940 e 1950, comandada pelo ilustre bicheiro Natal da Portela, que era amigo de Paulo da Portela, a escola conquistou inúmeros campeonatos, com destaque para o heptacampeonato consecutivo, entre 1941 e 1947, respectivamente com os enredos "Dez Anos de Glória"; "A Vida no Samba"; "Carnaval de Guerra"; "Brasil Glorioso"; "Motivos Patrióticos"; "Alvorada do Novo Mundo"; "Honra ao Mérito". Ainda neste ano, houve um racha no carnaval carioca, com a criação da FBES para fazer frente à UGESB. A Portela manteve-se sempre ao lado da segunda, exceto uma passagem de um ano pela UCES em 1950. Durante os quatro desfiles de racha, a escola conquistou o terceiro lugar em 1948, com o enredo "Princesa Isabel"; nos dois anos seguintes, dois vice-campeonatos, com os enredos "Despertar do Gigante" e "Riquezas do Brasil"; e em 1951, o décimo campeonato da história da escola de samba, com o enredo "A Volta do Filho Pródigo".
Em 1952, o carnaval carioca novamente ficou sob responsabilidade de uma entidade, com a fusão da FBES com a UESB, surgindo a Associação das Escolas de Samba. A partir deste ano, foram criados dois grupos - no primeiro inscreveram-se escolas de samba com um mínimo de 300 componentes e, no segundo, exige-se um mínimo de 100 componentes. No entanto, não houve concurso para o grupo principal, por conta de um forte temporal que provocou o abandono dos jurados. No desfile do ano seguinte, mais um título, desta vez com o enredo "Seis Datas Magnas", este composto por Candeia (então com 17 anos) e Altair Prego. Este desfile de 1953 rendeu o primeiro título de Supercampeã do Carnaval. Em 1954, a escola resolveu homenagear o Quarto Centenário da cidade de São Paulo, com o enredo "São Paulo Quatrocentão", que deu o quarto lugar à agremiação. Nos dois desfiles seguintes, que passaram a contar com acesso e rebaixamento, a Portela chegou apenas a um terceiro e quarto lugares, com os temas "Festas Juninas em Fevereiro" e "Tesouros do Brasil, Riquezas do Brasil ou Gigante Pela Própria Natureza".
De 1957 a 1960, a escola conquistou um tetracampeonato, com os respectivos enredos "Legados de D. João"; "Vultos Efemérides do Brasil"; "Brasil, Panteon de Glórias"; "Rio, Cidade Eterna".

### Décadas de 1960 e de 1970

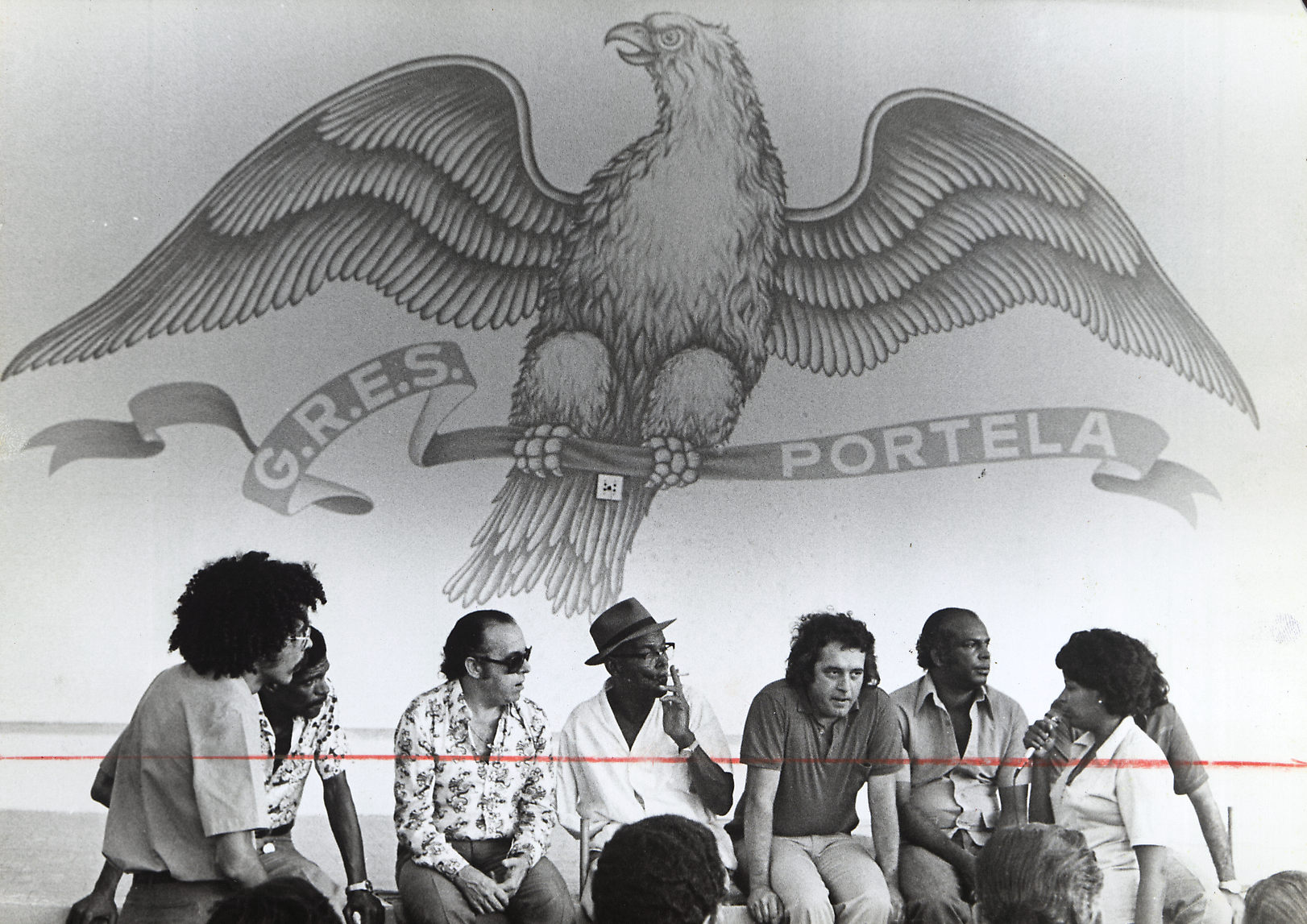
Natal na Inauguração da nova sede da Escola de Samba Portela. Arquivo Nacional

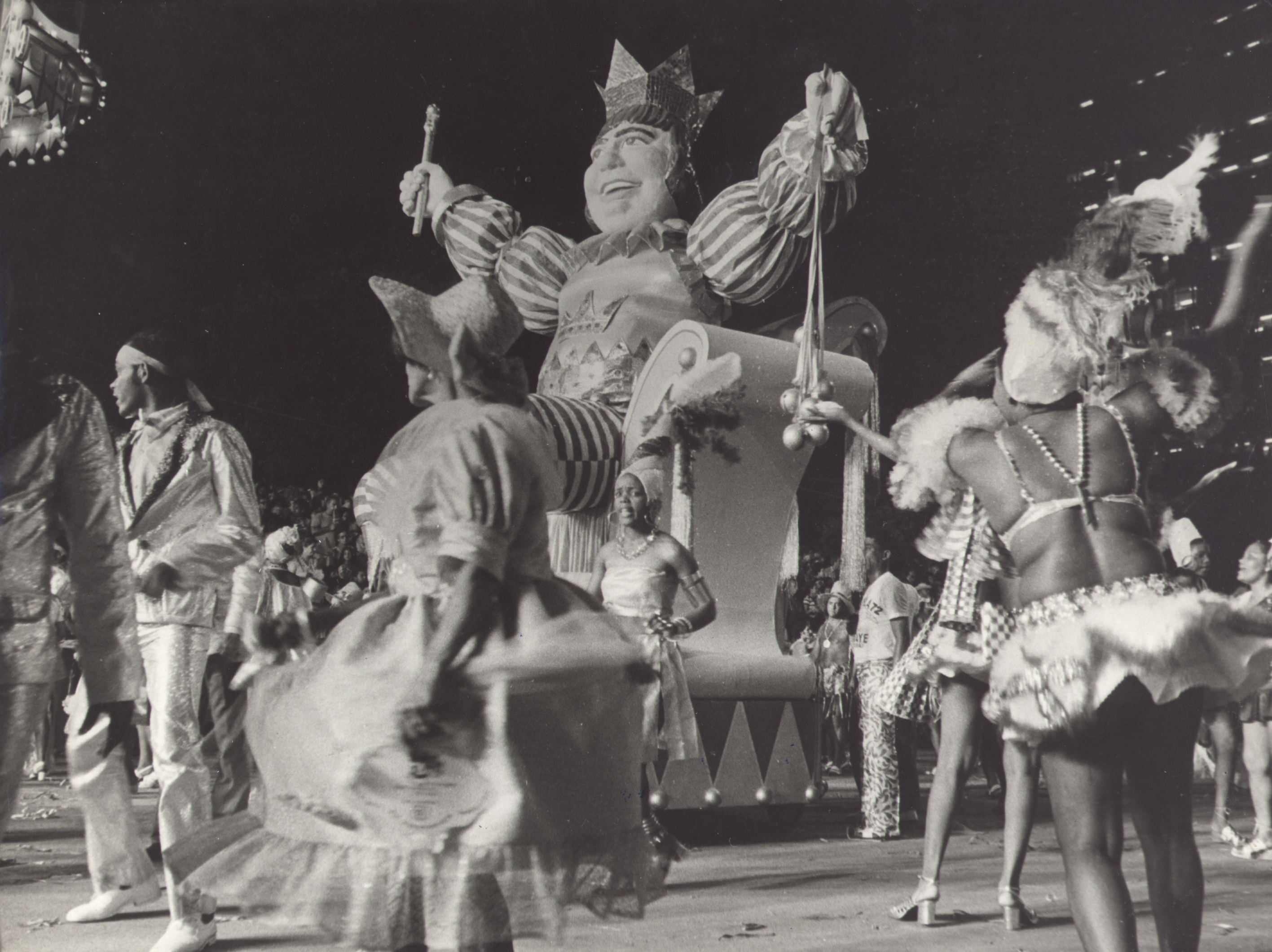
Desfile da Portela de 1972. Arquivo Nacional.

Ainda na década de 1960, a Portela conquistou mais três carnavais, chegando a 18 campeonatos no total. Em 1962, o título veio com o enredo "Rugendas ou Viagens Pitorescas pelo Brasil". Em 1964, com "O Segundo Casamento de D. Pedro II ", sendo que a escola utilizou violinos em sua bateria, realizando uma harmonia durante o desfile da escola. Em 1966, outro título com "Memórias de um Sargento de Milícias" - este, composto pelo jovem Paulinho da Viola.
No primeiro carnaval da década de 1970, a Portela conquistou o campeonato com o enredo "Lendas e Mistérios da Amazônia", que se tornou um clássico dos carnavais cariocas. De autoria dos compositores Catoni, Jabolô e Valtenir, o enredo tinha um inesquecível refrão em onomatopeia "Ô esquindô, lá, lá, esquindô lê, lê", que imitava o som dos instrumentos da bateria. A partir desse carnaval, o carro abre-alas passou a trazer, ininterruptamente, a águia, símbolo da escola – ora de grandes proporções, ora menor; com ou sem movimentos. Entre 1971 e 1979, a escola viveria seu maior jejum de carnavais até então, embora tenha se mantido sempre estre as cinco mais bem colocadas, incluindo três vice-campeonatos (em 1971, 1974 e 1977). Apesar de ficar sem títulos no período, a Portela fez desfiles e teve enredos memoráveis nesse período.
Em 1972, a escola resolveu apostar em um carnavalesco, o médico Hiram da Costa Araújo, o primeiro da história da escola. Ele ajudou a criar o departamento cultural e de carnaval da Portela, que organizava coletivamente os carnavais da agremiação, e foi o responsável por introduzir muitas inovações nos desfiles da agremiação, que passaram a rivalizar com os luxuosos carnavais de Joãosinho Trinta. No entanto, essa modernização geraria sérios atritos com integrantes mais tradicionais da escola, que criticavam os desfiles grandiloquentes elaborados por Araujo, e distantes dos tempos de ouro da Portela.
Naquele ano de 1972, o enredo "Terra da Vida (Ilu Ayê)", de Cabana e Norival Reis, exaltava a cultura e as tradições negras, se tornando um dos mais importantes da história da escola, que ficou em terceiro lugar no desfile. No ano seguinte, a escola comemorava seus 50 anos, com o enredo "Passárgada, o Amigo do Rei", baseado no poema "Vou-me embora pra Pasárgada", de Manuel Bandeira, com um desfile repleto de alusões ao universo das crianças (com alegorias que lembravam parques de diversões). Com o enredo "O Mundo Melhor de Pixinguinha", em 1974, a escola homenageou Pixinguinha, grande músico brasileiro que havia falecido pouco tempo antes. Além da divisão por conta da proposta de um desfile exuberante - muito distinto dos tempos mais tradicionais da escola -, muitos integrantes ficaram indignados quando o presidente Carlinhos Maracanã convidou a dupla Jair Amorim e Evaldo Gouveia para compor o enredo da Portela daquele ano, quebrando uma tradição de compositores de fora da escola.
- 1975: "Macunaíma, Herói de Nossa Gente"

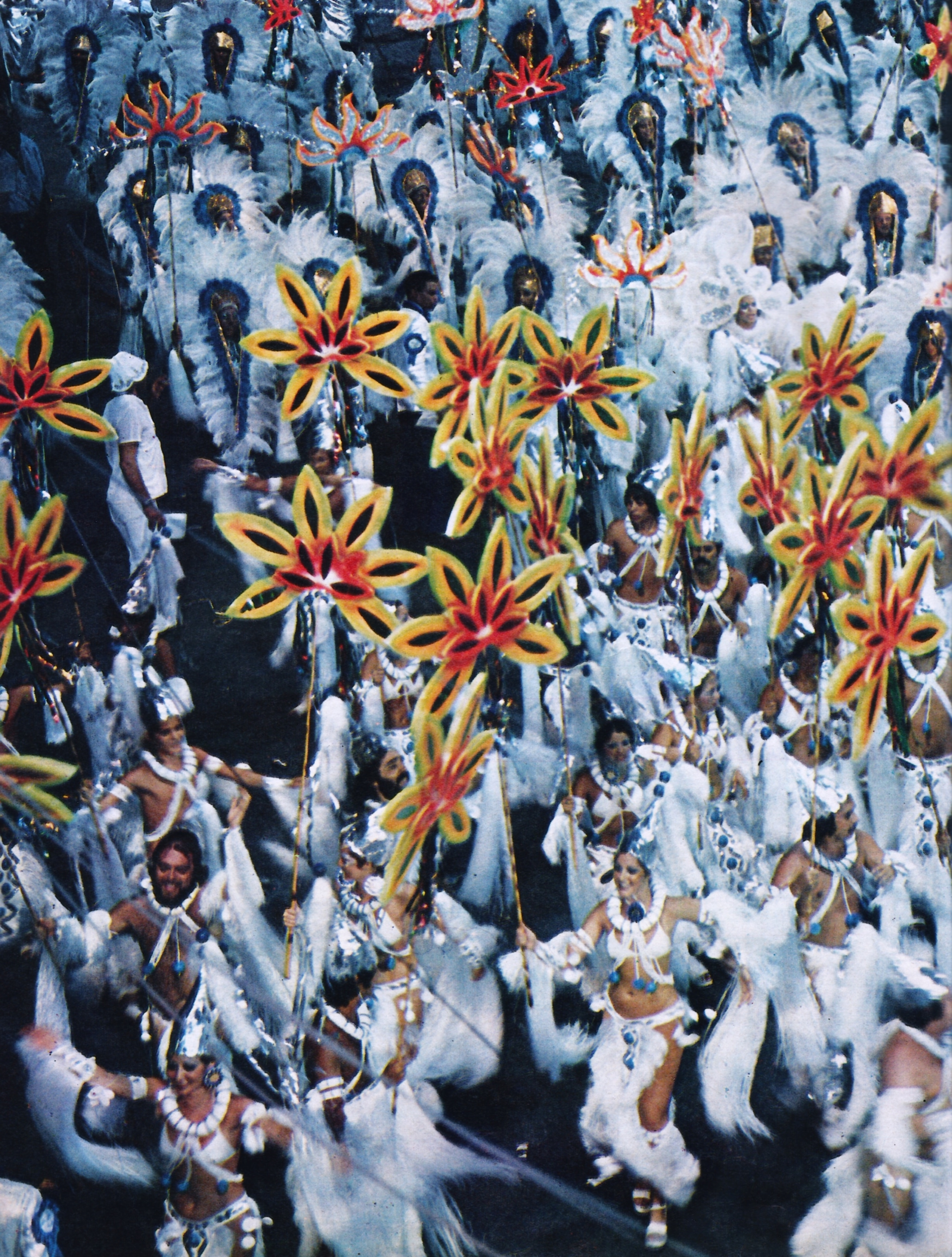
Desfile da Portela no carnaval de 1975.

No carnaval de 1975, a Portela foi a sexta agremiação a se apresentar entre as doze escolas do Grupo 1, iniciando seu desfile na madrugada da segunda-feira, dia 10 de fevereiro de 1975. O Departamento Cultural, liderado por Hiran Araújo, elaborou um enredo baseado na obra Macunaíma, livro publicado em 1928 pelo escritor brasileiro Mário de Andrade. Carlos Sorensen e Ciro Del Nero foram os responsáveis pelas fantasias e alegorias. O desfile teve cerca de três mil e quinhentos componentes divididos em 61 alas. No carro abre-alas, uma mulher com fantasia prateada e enormes asas coloridas simbolizava a águia da Portela. Participaram do desfile a socialite Beki Klabin e os carnavalescos Clóvis Bornay e Evandro de Castro Lima. O samba-enredo do desfile, composto por David Corrêa e Norival Reis, recebeu o primeiro Estandarte de Ouro de samba-enredo da história da Portela. No desfile, o samba foi interpretado por Silvinho do Pandeiro com auxílio de Clara Nunes, Candeia e o próprio autor da obra, David Corrêa. Com o desfile, a escola obteve a quinta colocação do carnaval. A escola perdeu três pontos no quesito Mestre-sala e Porta-bandeira; dois pontos em Fantasias; e um ponto em Evolução. O premiado Samba-enredo também perdeu um ponto. No dia 5 de abril de 1975, morreu Natal da Portela. O velório, na quadra da Portela, e o cortejo com o caixão pelas ruas de Madureira, foi acompanhado por milhares de pessoas. Em homenagem póstuma, a direção da escola elegeu Natal como presidente de honra da agremiação.
- 1976: "O Homem do Pacoval"

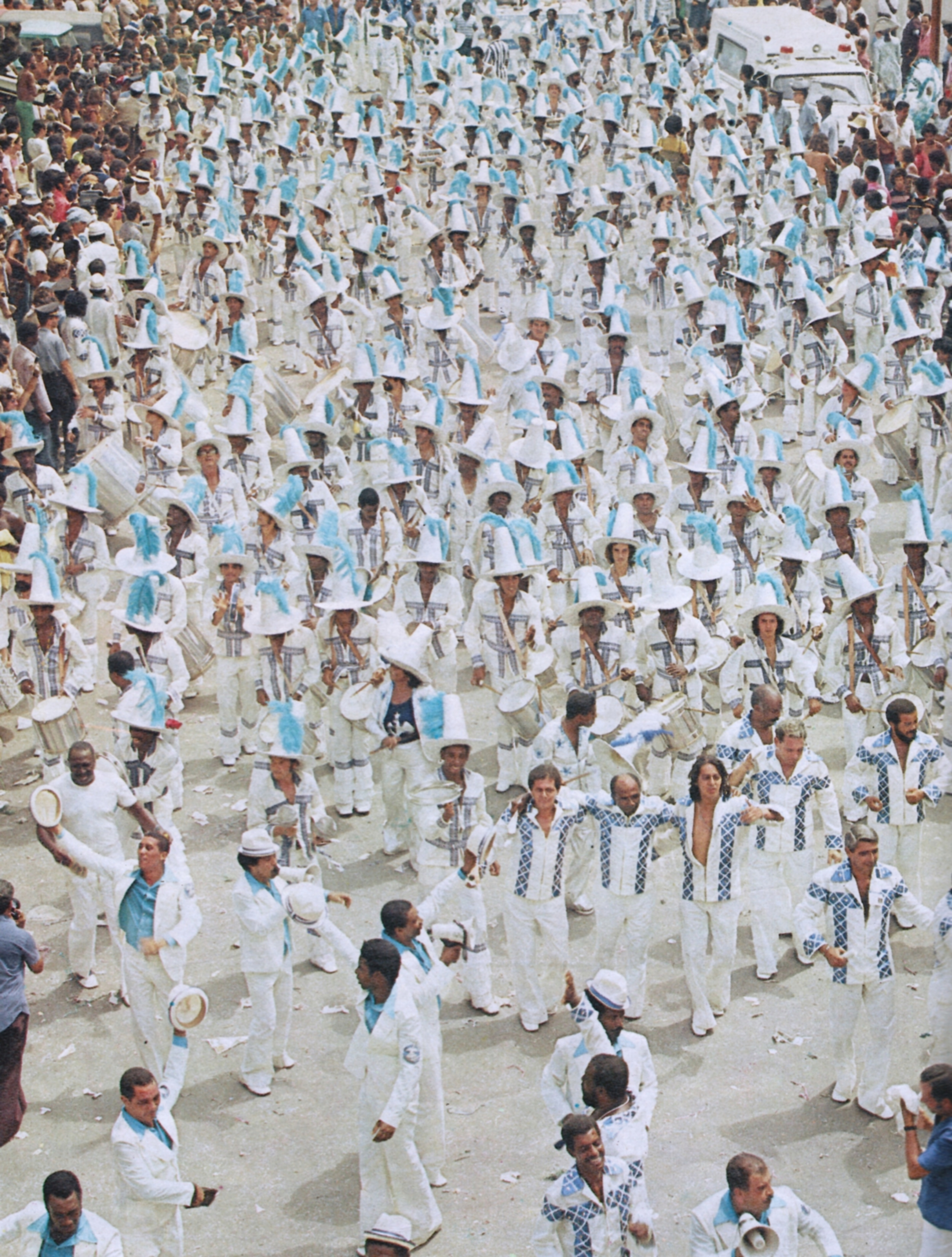
Bateria da Portela no carnaval de 1976.

Para o carnaval de 1976, o Departamento Cultural da Portela desenvolveu um enredo sobre a Ilha de Marajó. Hiran Araújo e Maurício Assis assinaram o enredo, enquanto Yarema Ostrower e sua equipe ficaram responsáveis pelas fantasias e alegorias do desfile. A diretoria da Portela tomou uma série de medidas para coibir o excesso de componentes que vinha atrapalhando as exibições da escola. Entre as medidas, foi estabelecida a quantidade máxima de componentes de duas mil e quatrocentas pessoas. Depois de dois anos sendo realizado na Avenida Antônio Carlos, o desfile voltou para a Avenida Presidente Vargas. A Portela foi a décima terceira, e penúltima, agremiação se apresentar pelo Grupo 1 de 1976, iniciando seu desfile por volta das onze horas e trinta minutos da manhã da segunda-feira de carnaval, dia 1 de março de 1976. As quarenta alas do desfile abordaram a história, a cultura e o folclore da Ilha de Marajó. No carro abre-alas, a escultura de águia da Portela tinha em suas garras uma imagem de Natal da Portela. A porta-bandeira Irene desfilou grávida e, junto com o mestre-sala Bagdá, foi o único casal a receber nota máxima dos jurados. Mesmo com as medidas para diminuir o contingente, a Portela ultrapassou o tempo limite de desfile e não recebeu os cinco pontos referentes à cronometragem. A Portela recebeu o prêmio Estandarte de Ouro de melhor escola do ano. O júri da TV Globo também apontou o desfile da escola como o melhor do ano. A Beija-Flor foi a campeã do carnaval com um desfile sobre o jogo do bicho, onde homenageou Natal e a Portela. O clássico samba-enredo da escola de Nilópolis, composto por Neguinho da Beija-Flor, cita Natal e a Portela ("Desta brincadeira / Quem tomou conta em Madureira foi Natal / O bom Natal / Consagrando sua escola / Na tradição do carnaval"). A Mangueira foi a vice-campeã; a Mocidade ficou em terceiro lugar; e a Portela foi a quarta colocada.
- 1977: "Festa da Aclamação"

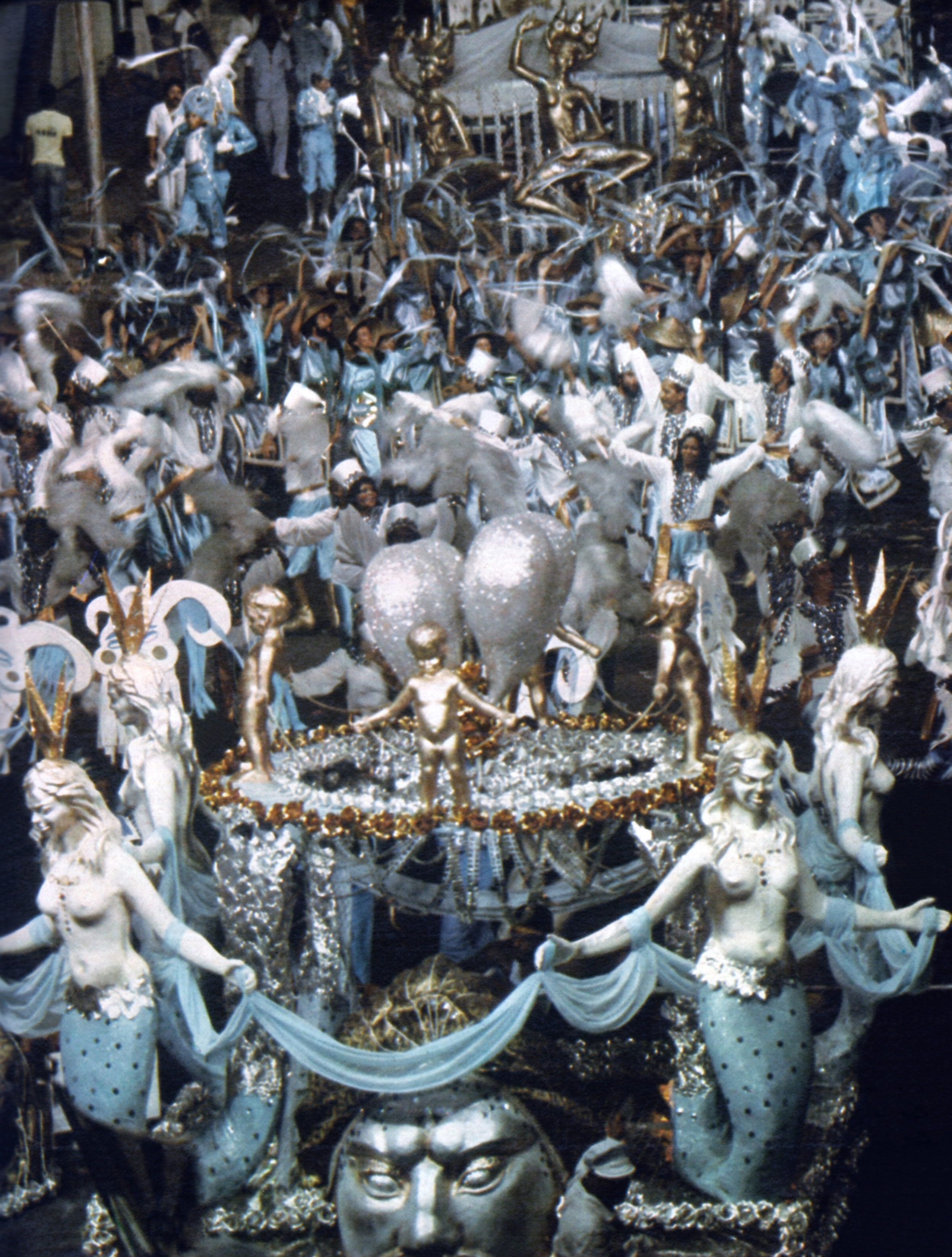
Desfile vice-campeão da Portela no carnaval de 1977.

A Portela foi a sétima escola a se apresentar entre as doze agremiações do Grupo 1 de 1977. O Departamento Cultural portelense elaborou um enredo sobre a festa da aclamação de Dom João VI como rei de Portugal, realizada no Rio de Janeiro em 1818. O enredo foi baseado no livro Memórias para Servir à História do Reino do Brasil (1825), de Padre Perereca. O livro destaca a decoração da festa, organizada por arquitetos franceses, que misturou motivos asiáticos, ouro, prata, sereias e mitologia. Rosa Magalhães e Lícia Lacerda foram as responsáveis pelas fantasias e alegorias da escola. O desfile marcou o retorno de Benício e Vilma Nascimento ao posto de primeiro casal de mestre-sala e porta-bandeira da agremiação. Vilma recebeu o seu primeiro Estandarte de Ouro de melhor porta-bandeira. Nega Pelé recebeu o Estandarte de melhor passista. Em sua crítica, o Jornal do Brasil apontou que a Portela realizou o seu melhor desfile dos últimos dez anos, mas não conseguiu empolgar o público presente na Avenida Presidente Vargas. A Portela foi a vice-campeã do carnaval de 1977 com um ponto a menos que a bicampeã, Beija-Flor. Portela, União da Ilha e Salgueiro somaram a mesma pontuação final. O desempate se deu no quesito bateria, onde a Portela teve pontuação maior. No sábado seguinte ao carnaval, a Portela participou do Desfile dos Campeões, junto com outras agremiações carnavalescas campeãs do ano.
- 1978: "Mulher à Brasileira"

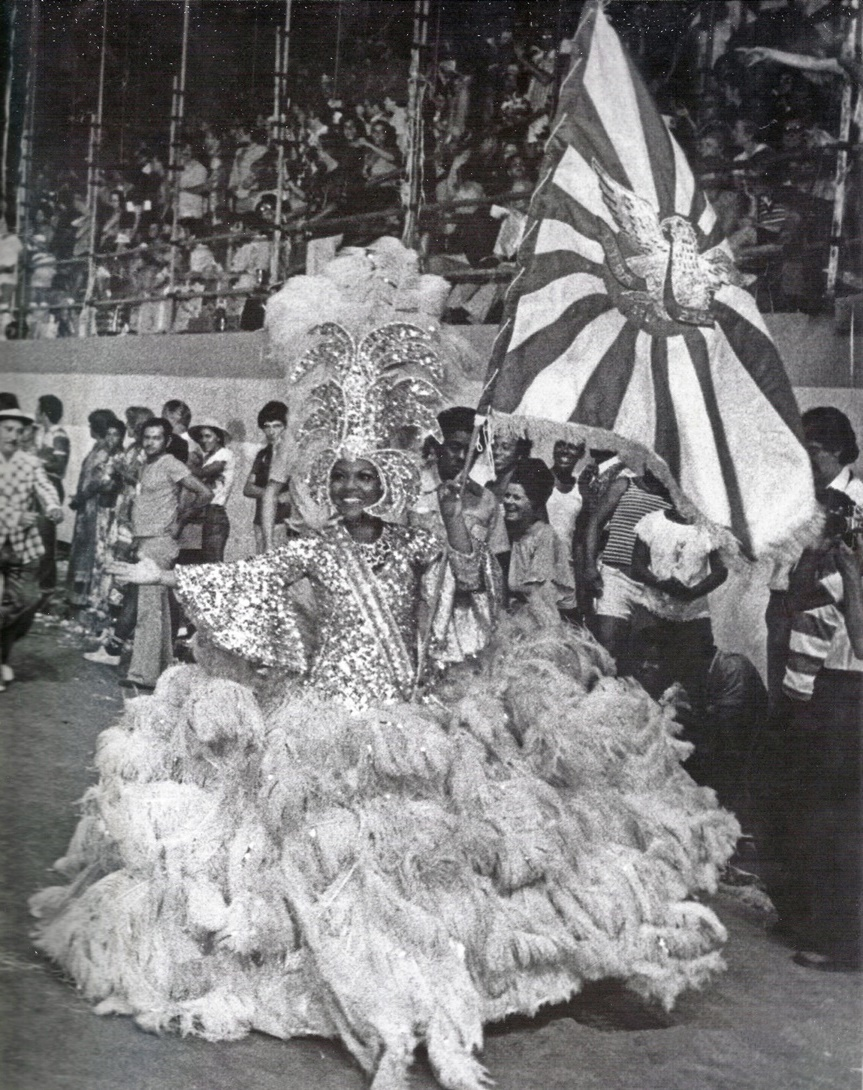
Vilma Nascimento no desfile de 1978, que lhe rendeu seu segundo prêmio do Estandarte de Ouro.

O carnaval portelense de 1978 ficou marcado pela polêmica escolha do samba-enredo composto por Jair Amorim e Evaldo Gouveia em detrimento dos sambas de Noca da Portela e Luiz Ayrão, que eram os preferidos da comunidade da escola. A situação resultou no afastamento de Paulinho da Viola da escola, por não concordar com a maneira que o presidente Carlinhos Maracanã estava administrando a agremiação. Paulinho só voltaria à Portela no desfile de 1995, quando Maracanã estava preso e afastado da escola. Luiz Ayrão gravou seu samba, derrotado no concurso da escola, e lançou em seu LP de 1977. A Portela foi a sexta das dez agremiações que se apresentaram no desfile do Grupo 1 de 1978. O enredo, em homenagem à mulheres brasileiras, foi elaborado pelo Departamento Cultural portelense, liderado por Hiram Araújo. Rosa Magalhães e Lícia Lacerda foram as responsáveis pelas fantasias e alegorias da escola. A ideia do enredo surgiu a partir da eleição de Rachel de Queiroz para Academia Brasileira de Letras em 1977, sendo a primeira mulher a ingressar na ABL. Rachel foi homenageada na Comissão de Frente do desfile portelense, que desfilou com os fardões da ABL. Outras dezesseis mulheres foram homenageadas durante o desfile da Portela: Paraguaçu, Marquesa de Santos, Anita Garibaldi, Chica da Silva, Princesa Isabel, Nisia Floresta, Chiquinha Gonzaga, Tia Ciata, Tarsila do Amaral, Maria Bonita, Carmen Miranda, Darcy Vargas, Maria de São Pedro, Eneida de Moraes, Cacilda Becker e Leila Diniz. Durante o desfile foram gravadas cenas para o filme A Idade da Terra, de Glauber Rocha. Em sua crítica, o Jornal do Brasil apontou que a Portela realizou um desfile "correto", mas não conseguiu empolgar o público. Pelo segundo ano consecutivo, Vilma Nascimento recebeu o Estandarte de Ouro de melhor porta-bandeira. Jerônimo Patrocínio recebeu o Estandarte de melhor passista. Com o desfile, a Portela obteve o quinto lugar do carnaval de 1978.
- 1979: "Incrível, Fantástico, Extraordinário!"

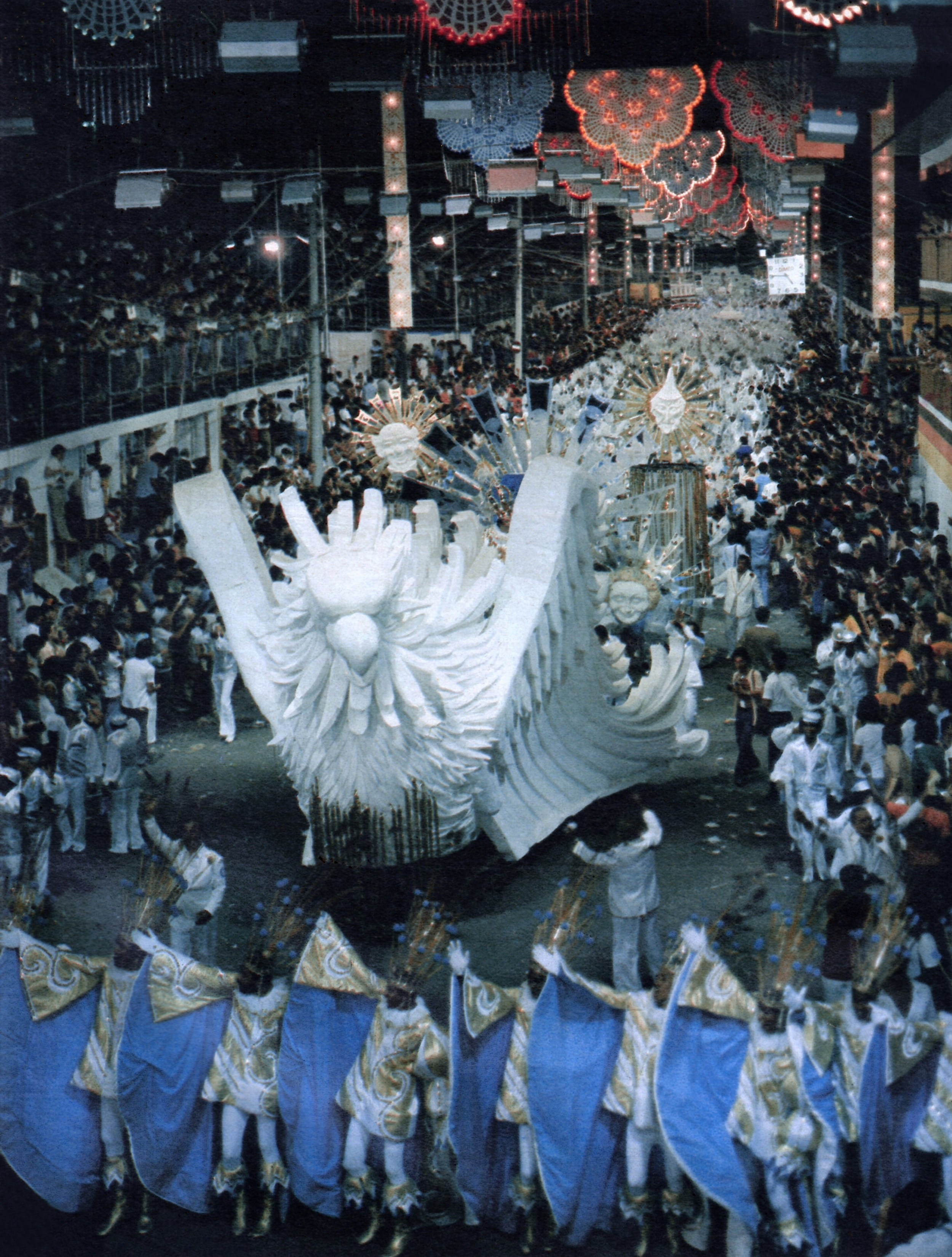
Comissão de Frente e a águia da Portela no desfile de 1979.

Há nove anos sem ganhar o carnaval, a Portela vivia o seu maior jejum de títulos até então. A escola nunca havia ficado mais de quatro anos sem vitórias. O carnaval passava por transformações, com os quesitos visuais, de responsabilidade dos carnavalescos, ganhando cada vez mais importância. A diretoria portelense decidiu que a escola precisava se modernizar para voltar a ser competitiva. Com esse intuito, a Portela extinguiu o Departamento Cultural responsável pelos enredos da escola e contratou como carnavalesco Viriato Ferreira, figurinista de Joãosinho Trinta nos três títulos conquistados pela Beija-Flor nos anos anteriores. Viriato saiu magoado da Beija-Flor após o presidente da escola não citar seu nome entre os diversos agradecimentos que fez durante uma entrevista. Na época, era comum acompanhar as queixas de Viriato à Beija-Flor e Joãosinho na imprensa. Para piorar a situação, os dois carnavalescos escolheram fazer enredos sobre o carnaval e Viriato acusou Joãosinho de copiar sua ideia. A Portela foi a sétima e penúltima agremiação a se apresentar pelo Grupo 1A (antigo Grupo 1) de 1979, iniciando seu desfile pouco depois das quatro horas da manhã. A escola foi saudada pelo público com gritos de "já ganhou" antes mesmo de iniciar sua apresentação. Alas e alegorias da escola fizeram referência a ranchos carnavalescos, frevos carnavalescos, bailes de gala, grandes sociedades, escolas de samba, e finalizava com blocos de sujo. Causou polêmica a decisão de Viriato de não colocar a Velha Guarda na comissão de frente, e sim um grupo de reis momos com fantasias nas cores branco e dourado. Um dos autores do samba, David Corrêa interpretou a própria obra no desfile, junto com o intérprete Silvinho. A Portela recebeu seis prêmios do Estandarte de Ouro: melhor escola, melhor samba-enredo, melhor porta-bandeira (Vilma Nascimento), melhor ala (Velha Guarda), melhor passista feminino (Denise) e melhor passista masculino (Marcelo). Apesar de ser apontada como favorita ao título pela imprensa e especialistas, a escola obteve o terceiro lugar do carnaval de 1979, três pontos atrás da campeã Mocidade Independente de Padre Miguel e um ponto atrás da vice-campeã, Beija-Flor. Causou surpresa nos portelenses a nota nove dada ao casal de mestre-sala e porta-bandeira Benício e Vilma; além das notas nove e sete no quesito evolução. O desfile é tema de um dos capítulos do livro Por que perdeu? (2018), do jornalista Marcelo de Mello, que lista dez desfiles derrotados que fizeram história no carnaval carioca.

### Década de 1980
- 1980: "Hoje Tem Marmelada?"

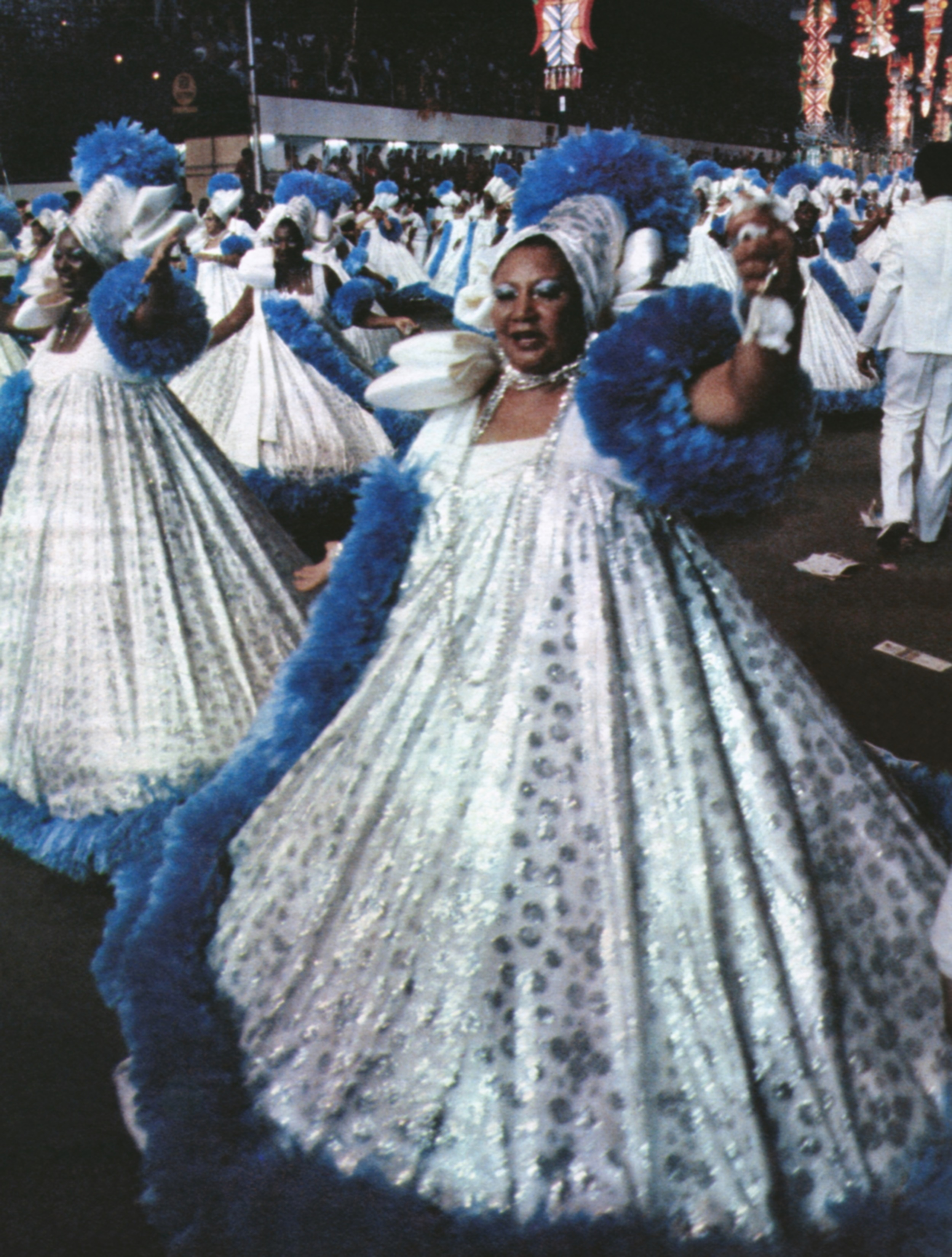
Baianas da Portela no carnaval de 1980.

Após o carnaval de 1979, Vilma Nascimento se desentendeu com o presidente da Portela, Carlinhos Maracanã, e se desligou da escola. O segundo casal de mestre-sala e porta-bandeira da agremiação, Mauricinho e Eni, foi promovido ao posto de primeiro casal, substituindo Vilma e Benício. Causou polêmica a decisão da AESCRJ de retirar os quesitos Mestre-sala e Porta-bandeira e Comissão de Frente do julgamento oficial do carnaval com a justificativa de que estavam se tornando onerosos, visto que as escolas estavam negociando financeiramente os melhores profissionais. Apesar de não estarem sendo julgados, a apresentação dos segmentos foi mantida como obrigatória. Para 1980, o carnavalesco Viriato Ferreira elaborou um enredo sobre o circo. O título do enredo, "Hoje Tem Marmelada?", foi visto como uma referência ao resultado do ano anterior, quando a Portela foi apontada como favorita, mas perdeu o título do carnaval. A Portela foi a oitava escola a se apresentar entre as dez agremiações do Grupo 1A de 1980. Assim como no ano anterior, David Corrêa, que novamente assinou o samba da escola, interpretou a própria obra no desfile, junto com Silvinho. Alas e alegorias do desfile simbolizaram personagens característicos do circo como palhaços, mágicos, contorcionistas, mulher barbada e atiradores de faca. Clara Nunes desfilou na frente da Velha Guarda portelense vestida de domadora de animais. Também participaram do desfile Elizeth Cardoso, João Nogueira e o intérprete mangueirense Jamelão. A escola encerrou sua apresentação recebendo gritos de "campeã" do público que assistiu ao desfile na Rua Marquês de Sapucaí. A Portela recebeu os prêmios Estandarte de Ouro de melhor escola do ano e de melhor comunicação com o público. Portela, Beija-Flor e Imperatriz Leopoldinense foram as campeãs do carnaval de 1980. As três escolas receberam nota máxima de todos os julgadores, sendo impossível o desempate. A Portela conquistou seu vigésimo título no carnaval carioca, encerrando o jejum de nove anos sem conquistas. Viriato Ferreira conquistou seu único título como carnavalesco na elite do carnaval. No sábado seguinte ao carnaval, a Portela participou do Desfile dos Campeões, junto com as escolas de samba e blocos de enredo campeões do ano.
- 1981: "Das Maravilhas do Mar, Fez-se o Esplendor de Uma Noite"

Para o carnaval de 1981, Viriato Ferreira elaborou um enredo sobre o mar. Pelo terceiro ano consecutivo David Corrêa venceu o concurso de samba-enredo da escola. A obra, composta junto com Jorge Macedo, fez sucesso durante os períodos pré e pós carnaval, sendo muito executada nas rádios do país. O samba é comumente listado entre os melhores da história do carnaval. O sucesso do samba e as boas apresentações de anos anteriores fizeram a Portela ser apontada como a favorita ao título antes do carnaval. A escola foi a sexta das dez agremiações que se apresentaram pelo Grupo 1A de 1981, iniciando seu desfile por volta das quatro horas da manhã da segunda-feira de carnaval. David Corrêa, Silvinho e o conjunto vocal As Gatas interpretaram o samba no desfile. A Comissão de Frente, que voltou a ser quesito avaliado pelos julgadores, representou os "príncipes submarinos". As alas do desfile representaram golfinhos, moreias, polvos, cavalos-marinhos e outros seres marinhos de toda espécie.

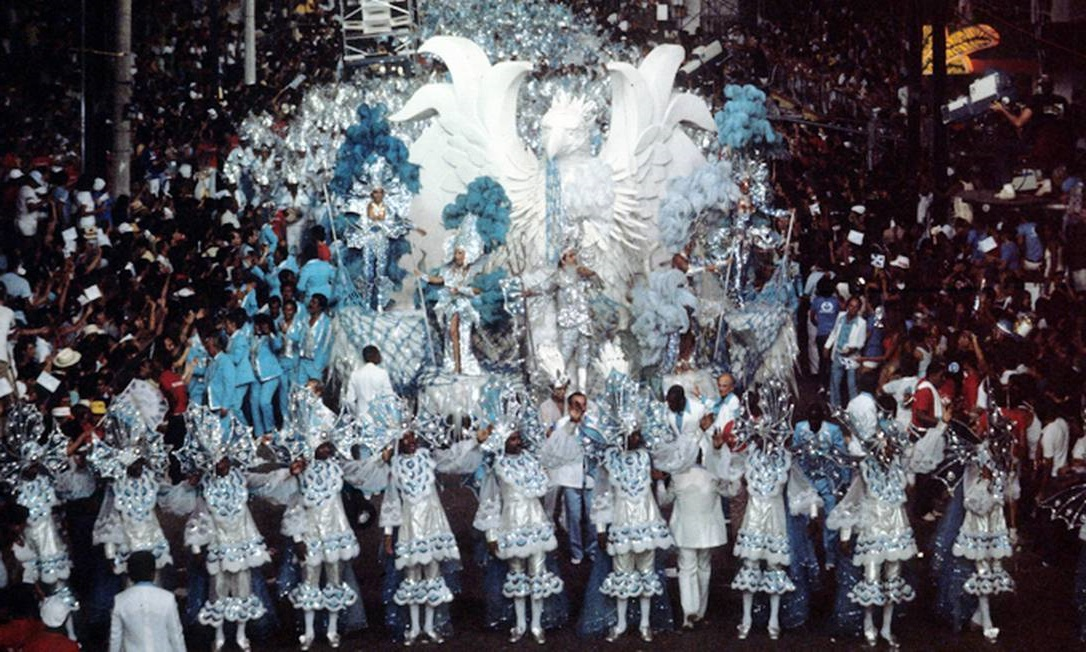
O início do desfile portelense no carnaval de 1981, com destaque para a Comissão de Frente vencedora do Estandarte de Ouro.

Imprensa e especialistas criticaram o excesso de azul nas fantasias. O desfile da Portela foi prejudicado pelo público que assistia a apresentação na Rua Marquês de Sapucaí e invadiu a pista de desfile, deixando pouco espaço para a escola evoluir. Na avaliação dos julgadores, a Portela recebeu notas oito e nove no quesito Evolução. A Bateria da escola "atravessou" após deixar o segundo recuo e recebeu nota sete de um dos julgadores. A agremiação também perdeu pontos no quesito Enredo, recebendo uma nota seis; no quesito Conjunto, com nota dois; e em Alegorias, recebendo notas oito e nove. Como resultado, a Portela obteve o terceiro lugar do carnaval de 1981, atrás da campeã Imperatriz e da vice-campeã Beija-Flor, escolas com as quais dividiu o título do ano anterior. A Portela foi premiada com o Estandarte de Ouro de melhor samba-enredo e de melhor comissão de frente. Ainda em 1981, Clara Nunes lançou a música "Portela na Avenida", composta por Paulo César Pinheiro e Mauro Duarte, e gravada com a participação da Velha Guarda portelense. A canção foi um dos maiores sucessos da carreira da cantora e, posteriormente, foi transformada no samba-exaltação oficial da Portela, sendo constantemente cantada em seus ensaios e na abertura de seus desfiles.
- 1982: "Meu Brasil Brasileiro"

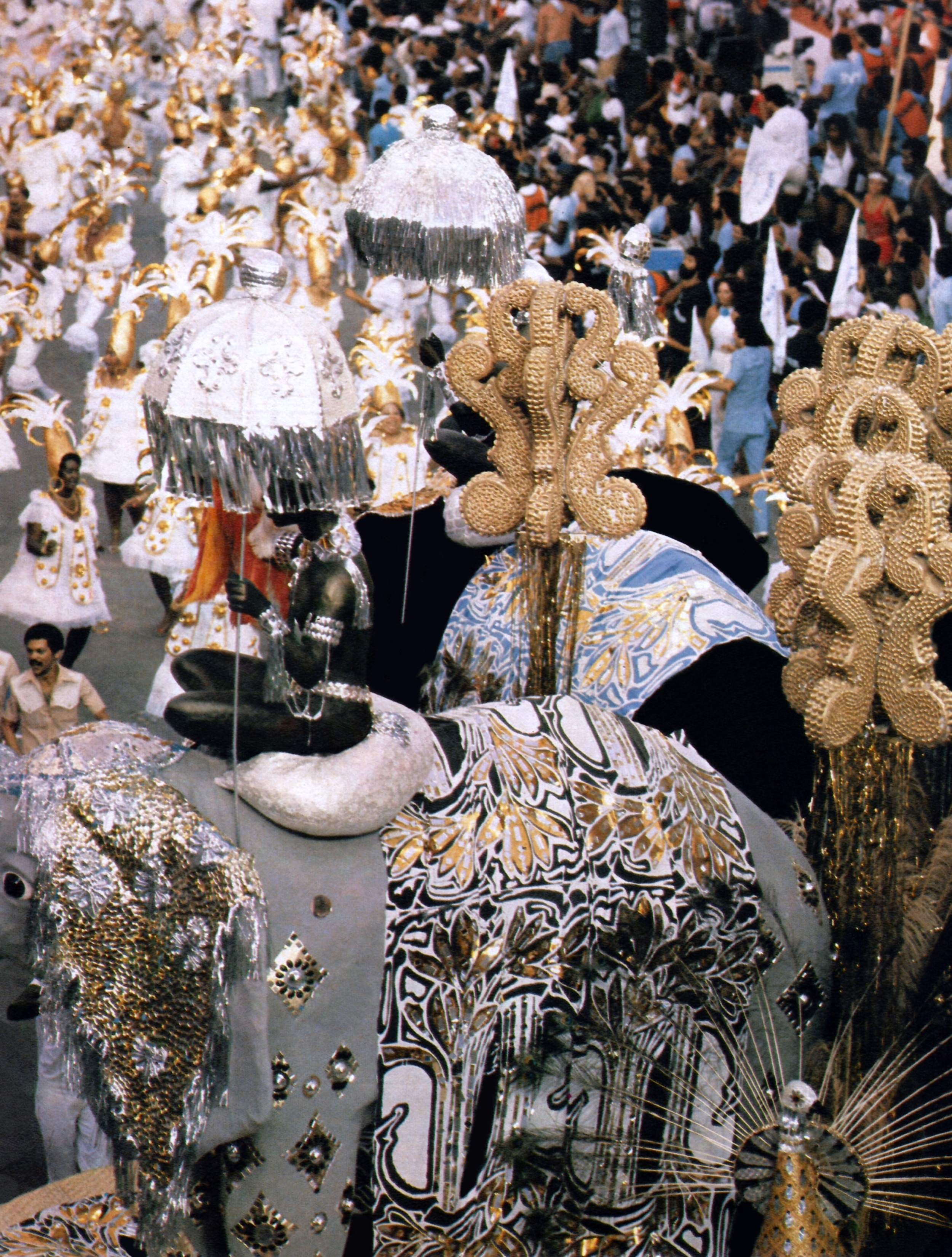
Desfile vice-campeão da Portela no carnaval de 1982.

Para o carnaval de 1982, o carnavalesco Viriato Ferreira elaborou um enredo sobre as diversas manifestações da cultura popular brasileira como maracatu, congada, maculelê, bumba-meu-boi, capoeira, repentistas, seresteiros e a literatura de cordel. Por discordâncias com a diretoria da Portela, que queria um carnaval mais simples, Viriato se afastou da escola deixando os preparativos do desfile a cargo de seus assistentes, Edmundo Braga e Paulino Espírito Santo. A Portela foi a oitava das doze escolas que se apresentaram pelo Grupo 1A de 1982, iniciando seu desfile por volta das cinco horas da manhã da segunda-feira de carnaval. Após dois anos sem ser julgado, o quesito Mestre-sala e Porta-bandeira voltou a ser avaliado, embora valendo menos pontos do que os demais quesitos. Aos dezoito anos de idade, Átila substituiu seu pai Mauricinho como primeiro mestre-sala da escola. Pelo quarto ano consecutivo, a Portela desfilou com um samba assinado por David Corrêa, que venceu a disputa de samba-enredo da agremiação pela sexta vez em dez anos, igualando Candeia e Waldir 59 como os compositores com mais sambas na história da escola até então. Assim como nos anos anteriores, o próprio David interpretou o samba no desfile, junto com o intérprete Silvinho. Batendo as asas e se movimentando para os lados, a águia da Portela desfilou em cima de grandes pandeiros coloridos. Elizeth Cardoso desfilou representando a Mucama do Maracatu, e Clara Nunes como a baiana do candomblé. A Comissão de Frente, formada por membros da Velha Guarda portelense, recebeu o prêmio Estandarte de Ouro. O primeiro casal de mestre-sala e porta-bandeira da escola, Átila e Eni, foram eleitos pelo público presente no desfile como o melhor casal do ano, recebendo o prêmio Estandarte do Povo. Com o desfile, a Portela foi vice-campeã do carnaval de 1982, com dois pontos a menos que o campeão, Império Serrano, que desfilou com o histórico "Bumbum Paticumbum Prugurundum". Torcedores do Império e da Portela lotaram as ruas de Madureira comemorando o título e o vice-campeonato das escolas do bairro. No sábado seguinte ao carnaval, a Portela participou do Desfile dos Campeões junto com as escolas de samba e blocos de enredo campeões do ano. O Desfile dos Campeões teve recorde de público, superando o desfile oficial.
- 1983: "A Ressurreição das Coroas - Reisado, Reino e Reinado"

A Portela foi a oitava escola a se apresentar entre as doze agremiações do Grupo 1A de 1983, iniciando seu desfile por volta das cinco horas da manhã do domingo de carnaval. O enredo elaborado pelos carnavalescos Edmundo Braga e Paulino Espírito Santo abordou a utilização de coroas nas culturas indígena e negra; no folclore e em manifestações populares do Brasil; além de fazer referência a personalidades coroadas, de verdade ou no imaginário popular, como Chico Rei, Pelé; Dom Pedro I e Dom Pedro II. O desfile foi aberto pela tradicional Comissão de Frente formada por portelenses da Velha Guarda, seguidos de um letreiro que formava o nome da escola e, logo atrás, a escultura de águia da Portela com uma coroa na cabeça, batendo as asas e se movendo para os lados. A direção da escola utilizou walkie-talkies para controlar os cerca de três mil e quinhentos desfilantes e evitar problemas de harmonia e evolução. Aos treze anos de idade, Andréia Machado desfilou como primeira porta-bandeira junto com o mestre-sala Átila, que já estava na escola desde o ano anterior. Andréia é filha de Aluízio Machado, compositor do Império Serrano, e desfilara na escola da Serrinha no ano anterior, o que gerou polêmica entre os sambistas das escolas sobre uma possível "traição" de Andréia à escola imperiana. A Portela foi eleita por voto popular do público presente no desfile como a melhor escola do ano, recebendo o prêmio Estandarte do Povo; enquanto Silvinho foi premiado com o Estandarte de Ouro de melhor intérprete. Com o desfile, a escola conquistou o vice-campeonato do carnaval de 1983, com três pontos a menos que a campeã, Beija-Flor. O resultado é controverso, uma vez que imprensa e especialistas apontavam os desfiles de Império Serrano, Portela e Mocidade como os melhores do ano. Outra polêmica se deu na avaliação do julgador Messias Neiva, do quesito Alegorias e Adereços, que conferiu nota dez apenas à Beija-Flor, enquanto as demais escolas receberam nota igual ou inferior à oito. Entrevistado pelo Jornal O Globo no dia seguinte à apuração, Messias disse que não se lembrava dos enredos das escolas e declarou ter dado nota máxima apenas à Beija-Flor pelo fato da agremiação ter desfilado de dia, quando a visibilidade é maior. As justificativas são contestadas, uma vez que outras escolas também desfilaram de dia e receberam notas menores, como a própria Portela. Após a apuração das notas, o então presidente portelense, Carlinhos Maracanã, protestou contra o resultado e chegou a ameaçar Messias Neiva: "Não me conformo com esse cretino e safado, o tal de Messias Neiva, que julgou Alegorias e Adereços. Não o conheço pessoalmente, mas quando o encontrar na rua vou quebrá-lo todo a tapas e pontapés. Esse cara é um vigarista, safado, ladrão e sem-vergonha!", bradou Maracanã. No sábado seguinte ao carnaval, a Portela participou do Desfile dos Campeões, junto com as escolas de samba e blocos de enredo campeões do ano. A apresentação portelense foi iniciada com Clara Nunes cantando "Portela na Avenida". O desfile foi o último de Clara. Torcedora declarada da Portela e figura constante nos desfiles da agremiação, a cantora se internou dias após o carnaval para realizar uma cirurgia de varizes, mas teve uma reação alérgica ao componente do anestésico, sofrendo uma parada cardíaca e permanecendo durante 28 dias internada na UTI da Clínica São Vicente, no Rio de Janeiro, até sua morte, no dia 2 de abril de 1983, em razão de um choque anafilático. Mais de cinquenta mil pessoas passaram pelo seu velório, realizado na quadra da Portela. Posteriormente, a rua onde fica a quadra portelense, antiga Rua Arruda Câmara, recebeu o nome de Rua Clara Nunes.
- 1984: "Contos de Areia"

O carnaval de 1984 foi o primeiro realizado no Sambódromo da Marquês de Sapucaí, inaugurado no mesmo ano. Pela primeira vez, o desfile da primeira divisão do carnaval carioca foi dividido em duas noites. A ideia, sugerida pela AESCRJ, foi acatada pela Riotur devido a grande quantidade de escolas de samba. Ficou definido que uma escola seria campeã da primeira noite de desfiles (iniciada no domingo) e outra escola venceria a segunda noite (iniciada na segunda-feira), sendo que os dois desfiles teriam comissões julgadoras diferentes. No sábado seguinte aos desfiles seria realizada uma nova apresentação, valendo o título de Supercampeã, disputada pelas três primeiras colocadas do desfile de domingo mais as três melhores classificadas do desfile de segunda-feira e as duas primeiras colocadas do Grupo 1B (a segunda a divisão do carnaval).

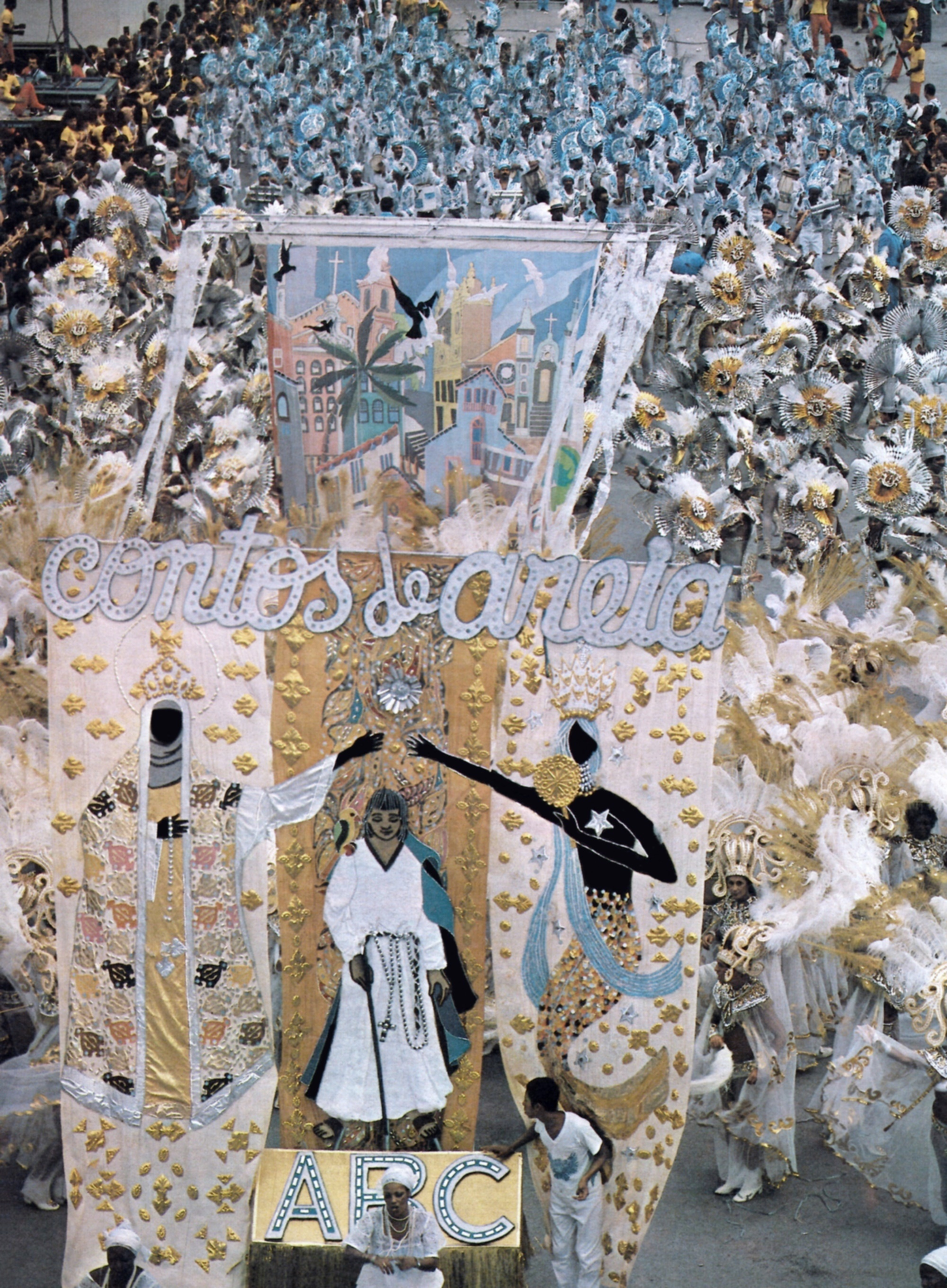
Desfile campeão da Portela no carnaval de 1984.

A Portela participou da primeira noite de desfiles, competindo com Império Serrano, Caprichosos de Pilares, Salgueiro, União da Ilha, Império da Tijuca e Unidos da Tijuca. A escola foi a sexta e penúltima agremiação a se apresentar, iniciando seu desfile na manhã de segunda-feira, com o dia claro. Acompanhada da bateria portelense, a cantora Alcione abriu o desfile cantando "Um Ser de Luz", música em homenagem a Clara Nunes. A seguir, foi feito um minuto de silêncio pela morte de Clara. Elaborado pelos carnavalescos Edmundo Braga e Paulino Espírito Santo, o enredo "Contos de Areia" homenageou três ilustres portelenses: Paulo da Portela, um dos fundadores da escola, morto em 1949; Natal da Portela, patrono da escola até sua morte, em 1975; e a cantora Clara Nunes, torcedora da agremiação, falecida no ano anterior. O enredo associou os homenageados à orixás: Paulo com Oraniã; Natal com Oxóssi; e Clara com Iansã. O título do enredo é inspirado na música "Conto de Areia", um dos maiores sucessos de Clara Nunes. O primeiro setor do desfile fez referência a Bahia, considerada pelo enredo como a "terra dos orixás". A Comissão de Frente da escola foi formada por portelenses como Manacéa, Alberto Lonato, Ary do Cavaco, Casquinha e Chico Santana. Após a Comissão desfilou a primeira águia do desfile, sendo apenas a cabeça da escultura, como se a ave estivesse submersa no mar. Atrás da águia, desfilaram caravelas, onde as velas eram grandes estandartes com letras que formavam o nome da Portela. Nos setores seguintes do desfile foram homenageados os três portelenses do enredo e os orixás a eles associados. Paulo Roberto e Regina formaram o novo primeiro casal de mestre-sala e porta-bandeira da escola. O desfile foi encerrado com outra escultura de águia, que se movimentava e batia as asas. Com quase seis mil componentes em desfile, a Portela teve problemas de harmonia evolução, mas encerrou sua apresentação sendo aplaudida pelo público no sambódromo.

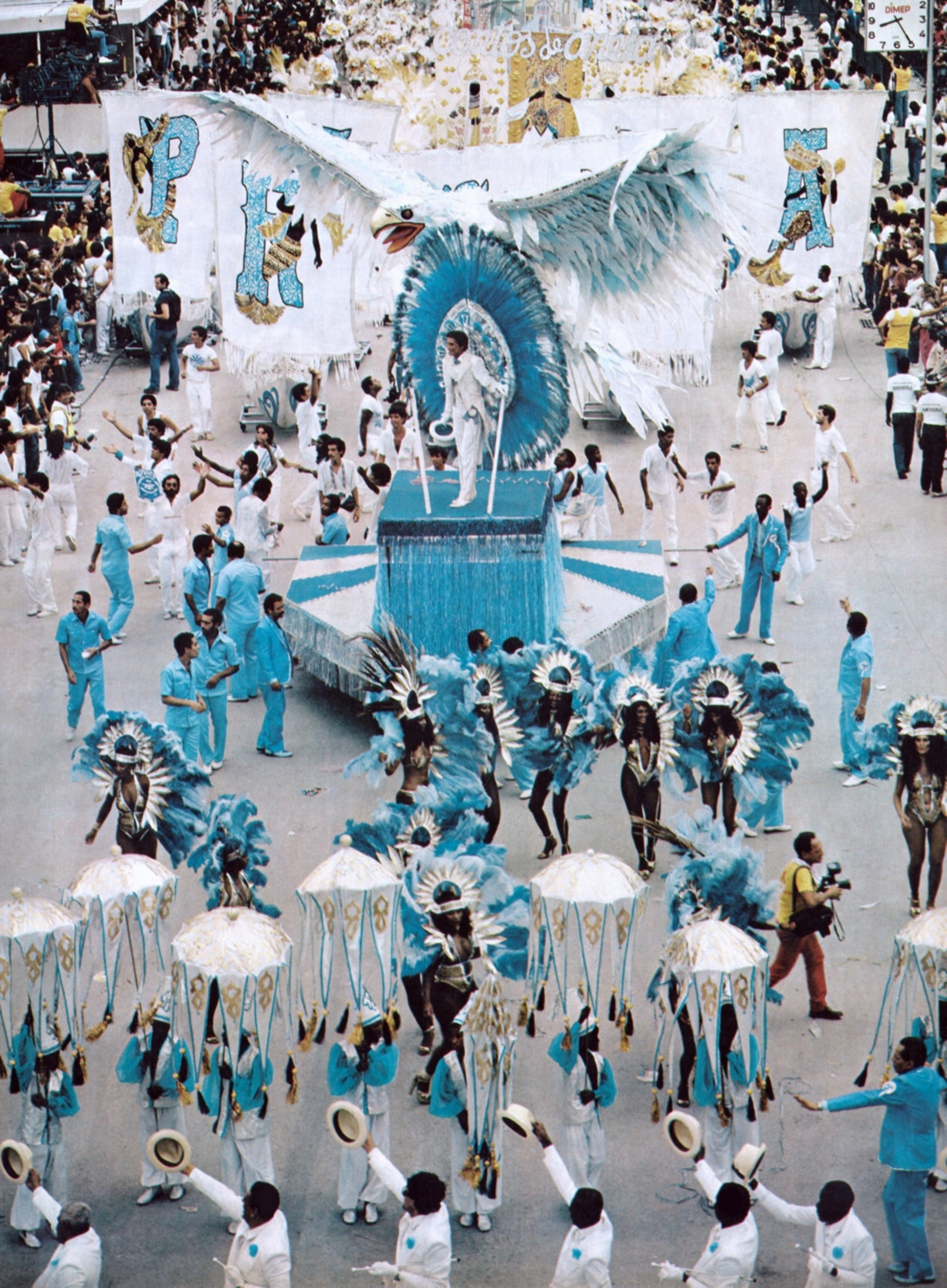
Desfile da Portela no Supercampeonato de 1984.

Na quarta-feira de cinzas de 1984, a Portela se sagrou campeã do desfile de domingo, conquistando seu vigésimo primeiro título no carnaval carioca. No sábado seguinte, a escola participou do desfile do Supercampeonato, também realizado no sambódromo. Seguindo o regulamento do concurso, os quesitos Alegorias e Adereços, Enredo e Fantasias não foram avaliados. A Portela obteve o segundo lugar, dois pontos atrás da Supercampeã Mangueira. O samba-enredo do desfile portelense, composto por Dedé da Portela e Norival Reis é comumente listado entre os melhores da história do carnaval. Após o carnaval, o então presidente da Portela, Carlinhos Maracanã, extinguiu sete alas da escola. Diretores e componentes das alas excluídas, além de outros portelenses, protestaram contra a medida e fizeram um abaixo-assinado propondo que Nézio Nascimento (filho de Natal da Portela) assumisse a presidência da agremiação e que Maracanã ficasse com o cargo de presidente de honra da escola. Revoltado, Carlinhos Maracanã expulsou da Portela todos que participaram do movimento contra ele, incluindo Nézio Nascimento e os diretores Paulo Tavares, Mauro Tinoco, Sérgio Aiub, César Augusto Ferreira, Vera Lúcia Correa e Jorge Paes Leme. Os expulsos decidiram fundar uma nova escola de samba. A eles se juntaram outras figuras importantes da Portela, como Tia Vicentina (irmã de Natal), Marlene (filha de Nozinho) e Vilma Nascimento (histórica porta-bandeira da agremiação). Os carnavalescos Edmundo Braga e Paulino Espírito Santo e os compositores João Nogueira e Paulo César Pinheiro também aderiram à escola dissidente, que teve como primeiro nome "Sociedade Cultural e Recreativa Portela Tradição". Por conta de processos na Justiça, o nome "Portela" teve de ser retirado, ficando apenas "Tradição". Ainda em 1984, a Portela foi uma das agremiações fundadoras da Liga Independente das Escolas de Samba do Rio de Janeiro (LIESA). Dirigentes de dez das principais escolas de samba do Rio decidiram se desligar da AESCRJ e fundar a nova entidade com o objetivo de administrar o desfile do grupo principal, negociar diretamente a subvenção com Prefeitura e os direitos de imagem com as emissoras de televisão, além de controlar e repartir o lucro dos desfiles com as agremiações.
- 1985: "Recordar É Viver"

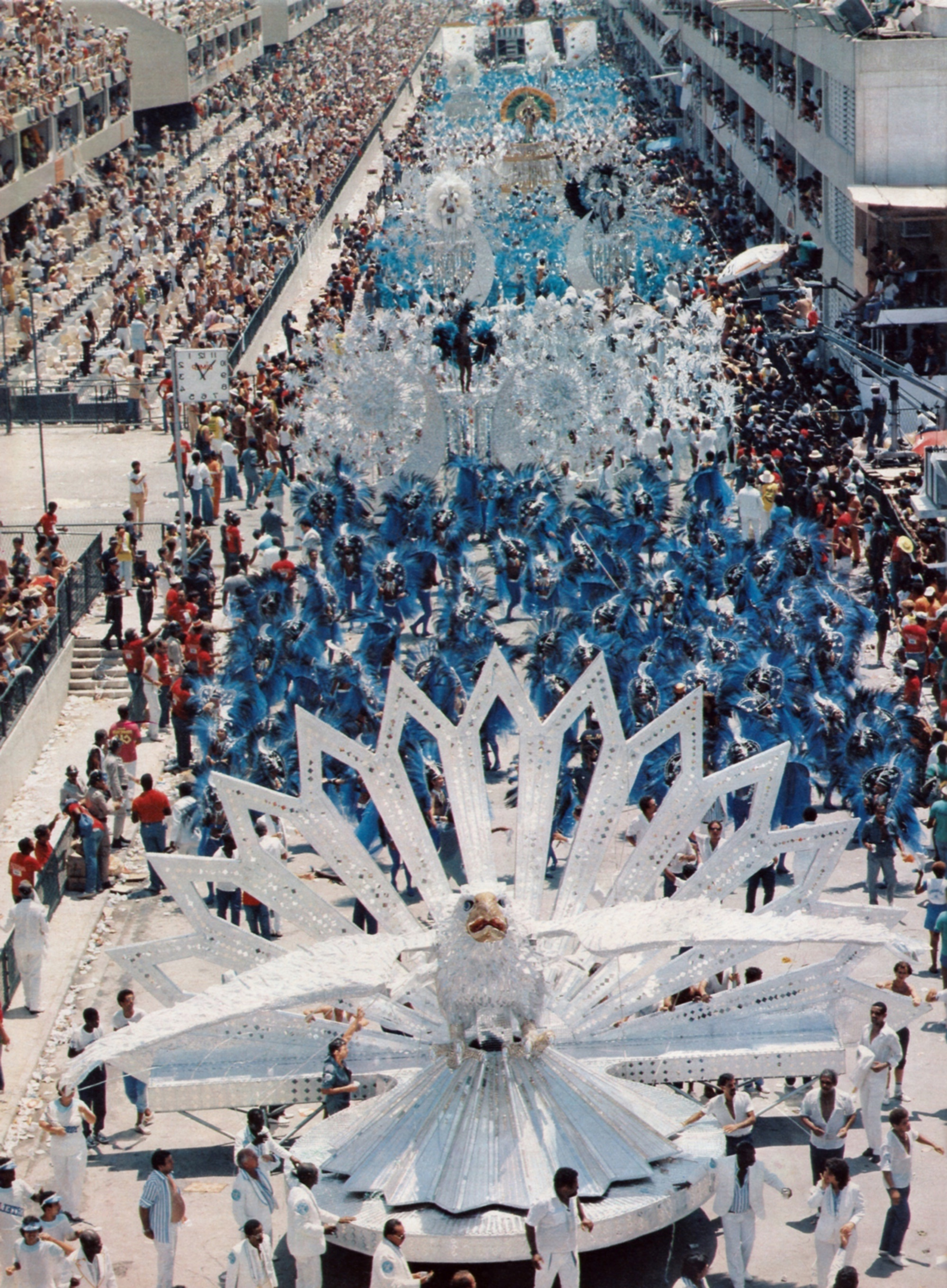
O desfile portelense de 1985.

Com a transferência de seus carnavalescos para a Tradição, a Portela apostou em Alexandre Louzada, jovem desenhista, com experiência no carnaval de Niterói, para ocupar a função de carnavalesco da escola. Cizinho e Sandra formaram o novo primeiro casal de mestre-sala e porta-bandeira da agremiação. A Portela foi a última escola a se apresentar na segunda noite (segunda-feira) do Grupo 1A, encerrando os desfiles de 1985. O desfile portelense estava previsto para começar às cinco horas da manhã, mas, por causa de diversos atrasos ocorridos nos desfiles anteriores, a Portela iniciou sua apresentação por volta do meio-dia da terça-feira de carnaval, encerrando seu desfile por voltas das quatorze horas da tarde. Devido ao forte calor, o Corpo de Bombeiros utilizou mangueiras com jatos de água para refrescar o público presente no sambódromo. O enredo da Portela, que tinha a proposta de relembrar momentos do passado, foi dividido em três partes: o sonho e a imaginação; os prazeres da noite; e os encantos do circo. O desfile relembrou antigos bailes, cassinos, os teatros de revista, as chanchadas da Atlântida, a Rádio Nacional, e os desfiles anteriores da Portela. Trajando fraque e cartola, a Comissão de Frente reuniu portelenses como Wilson Moreira, Ary do Cavaco, Alberto Lonato, entre outros. O Jornal do Brasil apontou a escola entre as favoritas ao título, escrevendo que a agremiação realizou um desfile "sem defeitos". Segundo os jurados do Estandarte de Ouro, a escola realizou um desfile "correto e bonito, mas sem imaginação". Com o desfile, a Portela obteve o quarto lugar do carnaval de 1985.
- 1986: "Morfeu no Carnaval, a Utopia Brasileira"

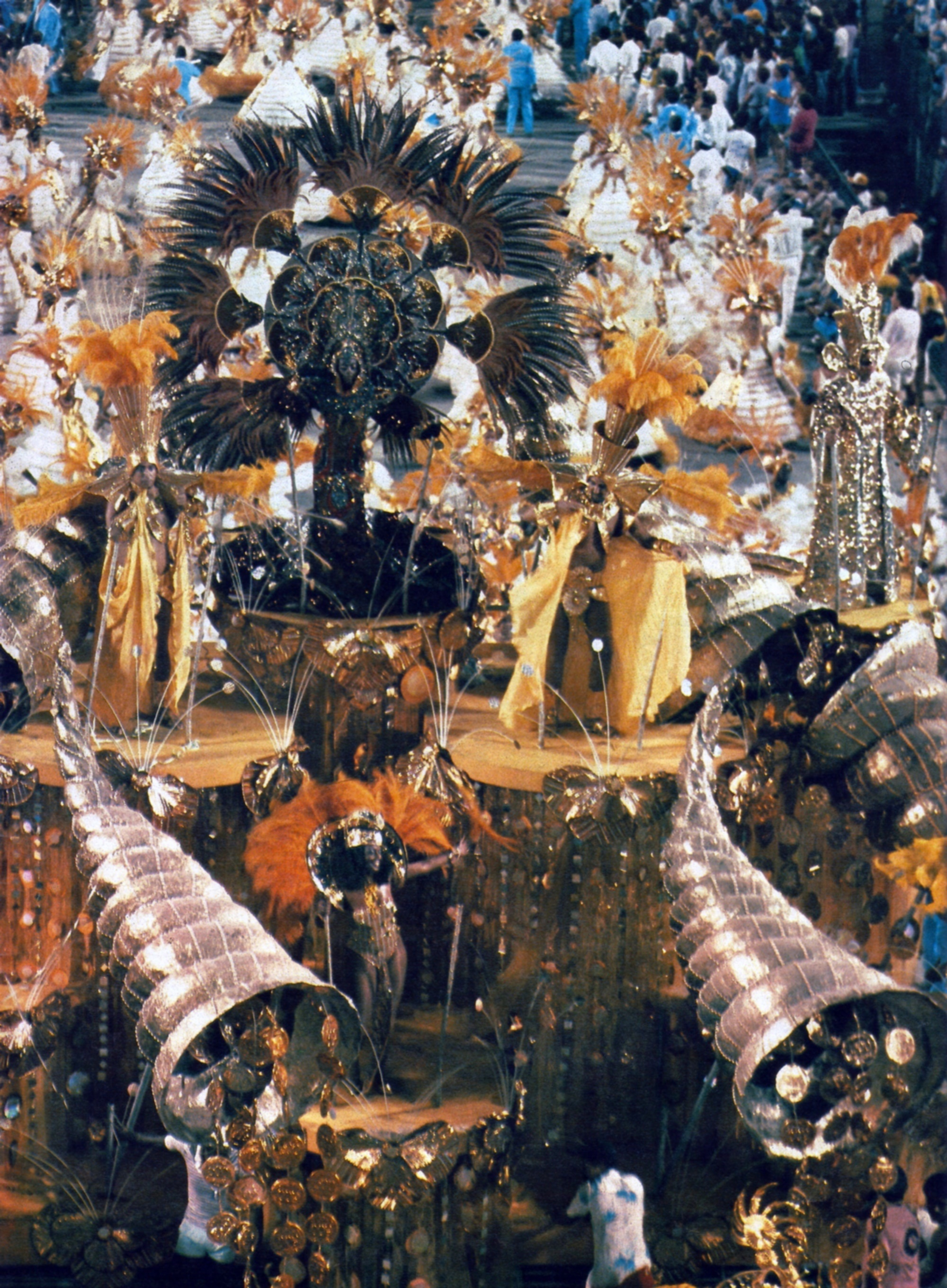
Desfile da Portela no carnaval de 1986.

A Portela foi a sétima e última escola a se apresentar na primeira noite (domingo) do Grupo 1A de 1986. O enredo elaborado por Alexandre Louzada partiu do mito de Morfeu, deus grego do sono, para fazer uma crítica à realidade brasileira da época, através de uma viagem pelos sonhos e pelos pesadelos dos brasileiros. Entre os temas abordados no desfile estavam o Plano Cruzado; o desmatamento das florestas; a reforma agrária; o desemprego; a violência; a derrota na Copa do Mundo de 1982; e a expectativa pela Copa de 1986. A escola teve um novo primeiro casal de mestre-sala e porta-bandeira, formado por Cizinho e Gisele. A Portela realizou um desfile colorido, com pouco uso das cores azul e branco. As fantasias estavam luxuosas, com esplendores grandes e muitas plumas. A escola recebeu três prêmios do Estandarte de Ouro: melhor bateria, melhor ala e Destaque Feminino para Dodô da Portela. A Portela obteve a quarta colocação do carnaval de 1986. Causou polêmica a nota nove dada pelo jogador de futebol Sócrates à premiada bateria portelense. O presidente do Salgueiro, Miro Garcia, chegou a pedir a anulação das notas, alegando que Sócrates estava bêbado na cabine de jurados, mas não teve o pedido atendido. A escola ainda perdeu pontos em Alegorias, Conjunto, Evolução e Samba-enredo. O desfile marcou a despedida de Silvinho da Portela, que se aposentou da função de intérprete após o carnaval. Mestre Marçal também se despediu da direção de bateria da Portela.
- 1987: "Adelaide, a Pomba da Paz"

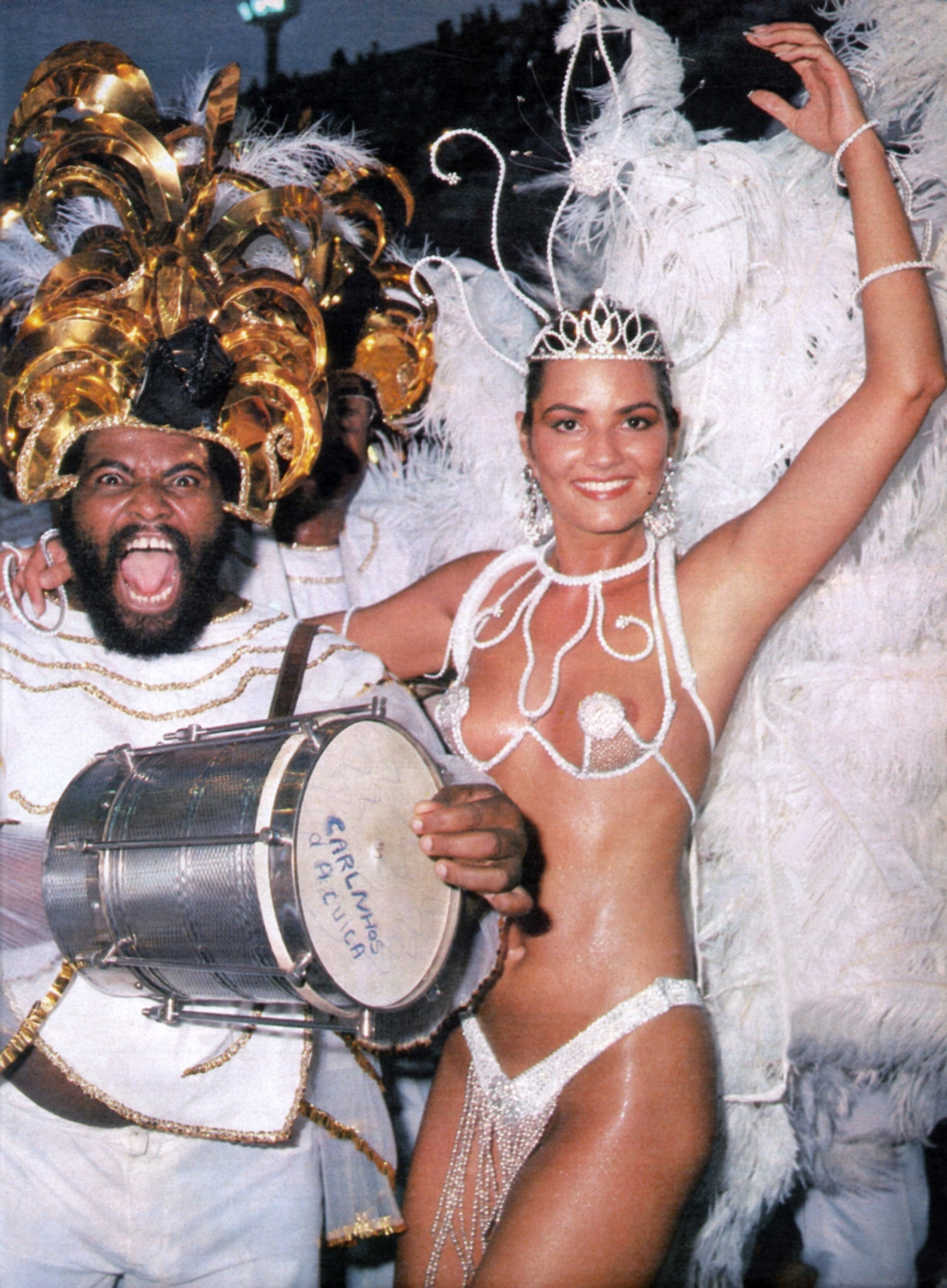
Luíza Brunet no desfile de 1987.

Para o carnaval de 1987, Mestre Timbó assumiu o comando da bateria e Geraldo Cavalcante substituiu Alexandre Louzada como carnavalesco da Portela. Compositor, e cantor de apoio, da escola desde 1984, Dedé da Portela foi efetivado como novo intérprete da agremiação. Sétima, e penúltima, escola a se apresentar na segunda noite (segunda-feira) do Grupo 1 (antigo 1A) de 1987, a Portela desfilou com um enredo inspirado no poema infantil A Pomba da Paz, de 1974, do romancista Walmir Ayala, resgatando a tradição de apresentar enredos sobre obras literárias. O poema de Walmir narra a história de uma pomba que vai até a floresta para cumprir uma missão que lhe valeria um emprego. Ao ajudar os bichos e a natureza da floresta, a pomba Adelaide vai ganhando letras até formar a palavra "amor" e se tornar uma mensageira da paz, concluindo sua missão. As alas do desfile simbolizaram os diversos animais que a pomba encontrava durante sua trajetória pela floresta como o Tucano Jornaleiro e a Aranha Tecelã. A cantora Elizeth Cardoso desfilou representando a Cigarra Seresteira. Em sua crítica, o Jornal do Brasil elogiou o samba, a bateria e o desempenho dos componentes, mas criticou as fantasias e alegorias e apontou que o desenvolvimento do enredo foi confuso. A Portela obteve o terceiro lugar do carnaval, com três pontos de diferença para a campeã Mangueira, e garantiu seu retorno no Desfile das Campeãs. A escola conseguiu a pontuação máxima na maioria dos quesitos, perdendo apenas um ponto em Conjunto, dois pontos em Fantasias; e mais um ponto em Alegorias. O samba-enredo do desfile recebeu o prêmio Estandarte de Ouro.
- 1988: "Na Lenda Carioca, os Sonhos do Vice-Rei"

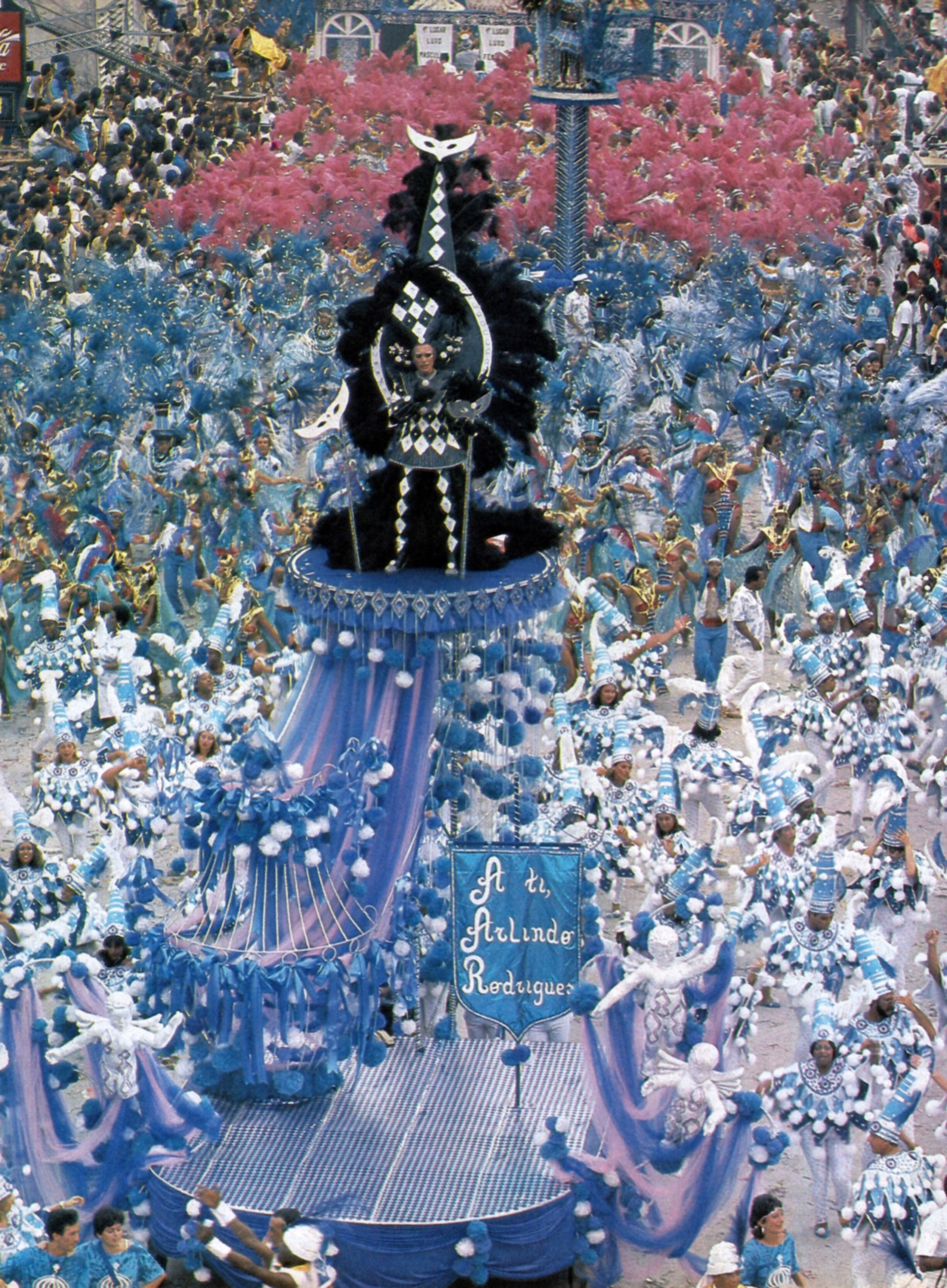
No desfile de 1988, um tripé em homenagem ao carnavalesco Arlindo Rodrigues, morto no ano anterior.

Em 1988, a Tradição, escola fundada por dissidentes da Portela, chegou à elite do carnaval e, pela primeira vez, disputaria no mesmo grupo que a Portela. O carnavalesco Geraldo Cavalcante elaborou um enredo inspirado no livro A Fonte dos Amores, de Câmara Cascudo. A obra narra a lenda da paixão do Vice-Rei do Brasil, Dom Luís de Vasconcelos e Sousa, por uma jovem chamada Susana. Arrependido de separar a jovem de seu noivo, o Vice-Rei consegue unir novamente o casal e, como presente, ordena a Mestre Valentim a urbanização da Lagoa do Boqueirão (mais tarde, Passeio Público), onde a jovem morava, dando origem a construção da Fonte dos Amores. A história serviu como pano de fundo para homenagear o Centro do Rio de Janeiro, onde se passa o romance de Câmara Cascudo. O refrão do samba-enredo da escola ("Briga, eu, eu quero briga / Hoje eu venho reclamar / Esta praça ainda é minha / Eu também estou fominha / Jacaré quer me abraçar") foi interpretado como uma provocação à Tradição, mas o então presidente da Portela, Carlinhos Maracanã, negou que o samba fosse uma indireta à outra escola. Segundo Maracanã, a briga citada no samba é da Cinelândia, que se transformou numa praça de manifestações populares. Antes do carnaval, a Portela entrou na Justiça para tentar impedir que a Tradição utilizasse um condor em seu carro abre-alas, alegando que se tratava de uma cópia da águia portelense. A Portela foi a oitava e última escola da primeira noite (domingo) do Grupo 1 de 1988, iniciando seu desfile com o dia claro. A Comissão de Frente foi formada portelenses ilustres como Argemiro, Ary do Cavaco, Carioca, Periquito, Monarco, Wilson Moreira, Casquinha, Manacéia, Alberto Lonato, Edir, Gaúcho e Casemiro. No carro abre-alas, desfilou a escultura de águia da Portela, branca com recortes de espelhos. O desfile começou abordando as três etnias que formaram o povo brasileiro, com destaque para os negros, representados por alas coreografadas pelo passista Jerônymo Patrocínio. Também abordou a construção da Avenida Central (mais tarde, Rio Branco), da Avenida Beira-Mar e do Passeio Público; além da Cinelândia e da Lapa. Participaram do desfile as atrizes Claudia Raia e Vera Gimenez. Grávida, a modelo Luiza Brunet se afastou do cargo de madrinha da bateria, desfilando em cima de um tripé. Em sua crítica, o Jornal do Brasil publicou que a animação do desfile "compensou o enredo confuso". A Portela obteve o quinto lugar do carnaval de 1988; enquanto a Tradição foi a oitava colocada.
- 1989: "Achado não É Roubado"

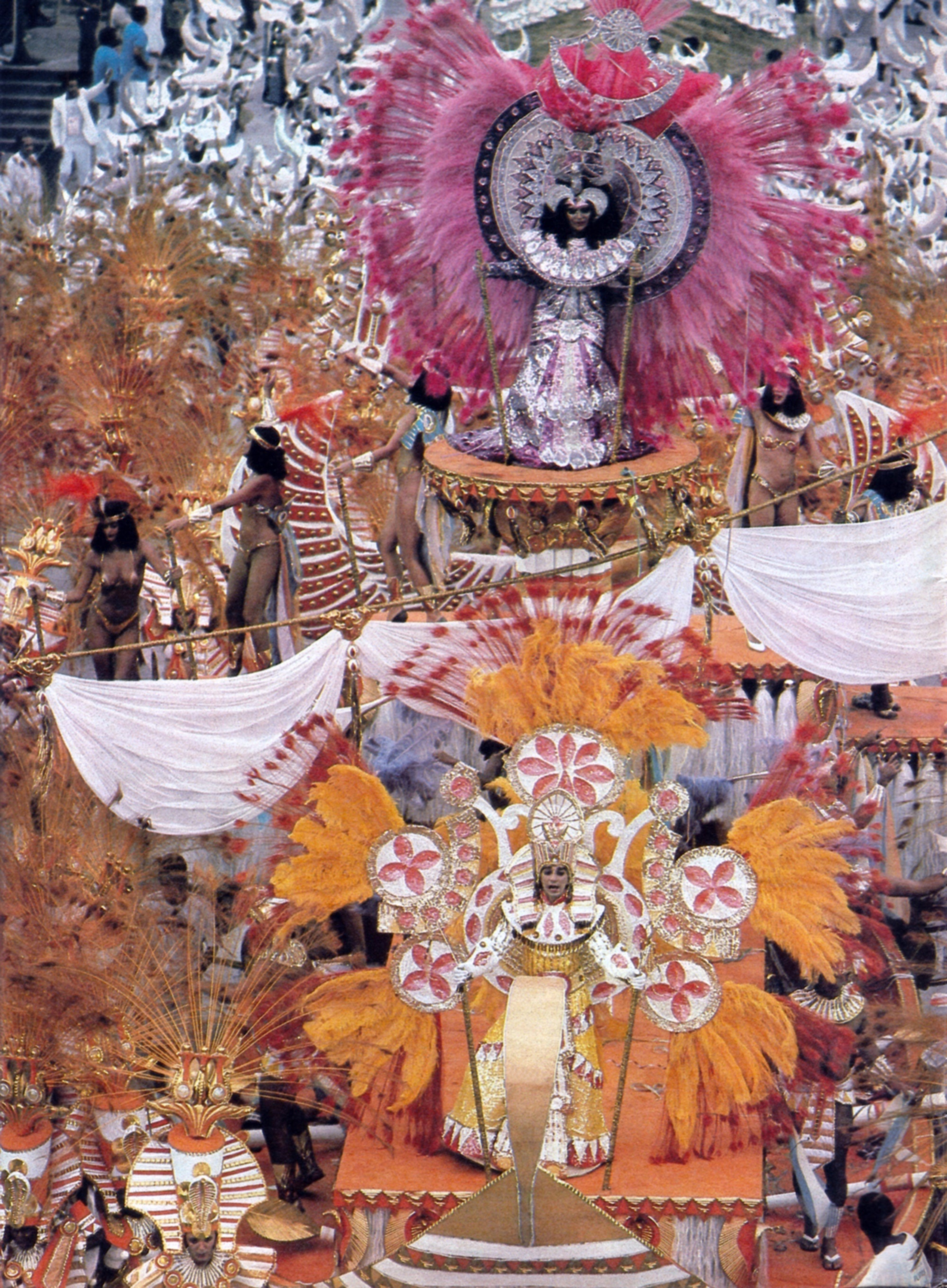
Desfile da Portela em 1989.

A Portela foi a sétima agremiação a se apresentar na segunda noite (segunda-feira) do Grupo 1 de 1989. A escola cortou cerca de 23 alas para compactar o desfile e facilitar a evolução. Fazendo sua estreia na escola, o carnavalesco Sílvio Cunha desenvolveu um enredo em que questionava o descobrimento do Brasil por Pedro Álvares Cabral. O enredo foi dividido em três partes: "Os que Vieram Antes", apontando diversos povos que poderiam ter chegado ao Brasil antes de Cabral, como fenícios, assírios, gregos, egípcios, vikings e chineses; "Navegar É Preciso", abordando a chegada de Cabral ao Brasil; e "Os Verdadeiros Donos da Terra" sobre os indígenas. O primeiro setor do desfile homenageou os 65 anos de fundação da Portela. Participaram do desfile a atriz Claudia Raia e a cantora Elizeth Cardoso; enquanto a modelo Luiza Brunet foi a madrinha de bateria. A imprensa apontou que a escola realizou um desfile luxuoso, utilizando muitas plumas em fantasias, mas não conseguiu animar o público presente no sambódromo. Com o desfile, a escola conquistou a sexta colocação do carnaval de 1989, igualando a pior classificação de sua história até então, conquistada em 1967. A escola conseguiu a pontuação máxima na maioria dos quesitos, perdendo pontos em Comissão de Frente, Evolução e Samba-enredo.

### Década de 1990
- 1990: "É de Ouro e Prata Esse Chão"

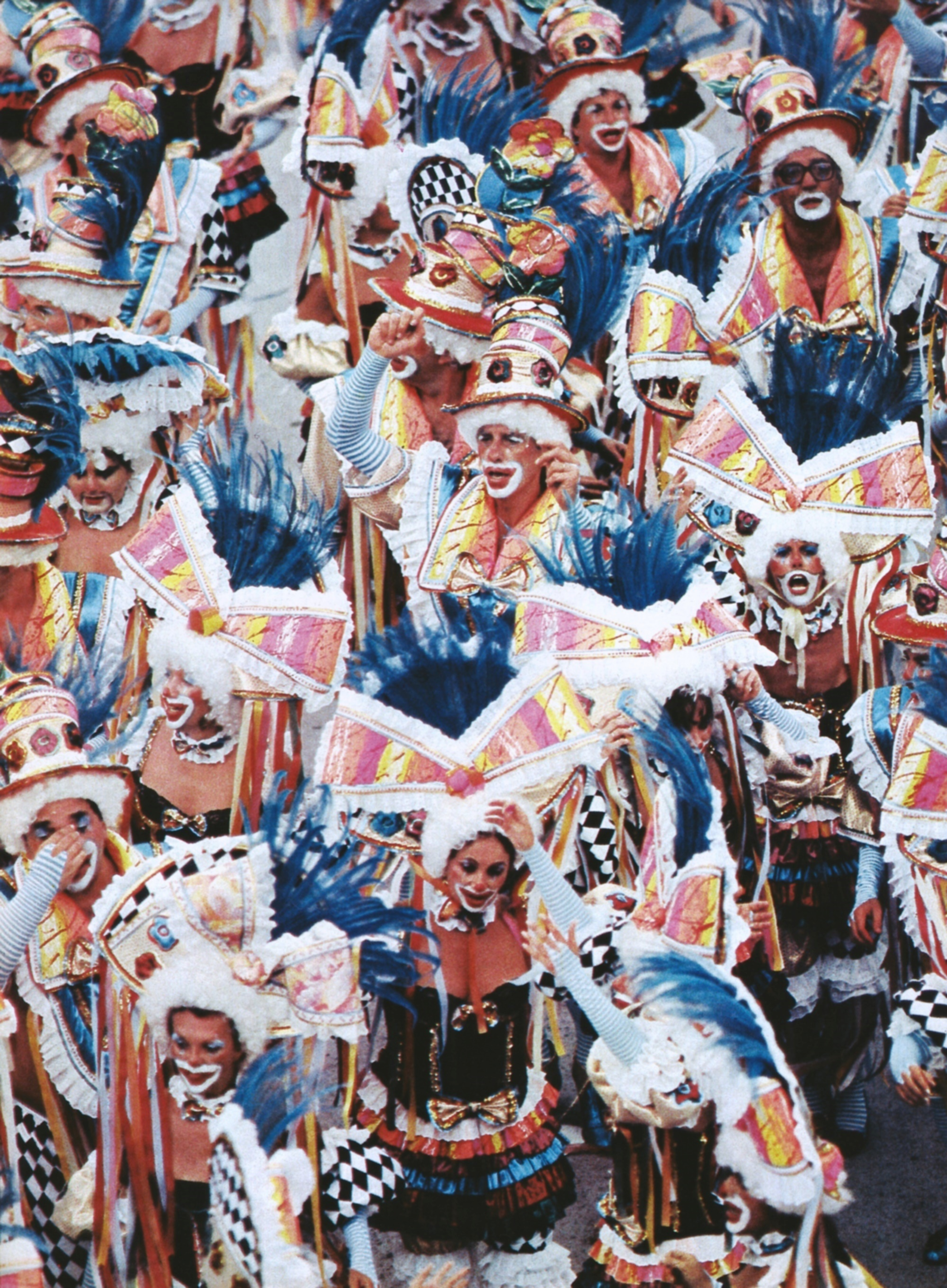
Ala dos espetáculos mambembes no desfile da Portela de 1990.

Pela primeira vez uma mulher venceu a disputa de samba-enredo da Portela. Gracíola Silva, conhecida como Cila, assinou o samba do desfile de 1990 em parceria com Juan Espanhol e Sylvio Paulo. Antes de fazer parte da ala de compositores, Cila desfilou como destaque em 1978 e foi cantora de sambas de quadra da escola. Mantendo a mesma equipe dos anos anteriores, a Portela foi a oitava e última escola a se apresentar na primeira noite (domingo) do Grupo Especial (antigo Grupo 1) de 1990. Sílvio Cunha elaborou um enredo sobre manifestações populares brasileiras. Na Comissão de Frente, desfilaram personalidades portelenses como Bretas, Casquinha, Carioca, Monarco, Wilson Moreira, Periquito, Alberto Lonato, Jorge do Violão, Casemiro, Marcus, Jaú, Edir e Zeca Pagodinho. A fantasia de Ary do Cavaco chegou incompleta à concentração e compositor preferiu não desfilar para não prejudicar a escola. Também participaram do desfile as cantoras Jovelina Pérola Negra e Elizeth Cardoso (que viria a falecer em maio do mesmo ano). No carro abre-alas, a escultura de águia da Portela foi articulada com movimento das asas, cabeça e bico. A escola foi prejudicada por um grave problema: a armação da saia da primeira porta-bandeira, Gisele, quebrou durante o desfile e o casal não se apresentou nos dois últimos módulos de julgadores, recebendo notas cinco (descartada seguindo o regulamento do concurso) e seis. A escola ainda perdeu pontos em Samba-enredo, Harmonia e Evolução. Com o desfile, a Portela obteve o décimo lugar do carnaval de 1990, o pior resultado de sua história até então. Solange Couto foi premiada com o Estandarte de Ouro de melhor passista feminina. Um dos fundadores da Portela, Claudio Bernardo da Costa recebeu o Estandarte de Personalidade do ano.
- 1991: "Tributo à Vaidade"

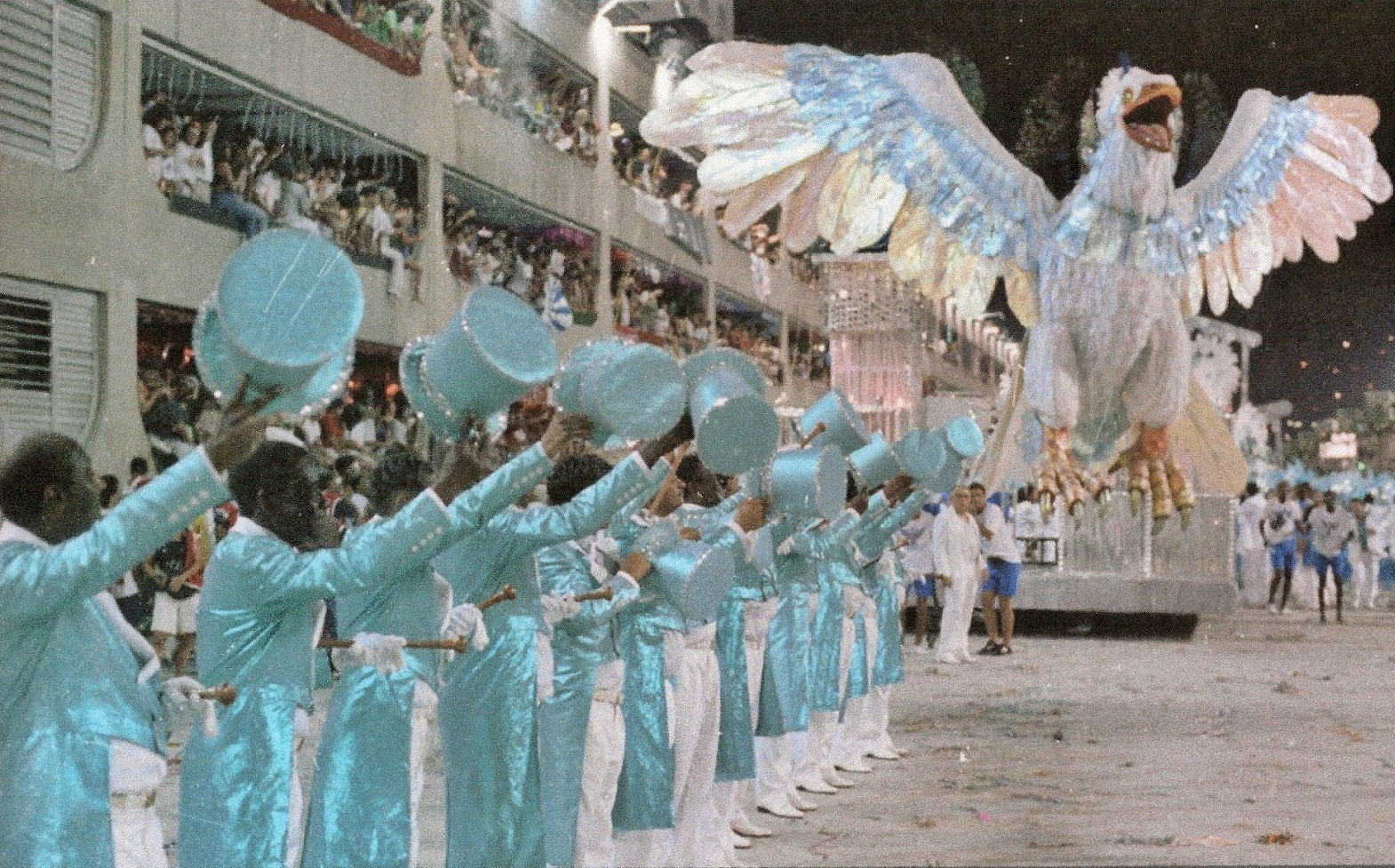
A premiada Comissão de Frente da Portela no carnaval de 1991, com a águia da escola ao fundo.

No carnaval de 1991, a Portela realizou um desfile sobre a vaidade. O título do enredo, desenvolvido pelo carnavalesco Sílvio Cunha, é também o nome de uma premiada fantasia do carnavalesco e figurinista Evandro de Castro Lima, morto em 1985. A Portela foi a quarta escola a se apresentar na segunda noite (segunda-feira) do Grupo Especial. Com o tradicional traje de fraque e cartola, a Comissão de Frente foi formada por Zeca Pagodinho, Chico Santana, Monarco, Casquinha, Ari do Cavaco, Alberto Lonato, Wilson Moreira, Carioca, Jair do Cavaquinho, Casemiro, Marcos, Edir Gomes, Periquito e Jorge do Violão. A escultura de águia da Portela, no carro abre-alas, foi confeccionada com material furta-cor que, sob as luzes do Sambódromo, refletia variadas cores e tons. Ao final do desfile, a imprensa apontou a Portela como uma das favoritas ao título. Na quarta-feira de cinzas, quando as notas dos julgadores foram apuradas, o favoritismo não se confirmou. A escola chegou a ficar em segundo lugar na apuração até o penúltimo quesito. Assim como no ano anterior, a Portela perdeu pontos no quesito Mestre-sala e Porta-bandeira. A escola somou a mesma pontuação que a quarta e a quinta colocada mas, no quesito de desempate, obteve o sexto lugar, perdendo a vaga no Desfile das Campeãs. A Portela recebeu quatro prêmios do Estandarte de Ouro: melhor samba-enredo; melhor Comissão de Frente; melhor ala para a Ala das Damas, comandada por Dona Dodô; e Revelação para a passista Patrícia Costa.
- 1992: "Todo o Azul que o Azul Tem"

Para o carnaval de 1992, Sílvio Cunha elaborou um enredo sobre a cor azul. O enredo foi desenvolvido em sete setores: o azul do céu; o azul do mar; o azul da natureza; o azul da morada dos deuses; o azul da nobreza; o azul dos poetas; e o azul da Portela. A Portela foi a sétima e última escola a se apresentar na segunda noite (segunda-feira) do Grupo Especial, encerrando os desfiles de 1992. A apresentação começou com atraso devido a uma queda de energia que acabou com a luz do sambódromo. A Comissão de Frente repetiu a formação do ano anterior. O novo primeiro casal de mestre-sala e porta-bandeira da escola, Edson e Márcia, foi escolhido através de um concurso. Em sua crítica, o jornal O Globo apontou que a escola "foi recebida com frieza pela plateia e encerrou o desfile sem empolgar o público". O Jornal do Brasil classificou o desfile como "cansativo" devido à "uniformidade exagerada nas cores". Com o desfile, a Portela se classificou em quinto lugar, garantindo seu retorno ao Desfile das Campeãs após cinco anos de fora da festa. A escola conseguiu a pontuação máxima nos quesitos Conjunto, Fantasias e Comissão de Frente, perdendo pontos nos demais quesitos.
- 1993: "Cerimônia de Casamento"

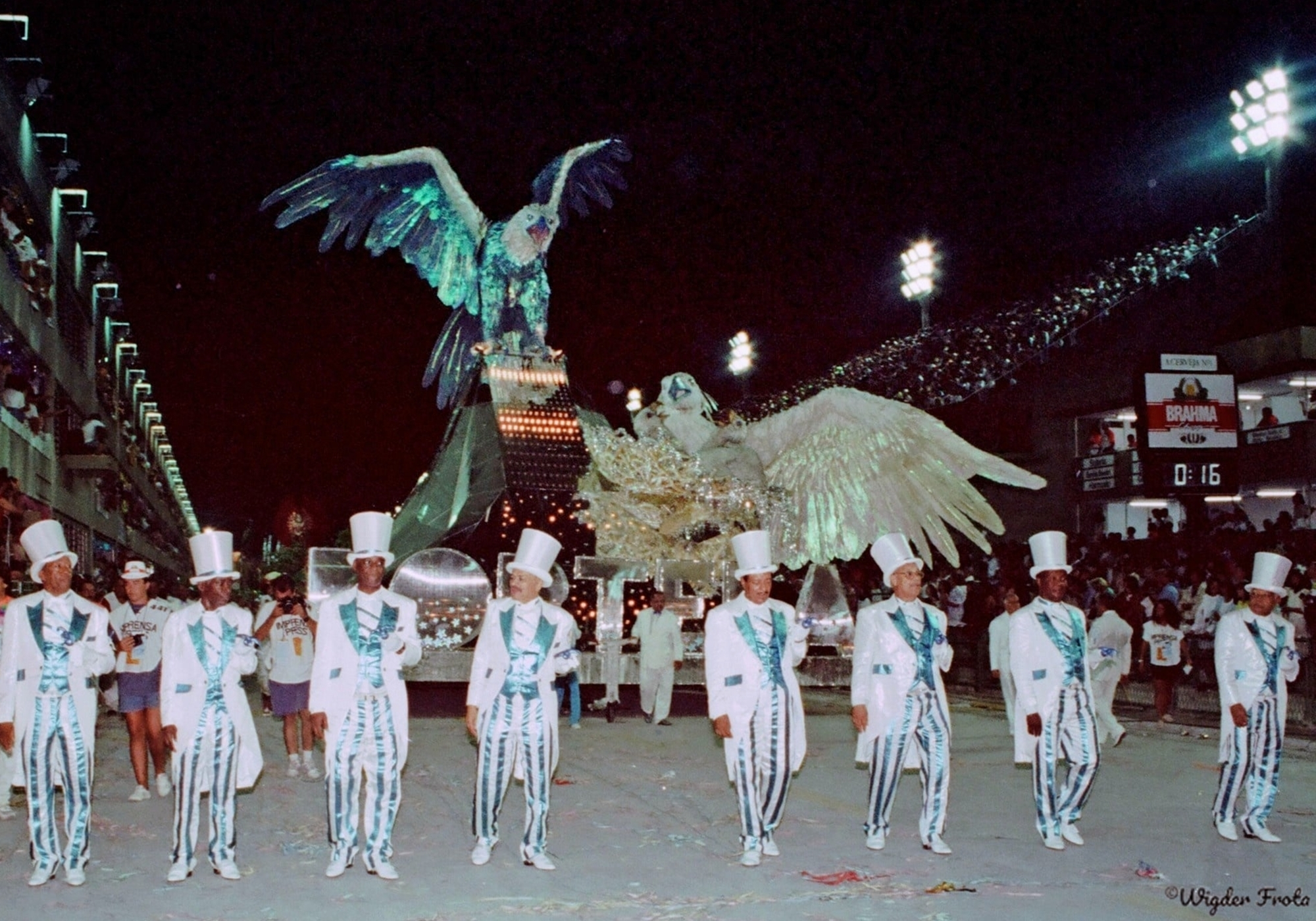
A tradicional Comissão de Frente formada pela Velha Guarda da Portela desfila pela última vez em 1993. Atrás, um casal de águias no carro abre-alas.

Campeão do carnaval de 1992 com a Estácio de Sá, Mário Monteiro foi contratado pra ser o novo carnavalesco da Portela. Figurinista da Rede Globo, Beth Filipecki ficou responsável pelas fantasias. A escola chegou ao carnaval como favorita ao campeonato, mas o desfile não correspondeu às expectativas. Sexta e penúltima escola a se apresentar na primeira noite (domingo) do Grupo Especial de 1993, a Portela realizou um desfile sobre o casamento na sociedade ocidental. O enredo abordou Adão e Eva, as sociedades matriarcais e patriarcais, a união entre os povos, e os elementos presentes antes, durante e depois das cerimônias de casamento como noivado, despedida de solteiro, chá de panela, cerimônia religiosa, lua-de-mel, nascimento dos filhos, crises conjugais, traições, e as bodas de prata, ouro e diamante, além de temas modernos pra época como casamento entre pessoas do mesmo sexo e os relacionamentos sem compromisso. Carlinhos de Jesus coreografou algumas alas e a alegoria do casamento na roça. No carro abre-alas, a escultura de águia da Portela desfilou acompanhada de uma outra escultura de águia fêmea carregando um ninho com filhotes. Pela última vez a Comissão de Frente da Portela foi formada por membros da Velha Guarda. Na época, o modelo portelense era considerado ultrapassado, uma vez que todas as demais agremiações apresentavam comissões coreografadas. A imprensa apontou que a escola realizou um desfile "frio", sem animação. A Portela obteve o décimo lugar no carnaval de 1993, repetindo a pior colocação de sua história até então, conquistada também em 1990. A escola perdeu pontos em todos os quesitos. Dos trinta julgadores do carnaval, apenas seis deram nota máxima à escola.
- 1994: "Quando o Samba Era Samba"

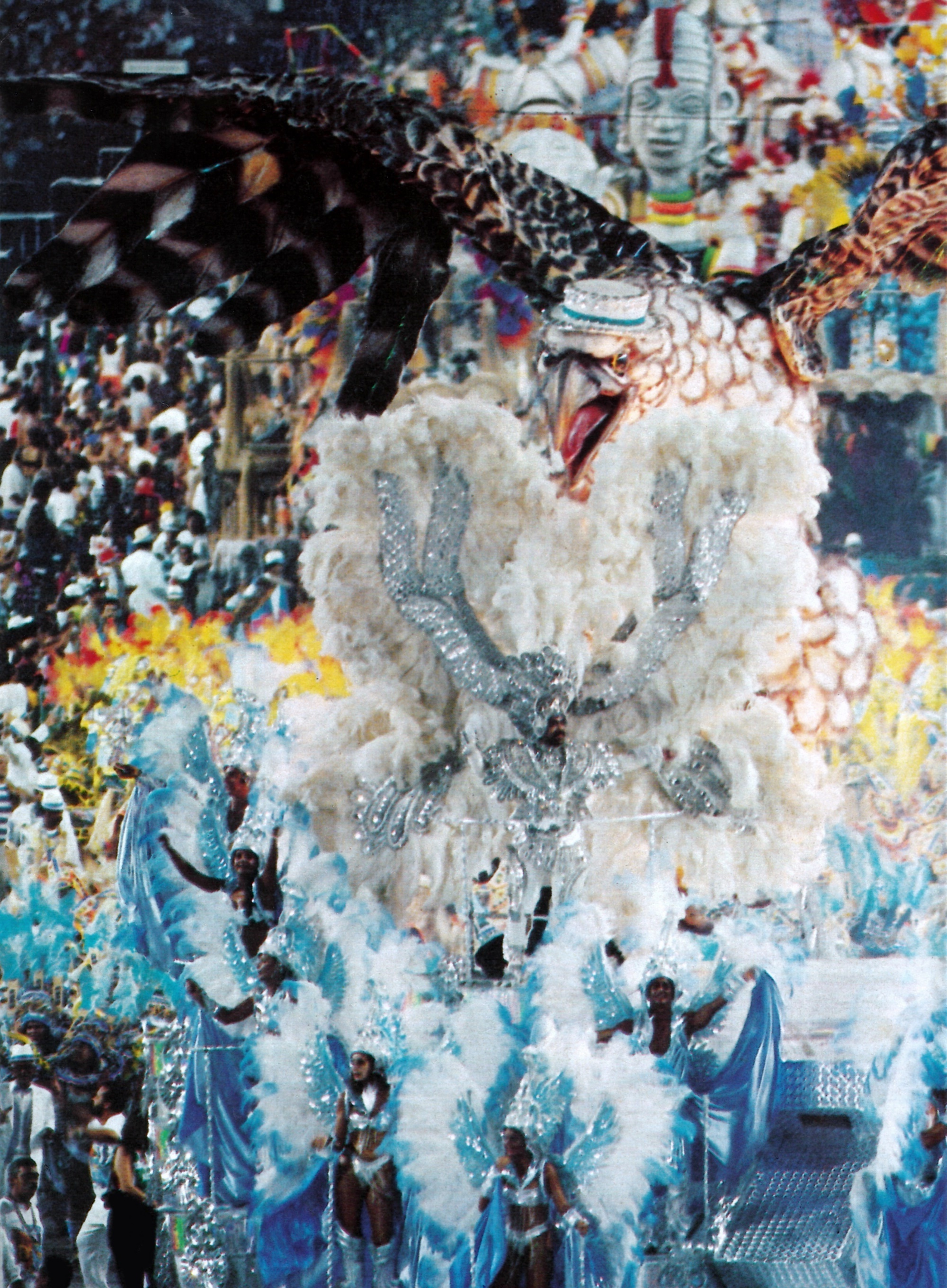
Detalhe do abre-alas da Portela no carnaval de 1994.

Em maio de 1993, quatorze contraventores do Rio de Janeiro, envolvidos com o jogo do bicho, foram presos pelo crime de formação de quadrilha. Entre os presos estava Carlinhos Maracanã, presidente da Portela. Com a prisão de Maracanã, o vice-presidente da escola, Paulo Miranda, assumiu o comando da agremiação. Para o carnaval de 1994, a Portela contratou o carnavalesco, José Félix. Ex passista da Portela, Jerônymo Patrocínio retornou à escola como primeiro mestre-sala e coreógrafo da Comissão de Frente. A Portela foi a oitava e última escola a se apresentar na segunda noite (segunda-feira) do Grupo Especial, encerrando os desfiles de 1994. A escola realizou um desfile sobre o samba, passando pelos ritmos africanos até a mistura com outros gêneros e ritmos, que resultou no samba carioca. No carro abre-alas, a escultura de águia da Portela desfilou enfeitada com um chapéu-palheta, característico das primeiras décadas do século XX. Pela primeira vez a Portela desfilou com uma Comissão de Frente coreografada. Sete mulheres e sete homens negros dançaram passos de lundu, dança propagada no Brasil pelos escravizados e que teria sido a origem dos passos de samba. Vindos da Imperatriz Leopoldinense, Jerônymo e Neide formaram o primeiro casal de mestre-sala e porta-bandeira da Portela. A escola teve problemas com duas alegorias que quebraram na concentração e não participaram do desfile. A Portela se classificou em sétimo lugar. A escola conseguiu a pontuação máxima nos quesitos Bateria, Harmonia e Fantasias, perdendo pontos nos demais quesitos. A Tradição, escola fundada por dissidentes portelenses, foi a sexta colocada, se classificando à frente da Portela pela primeira vez.
- 1995: "Gosto que Me Enrosco"

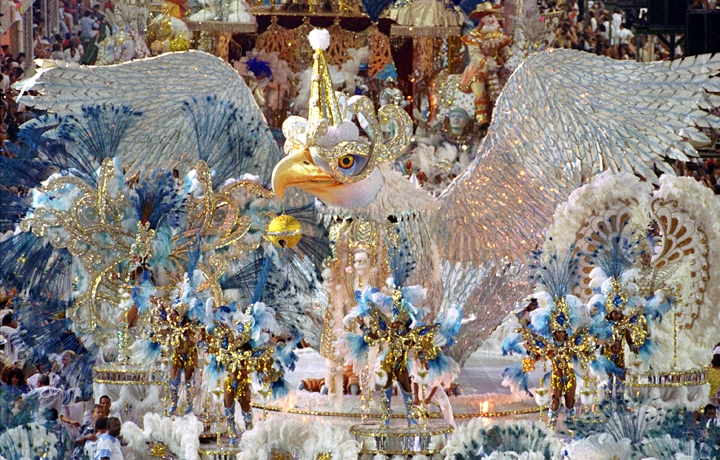
A icônica águia da Portela no desfile vice-campeão do carnaval de 1995.

Com Carlinhos Maracanã preso, a Portela elegeu Luiz Carlos Scafura para presidente. Assim, a escola teve um novo presidente após 23 anos sob a gestão de Maracanã. Algumas mudanças foram realizadas na equipe de carnaval. Arnaldo Manoel de Jesus, o Mestre Mug da Portela, assumiu a direção da bateria. Rixxah assumiu o posto de intérprete oficial da escola, substituindo Dedé da Portela, que passou a ser cantor de apoio junto com Carlinhos de Pilares, Rogerinho e Celino Dias. Andréia Machado substituiu Neide como porta-bandeira. A passista Nega Pelé foi escolhida como madrinha de bateria, substituindo Luiza Brunet, que se transferiu para a Imperatriz Leopoldinense. A passista mirim Caroline Dantas, de onze anos de idade, desfilou como rainha de bateria. O carnaval de 1995 marcou o retorno de diversos torcedores portelenses à escola, como Paulinho da Viola (afastado da agremiação há 17 anos), João Nogueira, Noca da Portela e Wilson Moreira. A Portela foi a oitava e penúltima agremiação a se apresentar na primeira noite (domingo) do Grupo Especial. A escola desfilou no amanhecer do dia. O enredo desenvolvido por José Félix abordou a história do carnaval no Brasil. A Comissão de Frente, coreografada por Jerônymo Patrocínio, que também foi o mestre-sala do desfile, representou o triângulo amoroso formado por Pierrot, Colombina e Arlequim. No carro abre-alas, a escultura de águia da Portela desfilou enfeitada com máscara dourada nos olhos, chapéu em formato de cone e guizo pendurado no bico. As fantasias, com capas, plumas e predomínio das cores azul e branco, remetiam a carnavais antigos. A mangueirense Dona Zica desfilou na última alegoria, que homenageava as escolas de samba. A escola encerrou sua apresentação recebendo gritos de "campeã" do público presente no sambódromo.
Especialistas elogiaram o desfile, apontando a Portela como favorita ao campeonato. A Portela recebeu três prêmios do Estandarte de Ouro: melhor escola do ano; melhor intérprete para Rixxah; e melhor samba-enredo para a obra composta por Noca da Portela, Colombo e Gelson. Apesar do favoritismo, a Portela ficou com o vice-campeonato por meio ponto de diferença para a campeã, Imperatriz Leopoldinense. A escola conseguiu a pontuação máxima na maioria dos quesitos, perdendo apenas meio ponto no quesito Evolução. O resultado é contestado por torcedores e especialistas, que apontam uma superioridade na apresentação portelense. O desfile é tema de um dos capítulos do livro Por que perdeu? (2018), do jornalista Marcelo de Mello, que lista dez desfiles derrotados que fizeram história. O carnaval marcou o retorno da Portela ao Desfile das Campeãs, o que não ocorria desde 1992; e o melhor desempenho da escola desde 1984, quando foi campeã junto com a Mangueira. No Desfile das Campeãs, a Portela foi aclamada pelo público presente no sambódromo com gritos de "campeã".
- 1996: "Essa Gente Bronzeada Mostra Seu Valor"

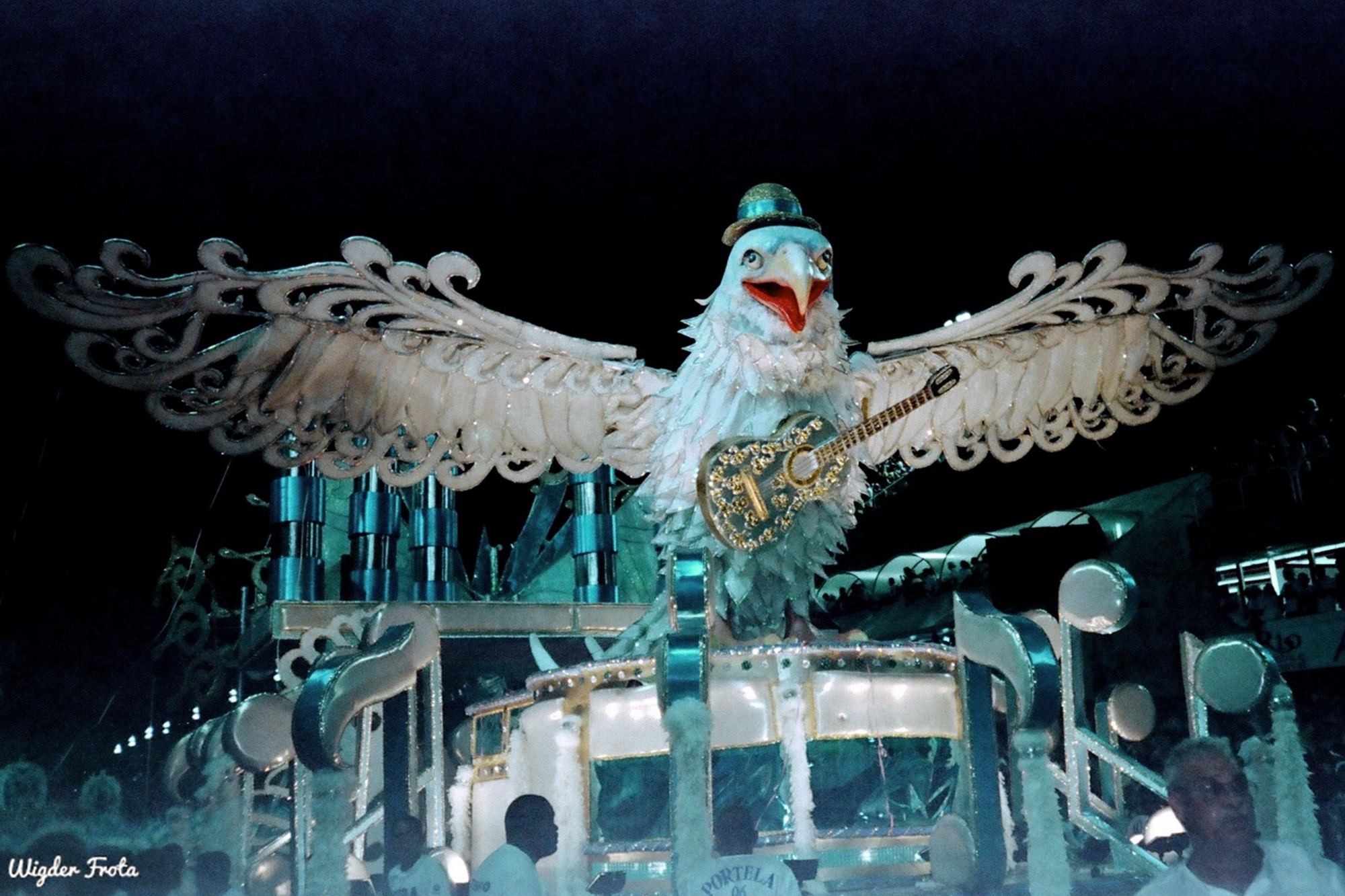
A águia da Portela no desfile de 1996.

Após o vice-campeonato de 1995, era grande a expectativa para o desfile da Portela no carnaval de 1996. Poucas mudanças foram feitas na equipe da escola. O coreógrafo Gabriel Cortez assumiu a direção da Comissão de Frente. Oriundo da Caprichosos de Pilares, Mestre Paulinho Botelho se juntou a Mestre Mug no comando da bateria. A passista Nilce Fran assumiu o posto de rainha da bateria. A Portela foi a sexta escola a se apresentar na primeira noite (domingo) do Grupo Especial de 1996. O carnavalesco José Félix desenvolveu um enredo sobre a Música Popular Brasileira. No carro abre-alas do desfile, a escultura da águia desfilou enfeitada com chapéu de coco e violão, batendo as asas, piscando os olhos e fazendo reverência ao público. Participaram do desfile personalidades como Adriane Galisteu, Helô Pinheiro, Clóvis Bornay, Dona Zica, Jerry Adriani, Pery Ribeiro, João Nogueira, Luiz Ayrão, Wanderley Cardoso, Leci Brandão, Elza Soares e Alcione. Citado no samba-enredo do desfile, Paulinho da Viola não participou da apresentação. Quase no fim do desfile, a quinta alegoria da escola teve o eixo de direção quebrado próximo à Praça da Apoteose. A quebra do carro atrasou o encerramento da apresentação. A escola ultrapassou o tempo máximo de desfile em dois minutos, sendo penalizada em dois pontos (um para cada minuto ultrapassado). Com um desfile aquém da expectativa, a Portela se classificou em oitavo lugar, ficando de fora do Desfile das Campeãs. A escola conseguiu a pontuação máxima apenas nos quesitos Bateria, Harmonia e Mestre-sala e Porta-bandeira, perdendo pontos nos demais quesitos.
- 1997: "Linda, Eternamente Olinda"

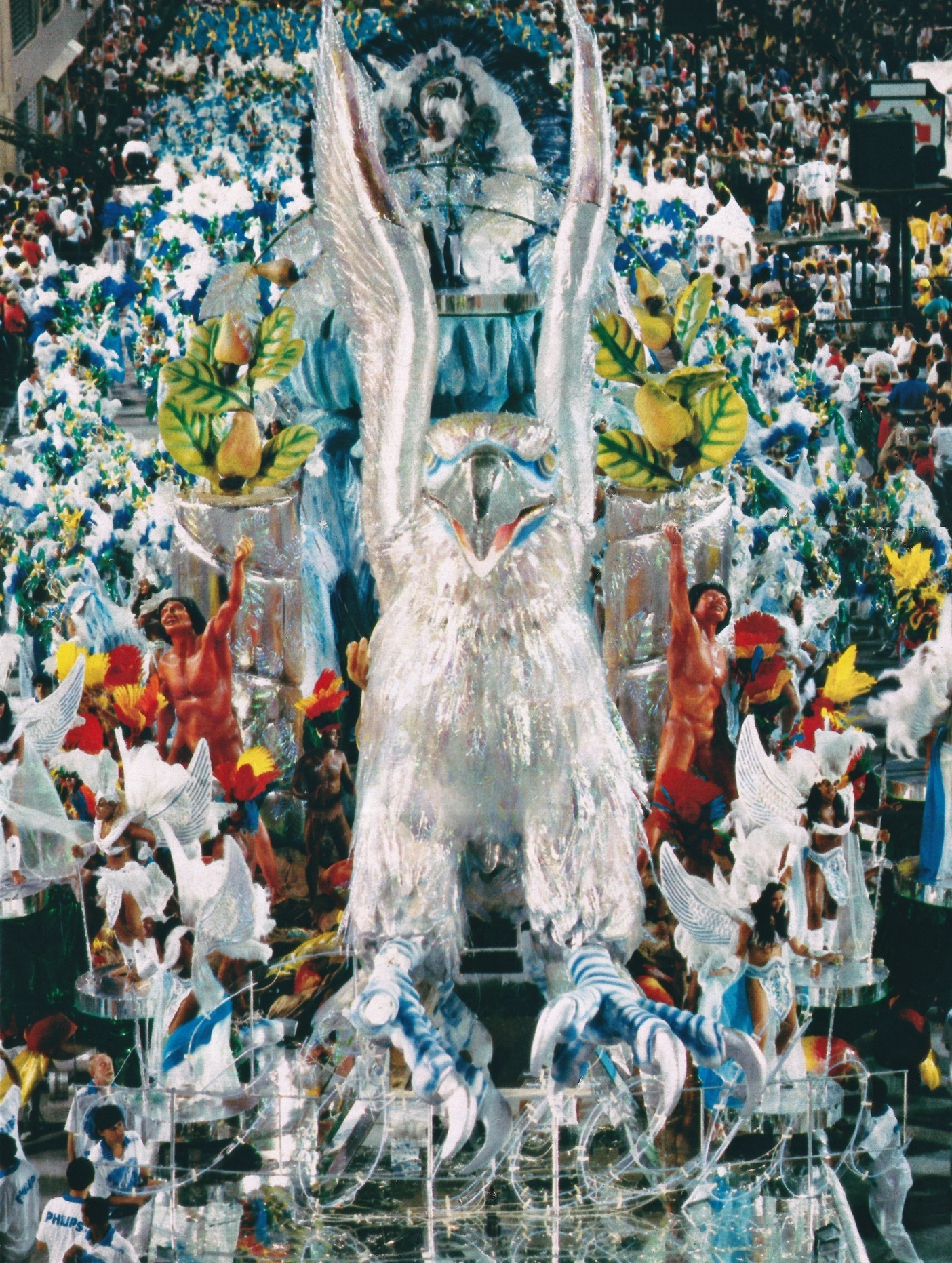
Águia da Portela no carro abre-alas do desfile de 1997.

Para o carnaval de 1997, a Portela promoveu mudanças em sua equipe. O carnavalesco Ilvamar Magalhães foi contratado para substituir José Felix. Paulinho Botelho assumiu a direção da bateria, substituindo Mestre Mug. Alexandre e Babi formaram o novo primeiro casal de mestre-sala e porta-bandeira da escola. O coreógrafo Luiz Monteiro assumiu a direção da Comissão de Frente. A Portela escolheu um enredo em homenagem à cidade de Olinda. O desfile recebeu patrocínio financeiro do Governo de Pernambuco. O então governador pernambucano, Miguel Arraes, e o secretário de cultura do Estado, Ariano Suassuna, visitaram o barracão da Portela para acompanhar os preparativos para o desfile. Em retribuição à homenagem recebida, a comissão de carnaval de Olinda decidiu que a decoração do carnaval na cidade seria feita nas cores da Portela, azul e branco. O samba-enredo do desfile foi uma das músicas mais tocadas nas rádios pernambucanas. No dia do desfile, a Prefeitura de Olinda instalou telões em sua sede para o público acompanhar a apresentação da escola de samba. A Portela foi a sexta agremiação a se apresentar na segunda noite (segunda-feira) do Grupo Especial. O desfile teve diversos problemas. A escultura de águia, que estava no carro abre-alas, teve a pata direita quebrada e precisou ser amarrada às presas antes do desfile iniciar. Também no abre-alas, o letreiro com o nome da Portela, em neon, não acendeu totalmente. A alegoria "Sacadas do Carnaval", em que estava o cantor Ricky Martin, teve problemas no eixo dianteiro e desfilou ziguezagueando pela pista. Outras três alegorias sofreram avarias ao passar por um viaduto a caminho do desfile. A escola também teve problemas de evolução, com "buracos" (espaços vazios) entre alas. No final do desfile, a escola precisou "correr" para não ultrapassar o tempo máximo de apresentação. A Portela se classificou em oitavo lugar, ficando de fora do Desfile das Campeãs. A escola conseguiu a pontuação máxima apenas nos quesitos Mestre-sala e Porta-bandeira e Comissão de Frente, perdendo muitos pontos nos demais quesitos.
- 1998: "Os Olhos da Noite"

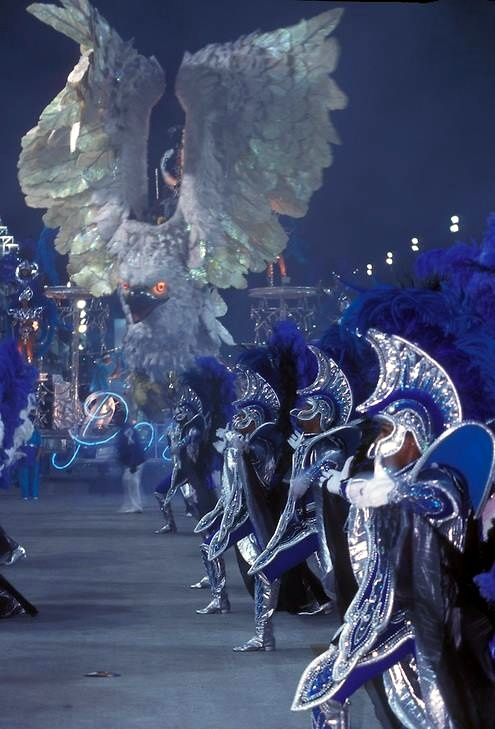
Comissão de Frente, e águia da Portela ao fundo, no desfile de 1998.

Vice-presidente na gestão de Carlinhos Maracanã e presidente do Conselho Deliberativo na gestão de Luiz Carlos Escafura, Paulo Miranda foi eleito presidente da Portela. O intérprete Rixxah deixou a escola, se transferindo para a União da Ilha. Cantor de apoio do carro de som portelense, Rogerinho foi promovido ao posto de intérprete oficial. Marcelo Alves dos Santos, o Marcelinho, e Rute Alves, formaram o novo primeiro casal de mestre-sala e porta-bandeira da escola. Sétima, e última, agremiação a se apresentar na primeira noite (domingo) do Grupo Especial de 1998, a Portela realizou um desfile sobre a noite. O enredo de Ilvamar Magalhães abordou os trabalhadores noturnos; lendas e histórias sobre a noite, como o clássico "As Mil e Uma Noites"; a criação do Universo; as festas e a boemia da noite; os astros e as aves que enfeitam o céu noturno. Causou polêmica uma encenação de pichação numa alegoria sobre os "personagens da madrugada". A Guarda Municipal do Rio de Janeiro ameaçou tomar providências contra a alegoria. No desfile, a encenação dos falsos pichadores passou despercebida. Assim como no ano anterior, a Comissão de Frente, coreografada por Luiz Monteiro, recebeu nota máxima de todos os julgadores. Na coreografia, componentes formavam um olho que piscava, reverenciando o público e os jurados. A bateria da escola, que voltou a ser comandada por Mestre Mug da Portela, também recebeu nota máxima. O samba-enredo do desfile, composto por Noca da Portela, Darcy Maravilha, Colombo, J. Rocha e Celino Dias recebeu nota máxima dos jurados e foi premiado com o Estandarte de Ouro e o Troféu Manchete. Com o desfile, a Portela conquistou o quarto lugar do carnaval de 1998, garantindo  seu retorno ao Desfile das Campeãs.
- 1999: "De Volta aos Caminhos de Minas Gerais"

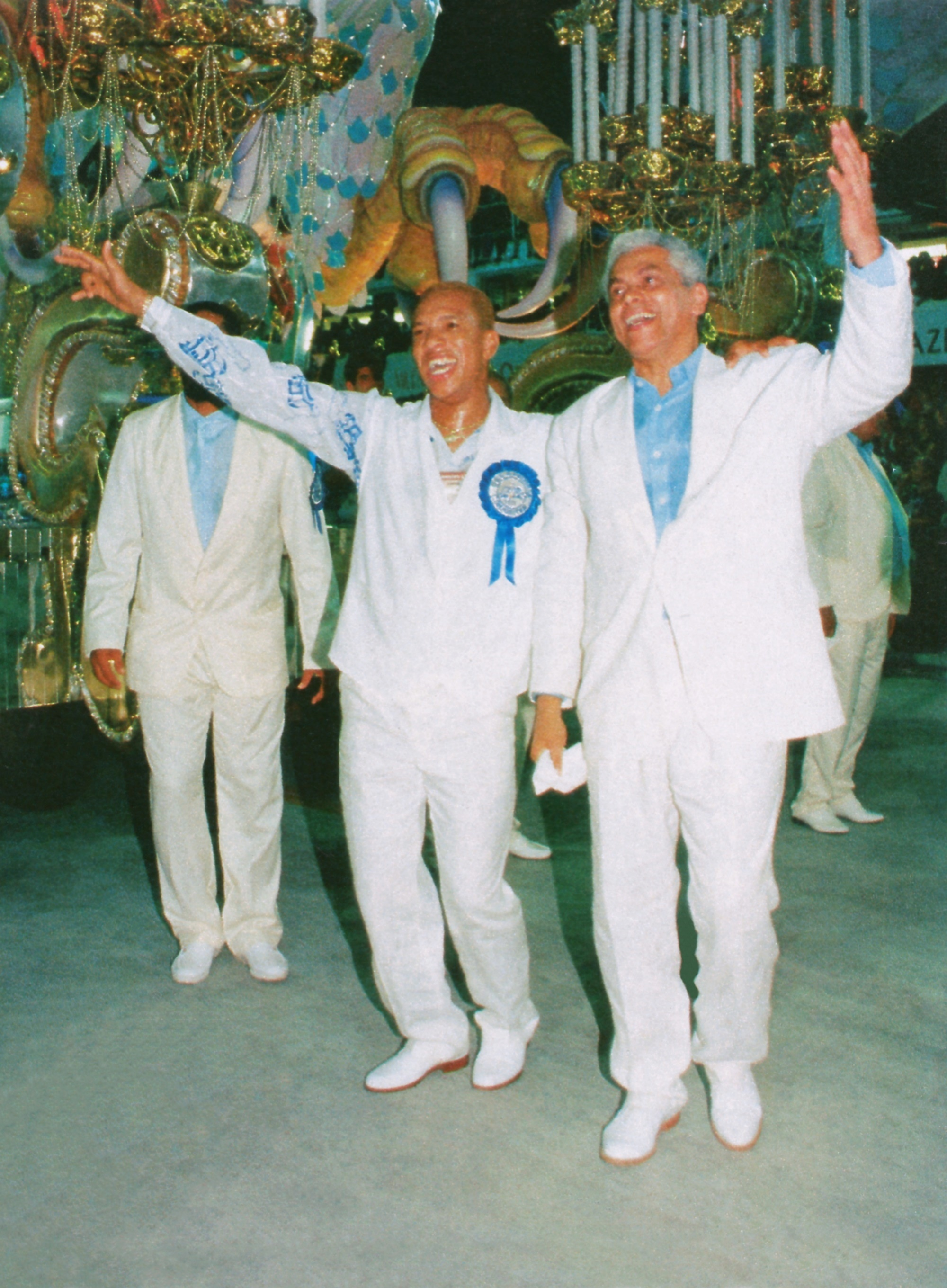
Anderson Molejo e Paulinho da Viola no desfile de 1999.

No carnaval de 1999, a Portela realizou um desfile sobre o estado brasileiro de Minas Gerais. O enredo foi desenvolvido pelo carnavalesco Ilvamar Magalhães, que deixou a escola antes do início dos preparativos para o desfile, sendo substituído por José Felix. A escola esperava um apoio financeiro do governo mineiro, o que não se concretizou. A Portela foi a terceira agremiação a se apresentar na primeira noite (domingo) do Grupo Especial. Participaram do desfile portelenses famosos como Paulinho da Viola, João Nogueira, Zeca Pagodinho e Marisa Monte. A atriz Taís Araújo desfilou interpretando Chica da Silva. Um destaque do carro abre-alas passou mal e precisou de atendimento médico, paralisando a evolução da escola por cerca de cinco minutos. Em sua crítica, o Jornal do Brasil apontou que a escola "fez um desfile correto, de bom gosto e com muita garra", mas que ficou devendo em visual e emoção. Segundo o jornal O Globo, "poucos componentes cantaram o samba com vontade, e as arquibancadas responderam no mesmo tom: indiferença". A Portela se classificou em oitavo lugar, ficando de fora do Desfile das Campeãs. Bateria foi o único quesito em que a escola recebeu nota máxima de todos os julgadores. O quesito mais despontuado foi Harmonia, com a perda de 3,5 pontos.

### Década de 2000
- 2000: "Trabalhadores do Brasil - A Época de Getúlio Vargas"

Carlinhos Maracanã reassumiu a presidência da Portela. Para o carnaval de 2000, a escola contratou o intérprete Gera, que deixou a Unidos de Vila Isabel após dezenove anos na agremiação. Em comemoração ao aniversário de quinhentos anos da descoberta do Brasil pelos portugueses, a LIESA decidiu que os enredos das escolas abordariam períodos específicos do país. A própria Liga forneceu 21 opções temáticas para as agremiações. Cada escola recebeu uma quantia extra de quinhentos mil reais da Prefeitura do Rio de Janeiro para confeccionar os desfiles. O carnavalesco José Félix elaborou um enredo sobre os períodos em que Getúlio Vargas governou o Brasil: a Era Vargas (de 1930 a 1945) e sua eleição presidencial em 1950, até sua morte, em 1954. A Portela foi a sétima e última escola a se apresentar na primeira noite (domingo) do Grupo Especial. No carro abre-alas, cinco esculturas de águias fizeram referência ao Palácio do Catete, sede da Presidência da República entre 1897 e 1960, conhecido como "Palácio das Águias" por causa das sete esculturas de harpias que decoram o topo da fachada do prédio. O samba-enredo do desfile foi criticado por enaltecer a figura de Vargas e minorar o seu período como ditador. O desfile abordou a ditadura do Estado Novo com uma alegoria simbolizando a prática de tortura, utilizada na ditadura getulista. O Globo classificou o desfile como "fraco", apontando que a escola "deixou a desejar mais uma vez, com fantasias e alegorias pouco criativas". Durante a apuração das notas do carnaval, a Portela chegou a ficar na zona do rebaixamento, mas terminou classificada na décima colocação, repetindo o pior resultado de sua história até então, também obtidos em 1990 e 1993. O único quesito em que a escola conseguiu a pontuação máxima foi Bateria. O quesito mais despontuado foi Alegorias, com a perda de 4,5 pontos.
- 2001: "Querer É Poder"

Campeão com a Mangueira em 1998, Alexandre Louzada retornou à Portela após quinze anos de sua saída da escola. O carnavalesco desenvolveu um enredo sobre as diversas formas de poder, como o poder da Natureza, o poder da mente, o poder da fé, os poderes mágicos, os "podres poderes", o poder bélico das "superpotências", o poder do povo e o "poder da Portela". Gabriel Cortez assumiu a Comissão de Frente. Os irmãos Marcelo Alves da Mota (Marcelinho) e Andréa Alves da Mota formaram o novo primeiro casal de mestre-sala e porta-bandeira da escola. A Portela foi a sexta agremiação a se apresentar na primeira noite (domingo) do Grupo Especial de 2001. Nas cores dourado e branco, e sem movimentos, como nos anos anteriores, a águia da Portela formou a parte frontal do carro abre-alas. A velha guarda da escola desfilou no abre-alas, simbolizando o "poder da Portela". A escola precisou correr no final do desfile para não ultrapassar o tempo limite de apresentação. Em sua crítica, a Folha de S.Paulo escreveu que a apresentação foi "fraca e sem entusiasmo"; enquanto O Globo apontou que a escola "não conseguiu passar empolgação para o público". A Comissão de Frente, que representou os "soldados guardiões da Águia portelense", recebeu o prêmio Estandarte de Ouro e foi o único quesito da escola a receber nota máxima de todos os julgadores. Com o desfile, a Portela obteve o décimo lugar do carnaval de 2001, repetindo a colocação do ano anterior.
- 2002: "Amazonas, Esse Desconhecido. Delírios e Verdade do Eldorado Verde"

No carnaval de 2002, a Portela realizou um desfile sobre o estado brasileiro do Amazonas. O Governo Amazonense e empresas do estado patrocinaram a apresentação. David Correia venceu o concurso para escolha do samba-enredo da escola pela sétima vez, se tornando o compositor com mais sambas na história da Portela. Pela primeira vez a escola teve alas da comunidade. Cerca de mil e quinhentas fantasias foram doadas para pessoas da região de Osvaldo Cruz e Madureira desfilar. A Portela foi a sétima e última escola a desfilar na segunda noite (segunda-feira) do Grupo Especial, encerrando os desfiles de 2002. No carro abre-alas, a águia da escola, com as cores do gavião real, ave característica do Amazonas, era articulada com movimentos criados por artistas do Festival de Parintins. Outras alegorias também tinham movimentos criados por artistas de Parintins. Fabrício Pires (ex segundo mestre-sala da Imperatriz) e Cristiane Caldas (ex primeira porta-bandeira do Paraíso do Tuiuti) formaram o novo primeiro casal de mestre-sala e porta-bandeira da Portela. A cantora Fafá de Belém desfilou após o carro abre-alas, com uma roupa em homenagem a Clara Nunes. O cantor Paulinho da Viola desfilou de mãos dadas com a ex porta-bandeira Dodô. O carnavalesco Alexandre Louzada criou fantasias leves, que facilitaram a evolução da escola. A agremiação encerrou seu desfile com o dia claro. Apesar do desfile ter sido elogiado por especialistas, a Portela perdeu décimos em todos os quesitos, se classificando na oitava colocação. Causou revolta nos torcedores portelenses as notas 8 e 8,1 recebidas no quesito Harmonia. A diretoria da escola organizou um ato público de protesto em Madureira, do qual também participou o Império Serrano, onde foi simulado um enterro dos dois julgadores de harmonia.
- 2003: "Ontem, Hoje e Sempre Cinelândia - O Samba Entra em Cena na Broadway Brasileira"

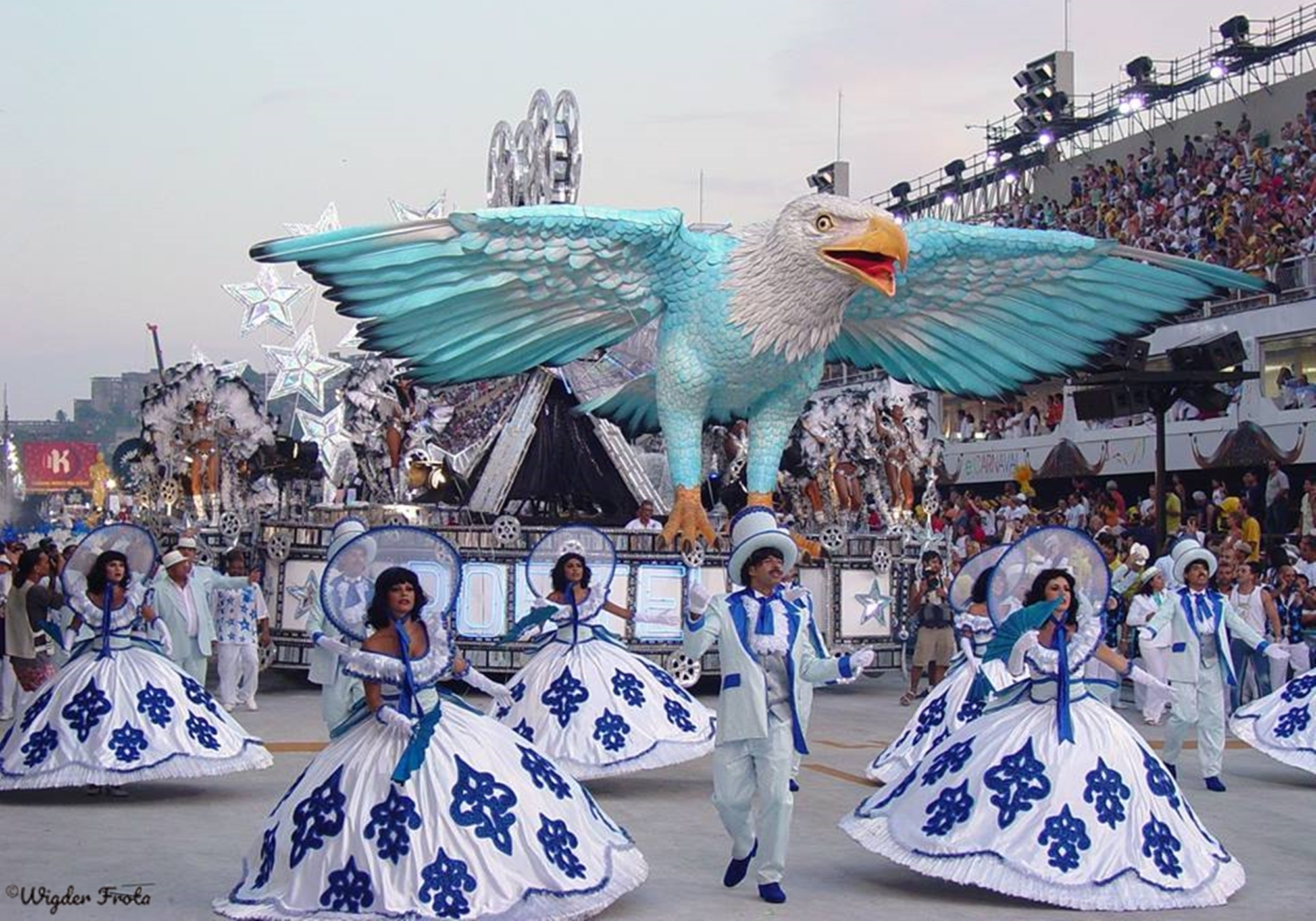
Comissão de Frente e águia da Portela no desfile de 2003.

Em agosto de 2002, Carlinhos Maracanã foi reeleito presidente da Portela. A única mudança na equipe da escola foi no comando da bateria com a substituição de Mestre Mug por Carlinhos Catanha. No carnaval de 2003, a Portela realizou um desfile sobre a Cinelândia, bairro do Rio de Janeiro, palco de movimentos políticos, estudantis, culturais e boêmios. A Portela foi a sétima e última escola a se apresentar na primeira noite (domingo) do Grupo Especial. A escola desfilou no início da manhã, com o dia claro. Alexandre Louzada reclamou da dificuldade de fazer o carnaval devido à falta de recursos financeiros. O destaque da apresentação foi a interação da águia da escola, no carro abre-alas, com a Comissão de Frente. Coreografada por Gabriel Cortez, a Comissão foi formada por casais representando os personagens Rhett Butler e Scarlett O'Hara, do filme ... E o Vento Levou. Uma componente, interpretando a personagem Mammy, do mesmo filme, exibia uma estatueta do Óscar para a águia do abre-alas, que se movimentava e chegava perto do chão, além de executar outros movimentos, articulados por artistas do Festival de Parintins. Na ala que fez referência aos tipos humanos que passaram pela Cinelândia, desfilaram bonecos de políticos como Dante de Oliveira, Tancredo Neves, Ulysses Guimarães e o recém empossado presidente do Brasil, Luiz Inácio Lula da Silva. A quarta alegoria da escola teve um problema mecânico em frente a uma das cabines de jurados. Duas alas tiveram que ultrapassar o carro para preencher o espaço vazio à frente da alegoria, até que ela voltasse a andar. Apesar de receber gritos de "campeã" do público presente no sambódromo, a Portela repetiu a colocação do ano anterior, se classificando em oitavo lugar.
- 2004: "Lendas e Mistérios da Amazônia"

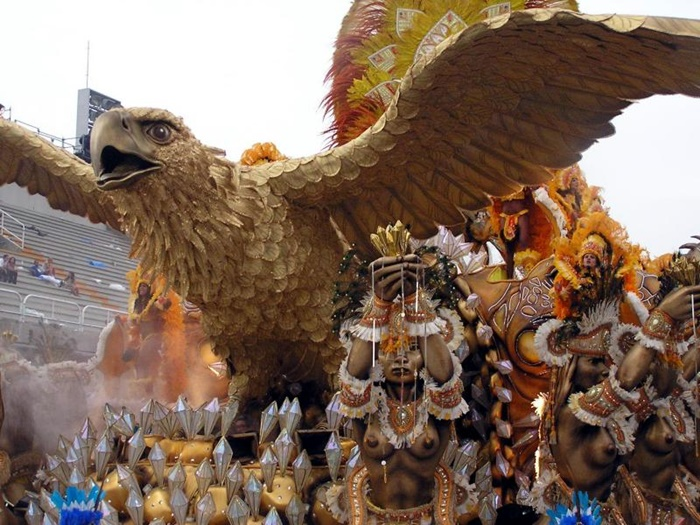
Águia da Portela, simbolizando a lenda do eldorado, no carro abre-alas de 2004.

Terminado o carnaval de 2003, o carnavalesco Alexandre Louzada pediu demissão da escola alegando falta de investimento da gestão de Carlinhos Maracanã. Campeão pela Gaviões da Fiel, no carnaval de São Paulo, e com passagens pela Unidos de Vila Isabel, Jorge Freitas foi contratado para substituir Louzada. Após três anos dirigindo a Comissão de Frente, Gabriel Cortes se desligou da escola, sendo substituído pela coreógrafa Mariza Estrela. Em abril de 2003, um grupo de cerca de cem pessoas ocupou a quadra da Portela em protesto contra a administração de Carlinhos Maracanã. A assessoria da escola informou que vinte homens armados invadiram o local. A Polícia foi acionada, mas não encontrou pessoas armadas na quadra. Os ocupantes exigiram a renúncia de Carlinhos e sua substituição por Nilo Figueiredo, que havia sido vice-presidente na gestão de Natal da Portela. A ocupação durou cerca de 24 horas.

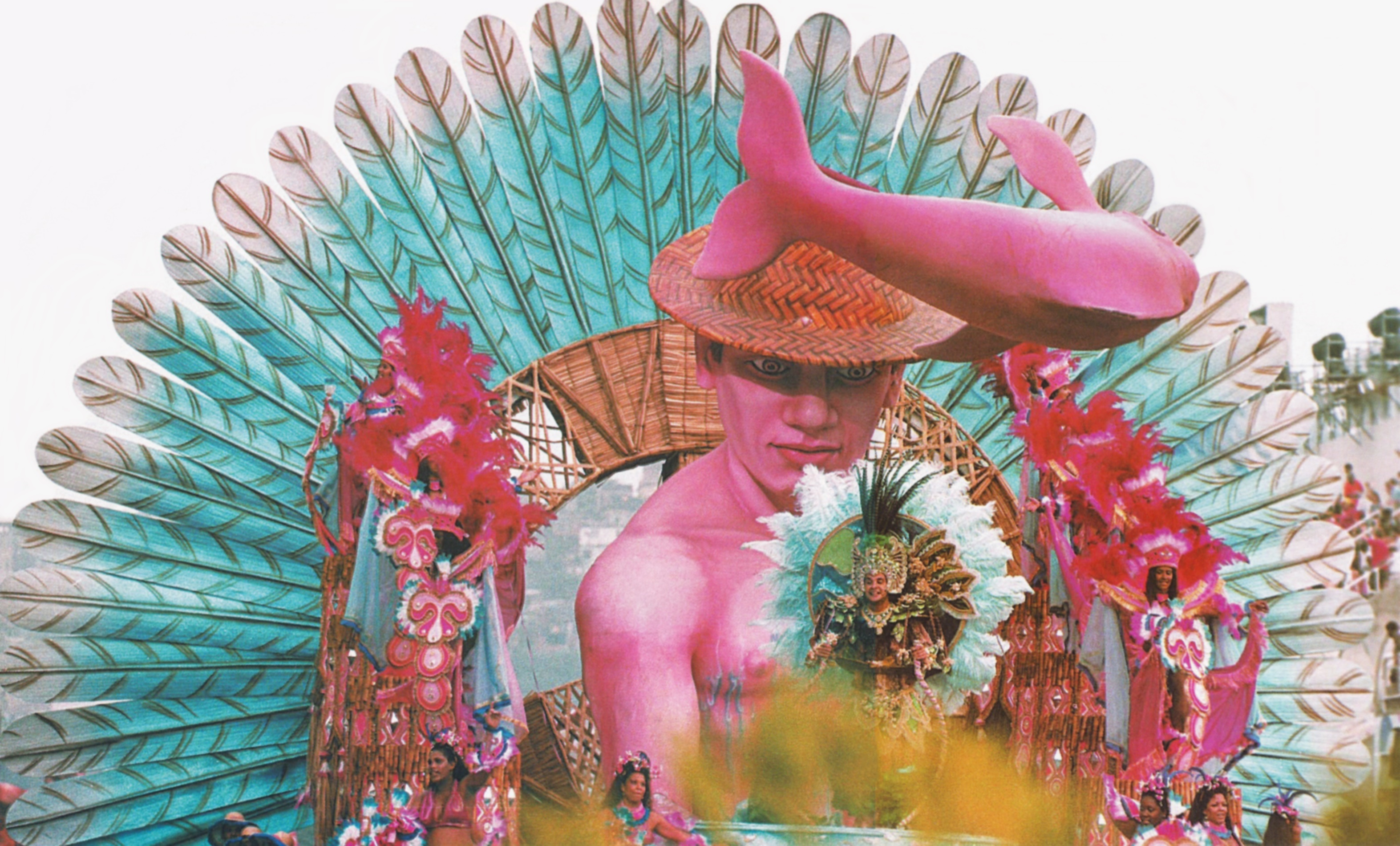
Alegoria sobre a lenda do boto.

Para o carnaval de 2004, em comemoração aos vinte anos da LIESA, as escolas foram incentivadas a reeditar sambas antigos. Quatro agremiações aderiram à proposta: Portela, Império Serrano, Viradouro e Tradição. A Portela escolheu reeditar o samba-enredo "Lendas e Mistérios da Amazônia", de 1970, composto por Catoni, Jabolô e Valtenir. A Tradição escolheu reeditar o samba-enredo da Portela de 1984, "Contos de Areia". Faltando quarenta dias para o desfile, o mestre de bateria, Carlinhos Catanha, foi afastado da escola, em virtude de desentendimentos com a diretoria da agremiação. Mestre Mug da Portela retomou o comando da bateria, substituindo Catanha.

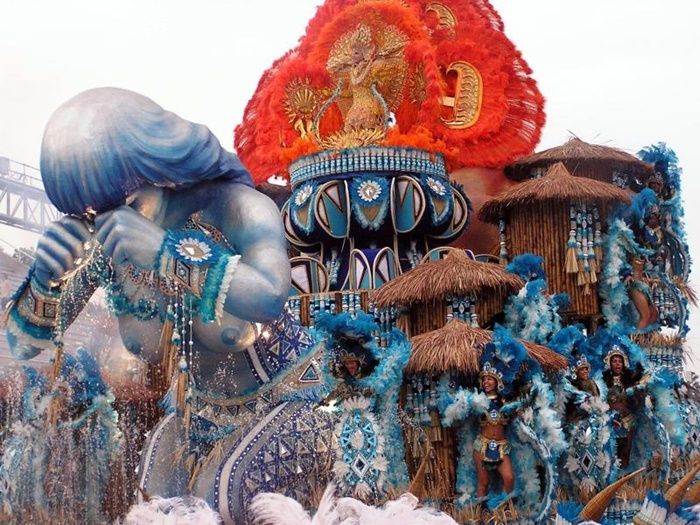
Alegoria representando a lenda da lua que "apaixonada chorou tanto", como diz a letra do samba-enredo.

Assim como no ano anterior, a Portela foi a sétima e última escola a se apresentar na primeira noite (domingo) do Grupo Especial. A escola desfilou no início da manhã, com o dia claro. Jorge Freitas ampliou o enredo de 1970. Além das três lendas abordadas no enredo original, Jorge adicionou mais quatro, que compuseram os sete setores do desfile de 2004. Paulinho da Viola, Marisa Monte, Zeca Pagodinho e integrantes da Velha Guarda da escola desfilaram após a Comissão de Frente, remetendo à antigas comissões portelenses. Em tons de dourado, a águia, símbolo da escola, representou a lenda do Eldorado no carro abre-alas. No desfile também foram abordadas as lendas do Sol e da Lua; da Vitória-régia; do Reino da Cobra Grande; das Amazonas; do boto; e do Uirapuru. Porta-bandeira histórica da escola, Dona Dodô desfilou como madrinha de bateria, aos 84 anos de idade, recebendo os prêmios Estandarte de Ouro e Tamborim de Ouro de Personalidade do Ano. Dodô substituiu Adriane Galisteu, que foi desligada da escola por causa de sua ausência nos ensaios e pelo fato de ter aceito desfilar pela Acadêmicos da Rocinha no Grupo de Acesso. A Portela encerrou sua apresentação recebendo gritos de "campeã" do público presente no sambódromo. Apesar dos elogios do público e da imprensa, a escola se classificou em sétimo lugar, ficando de fora do Desfile das Campeãs por mais um ano.
- 2005: "Nós Podemos: Oito Ideias para Mudar o Mundo!"

Alvo de críticas pelos sucessivos fracassos nos carnavais anteriores, Carlinhos Maracanã se afastou do comando da Portela. Uma eleição presidencial foi convocada para 16 de abril de 2004. Para ocupar o seu lugar, Carlinhos lançou seu assessor, Marcos Aurélio Fernandes, que no carnaval de 2004 ocupou a função de diretor de carnaval da escola. A oposição não inscreveu chapa para concorrer à eleição alegando ter sido expulsa da escola. Também alegaram que havia um acordo, feito com Carlinhos Maracanã, pelo qual a presidência seria repassada ao líder da oposição, Nilo Figueiredo. Sem concorrentes, Marcos Aurélio, de 29 anos de idade, foi declarado vencedor, sendo o mais jovem presidente da história da Portela. Paulo Miranda foi empossado vice-presidente. A nova diretoria da escola recebeu uma proposta da ONU para realizar um desfile sobre os oito Objetivos de Desenvolvimento do Milênio, estabelecidos após a Cúpula do Milênio das Nações Unidas em 2000. Devido ao enredo, Marcos Aurélio se tornou o primeiro representante de escola de samba a participar de um encontro na sede das Nações Unidas. Enquanto isso, a oposição conseguiu na Justiça a anulação da eleição presidencial. Em acordo judicial, foi marcada uma nova eleição. Também foi determinado o recadastramento de todos os sócios da escola. Interinamente, o vice-presidente, Paulo Miranda, assumiu a administração da agremiação. As duas chapas concorrentes, lideradas por Marcos Aurélio e por Nilo Figueiredo, acordaram em manter o enredo escolhido, independente do resultado da eleição. Os preparativos para o desfile foram paralisados até a definição do pleito. O processo eleitoral foi conturbado com denúncias de assinaturas falsas no recadastramento dos sócios e um acordo entre as duas chapas concorrentes para que a Velha Guarda da escola fosse proibida de votar. Às vésperas da eleição, a Velha Guarda entrou na Justiça e conseguiu o direito de votar. Em 29 de julho de 2004, a chapa "Nova Portela" venceu a eleição e Nilo Figueiredo foi eleito presidente da escola com 131 votos contra 116 de Marcos Aurélio. A nova diretoria trocou toda a equipe de carnaval da escola. Bruno Ribas foi contratado para substituir Gera como intérprete oficial. Paulo Roberto e Andréa Neves formaram o novo primeiro casal de mestre-sala e porta-bandeira, substituindo Fabrício Pires e Cristiane Caldas. A coreógrafa Alice Arja assumiu a direção da Comissão de Frente, fazendo sua estreia no Grupo Especial. Filho de Mestre Marçal, Marçalzinho, assumiu o comando da bateria, substituindo Mestre Mug da Portela. Valéria Valenssa voltou a ocupar o posto de rainha de bateria. O carnavalesco Jorge Freitas foi demitido, sendo substituído por uma Comissão de Carnaval formada por Orlando Júnior, Nelson Ricardo e Amarildo de Mello. Posteriormente, Orlando deixou a equipe. Os carnavalescos desenvolveram uma nova sinopse para o enredo. O título do enredo também foi trocado. Na polêmica disputa para escolha do samba de 2004, a obra da parceria liderada por Noca da Portela venceu o samba apontado como favorito, da parceria liderada por Júnior Escafura. Na noite da final do concurso, o anúncio do samba vencedor teve confusão e vaias do público presente na quadra da escola.

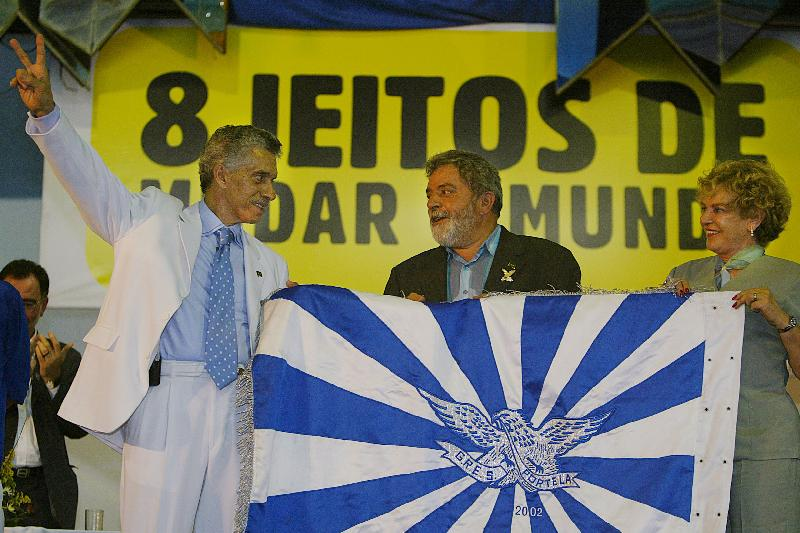
Nilo Figueiredo, Lula e Marisa Letícia (então, respectivamente, presidente da Portela, Presidente do Brasil e primeira-dama do Brasil), na quadra da escola em 2004.

Por causa do enredo de cunho social, a quadra da escola foi visitada nos meses anteriores ao carnaval por autoridades políticas como o então presidente do Brasil, Luiz Inácio Lula da Silva; o Ministro da Cultura, Gilberto Gil; o presidente da Câmara dos Deputados, João Paulo Cunha; e o presidente do Supremo Tribunal Federal, Nelson Jobim. A escola teve dificuldades para captar recursos para o desfile através das empresas indicadas pela ONU. A falta de dinheiro atrasou a finalização dos trabalhos no barracão. Dois dias antes do desfile, a parte traseira do carro abre-alas pegou fogo no barracão e não houve tempo para ser refeita. A Portela foi a quarta escola a se apresentar na segunda noite (segunda-feira) do Grupo Especial de 2005. Na concentração do desfile, a equipe da escola não conseguiu encaixar as asas da escultura de águia do carro abre-alas. Depois de várias tentativas frustradas e do atraso na entrada da escola, a diretoria decidiu que a águia desfilaria sem as asas. Portelenses famosos, Paulinho da Viola, Dona Dodô, Clóvis Bornay, Marisa Monte e Noca da Portela desfilaram à frente da escola. A modelo Naomi Campbell desfilou na segunda alegoria do desfile; enquanto Renato Aragão foi o destaque do terceiro carro alegórico. Com muitos componentes, a escola teve que "correr" no final do desfile para não ultrapassar o tempo limite de apresentação. A última alegoria, onde desfilaria a Velha Guarda da Portela, enguiçou na concentração. O diretor de harmonia, Chopp, alegou que houve falta de combustível no carro. Sem tempo para resolver o problema, a diretoria da escola permitiu o fechamento do portão da concentração e, com isso, a Velha Guarda e a ala de compositores da agremiação foram impedidos de desfilar. Alguns componentes passaram mal e foram atendidos no posto médico do sambódromo. Outros tentaram pular o portão e invadir a pista, sendo perseguidos por seguranças da LIESA. Depois de cerca de vinte minutos de discussão entre a diretoria da Portela e da LIESA, o portão foi reaberto e a Velha Guarda pode passar pela pista do sambódromo com o desfile encerrado e o som desligado. A imprensa deu destaque para o dramático desfile portelense e apontou a escola como a favorita ao rebaixamento. A Portela foi a penúltima colocada do carnaval de 2005, a pior colocação de sua história até então, ficando a uma posição do rebaixamento, que coube à Tradição. À convite da Beija-Flor, campeã de 2005, a Velha Guarda da Portela desfilou com a escola de Nilópolis no Desfile das Campeãs. Fazendo sua estreia como intérprete oficial do Grupo Especial, Bruno Ribas foi premiado com o Estandarte de Ouro de Revelação do ano.
- 2006: "Brasil, Marca a Tua Cara e Mostra para o Mundo"

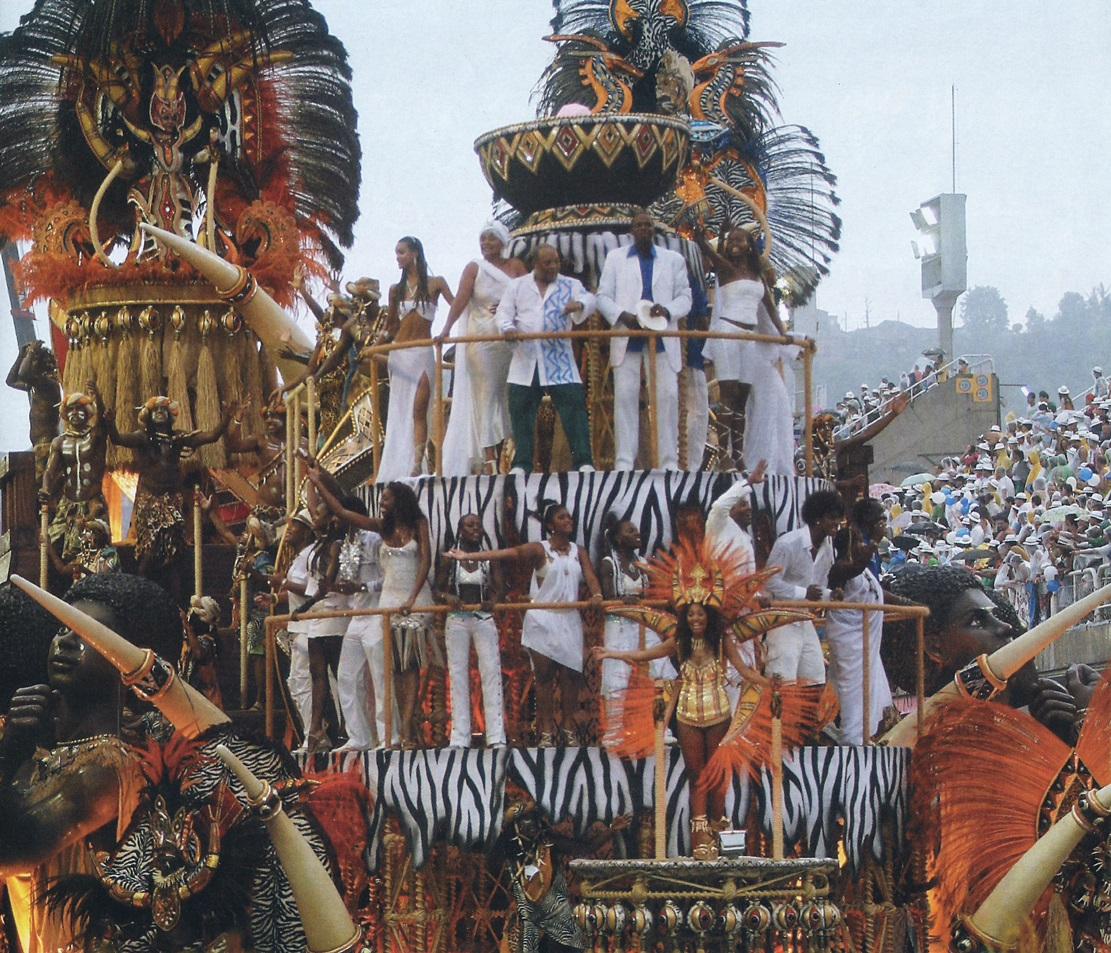
2006: Quincy Jones ao lado de Robson Caetano no alto da alegoria sobre a contribuição da população negra para a formação do Brasil.

Depois do desastroso desfile de 2005, a Portela passou por uma reformulação em seu quadro de segmentos. Gilsinho venceu um concurso para ser intérprete da escola, substituindo Bruno Ribas. Marçalzinho pediu dispensa da agremiação, sendo substituído por Nilo Sérgio, que já participava da direção de bateria desde 2003. A dançarina Adriana Bombom foi escolhida como nova rainha de bateria da escola. Jerônymo Patrocínio assinou a coreografia da Comissão de Frente. Segundo casal de mestre-sala e porta-bandeira em 2005, Andréa Machado e Diego Falcão foram promovidos ao posto de primeiro casal. Também houve mudanças na direção de carnaval e de harmonia. Em abril de 2005 morreu Nelson Ricardo, um dos carnavalescos da escola. Para o carnaval de 2006, Ilvamar Magalhães foi contratado para ser carnavalesco da Portela junto com Amarildo de Mello, que foi mantido no cargo. O enredo escolhido abordou a formação do povo brasileiro com a miscigenação racial e a contribuição dos imigrantes; além de homenagear brasileiros notáveis. A Portela foi a sétima e última escola a desfilar na segunda noite (segunda-feira) do Grupo Especial, encerrando os desfiles de 2006. A escola desfilou no início da manhã, com o dia claro, e debaixo de chuva. Impedidos de desfilar no ano anterior, integrantes da Velha Guarda desfilaram em posição de destaque no carro abre-alas da agremiação. O produtor musical estadunidense Quincy Jones participou do desfile. A Portela obteve o sétimo lugar do carnaval de 2006, ficando a uma posição de se classificar para o Desfile das Campeãs. Mestre Nilo Sérgio foi premiado com o Estandarte de Ouro de Revelação.
- 2007: "Os Deuses do Olimpo na Terra do Carnaval: Uma Festa dos Esportes, da Saúde e da Beleza"

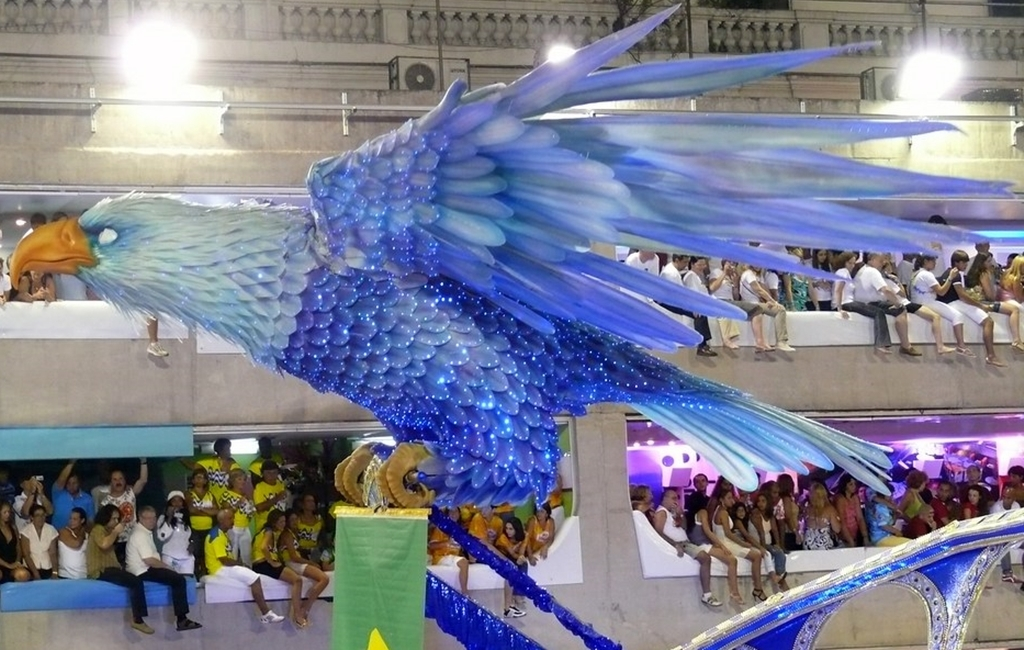
Águia da Portela no carnaval de 2007.

Para o carnaval de 2007, Ilvamar Magalhães foi substituído por Cahê Rodrigues. Amarildo de Mello foi mantido como carnavalesco da escola junto com Cahê. Jorge Teixeira foi contratado para coreografar a Comissão de Frente. Faltando cerca de dois meses para o desfile, a porta-bandeira Andréa Machado passou por uma cirurgia no joelho, tendo que se afastar da escola por recomendação médica. Para substituir Andréa, e dançar com o mestre-sala Diego Falcão, a Portela promoveu sua segunda porta-bandeira, Alessandra Bessa. A Portela foi a quarta escola a se apresentar na segunda noite (segunda-feira) do Grupo Especial. A escola recebeu 1,8 milhões de reais de patrocínio do Ministérios dos Esportes para realizar um desfile sobre esportes olímpicos e divulgar os Jogos Pan-Americanos de 2007, que seriam realizados no Rio de Janeiro, meses após o carnaval. O desfile teve a participação de mais de quarenta atletas brasileiros, entre eles: Giovane Gávio, Jaqueline Silva, Robson Caetano, Daniele Hypólito, Diego Hypólito, Daiane dos Santos, Gustavo Borges e Clodoaldo Silva. Também desfilaram o Ministro dos Esportes Orlando Silva, o secretário estadual de esportes Eduardo Paes, e o presidente do Comitê Olímpico Brasileiro, Carlos Arthur Nuzman. Com o desfile, a escola se classificou em oitavo lugar, ficando de fora do Desfile das Campeãs por mais um ano. A porta-bandeira Alessandra Bessa recebeu o Estandarte de Ouro de Revelação.
- 2008: "Reconstruindo a Natureza, Recriando a Vida: O Sonho Vira Realidade"

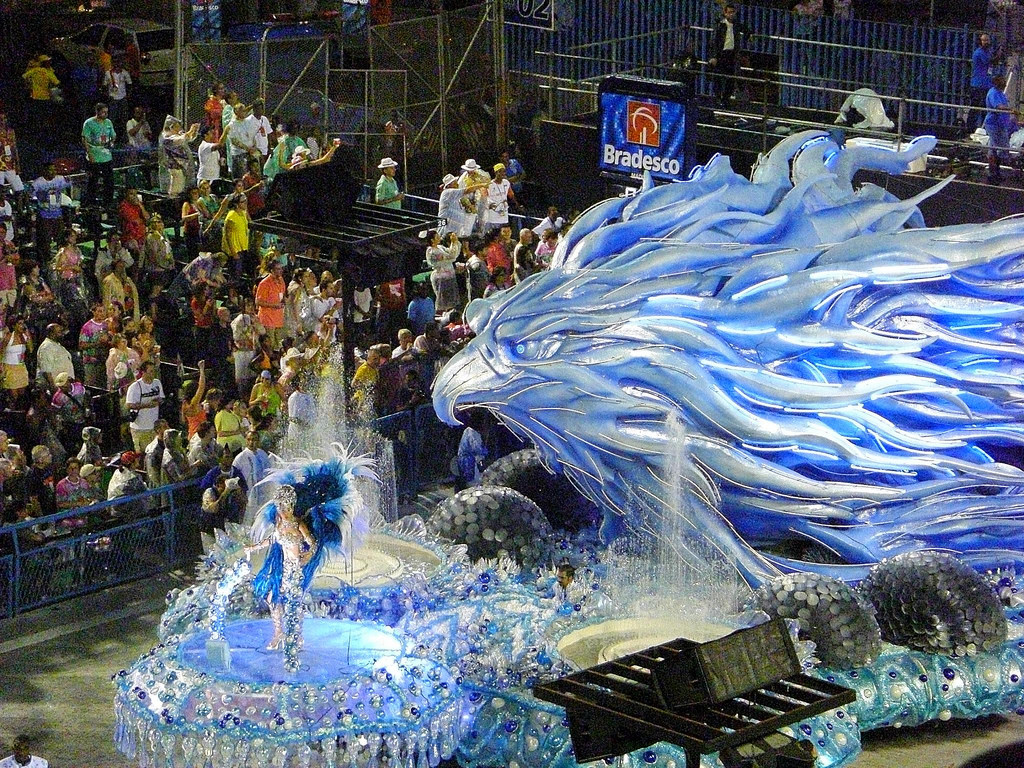
Águia da Portela no carro abre-alas do desfile de 2008.

Após três carnavais na escola, Amarildo de Mello pediu demissão da Portela. Cahê Rodrigues foi mantido como único carnavalesco da escola. Nilo Figueiredo foi reeleito presidente da agremiação. Para o carnaval de 2008 foi escolhido um enredo sobre a preservação da natureza. A Portela foi a quarta escola a se apresentar na primeira noite (domingo) do Grupo Especial. Foram utilizados seis mil litros de água no carro abre-alas. A águia da Portela, com 23 metros de comprimento e oito metros de altura, foi decorada com dois quilômetros de luz neon. Um dos destaques do desfile, a quinta alegoria apresentava a escultura de um bebê subnutrido e decoração simulando natureza morta, mas sofria uma transformação durante a apresentação: o bebê subnutrido dava lugar a uma escultura de bebê saudável e os componentes abriam flores de várias cores, deixando o carro colorido e florido. A alegoria recebeu aplausos ao longo do desfile. Outras alegorias apresentavam esculturas de animais como onças, gorilas e baleias. A escola encerrou seu desfile recebendo gritos de "campeã" do público presente no sambódromo. A Portela se classificou em quarto lugar no carnaval de 2008, seu melhor resultado em dez anos. Desde o quarto lugar de 1998 a escola não se classificava para o Desfile das Campeãs. A Portela recebeu o prêmio Tamborim de Ouro de melhor enredo do ano.
- 2009: "E por Falar em Amor, Onde Anda Você?"

Cahê Rodrigues se desligou da escola, se transferindo para a Grande Rio. Para substituir Cahê, a Portela contratou os carnavalescos Lane Santana e Jorge Caribé, que trabalhariam juntos pela primeira vez. Adriana Bombom foi desligada do cargo de rainha de bateria. Luma de Oliveira aceitou o convite para assumir o posto. A modelo estava afastada do carnaval desde 2005. A Portela também trocou seu primeiro casal de mestre-sala e porta-bandeira. Fabrício Pires e Danielle Nascimento foram contratados para substituir Diego Falcão e Alessandra Bessa. A contratação dos dois foi pedida pelos torcedores portelenses. Danielle é filha de Vilma Nascimento, porta-bandeira histórica da escola. Quarta escola a se apresentar na segunda noite (segunda-feira) do Grupo Especial, a Portela realizou um desfile sobre o amor, relembrando histórias como Romeu e Julieta, o Feitiço de Áquila, a construção do Taj Mahal, o amor de Chica da Silva pelo contratador João Fernandes, e o amor dos portelenses pela Portela. O primeiro bailarino do Royal Ballet de Londres, Thiago Soares, desfilou na Comissão de Frente, representando Rei Arthur. Zeca Pagodinho, Paulinho da Viola, Zezé Di Camargo e Luciano também participaram do desfile. A escola foi a terceira colocada do carnaval de 2009, se classificando para o Desfile das Campeãs.

### Década de 2010
- 2010: "Derrubando Fronteiras, Conquistando a Liberdade... Rio de Paz, em Estado de Graça!"

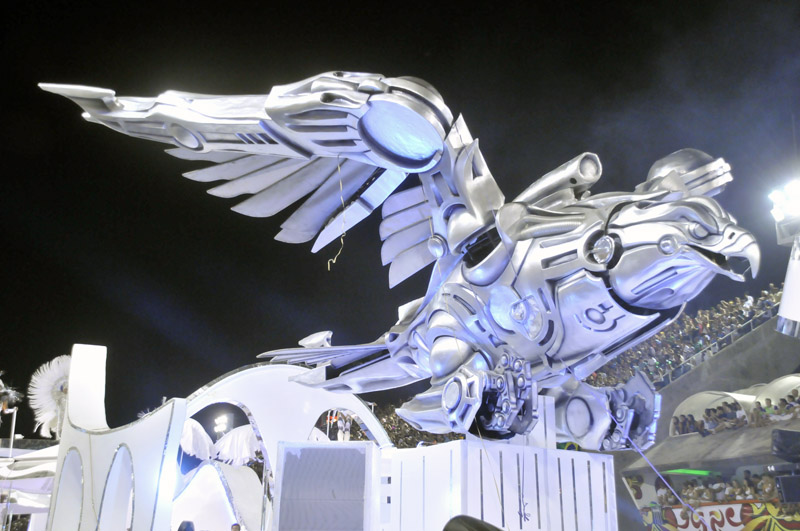
Águia da Portela no carnaval de 2010.

A Portela teve um período pré-carnaval conturbado. Após o desfile de 2009, os carnavalescos Jorge Caribé e Lane Santana se desligaram da escola. Para substituí-los, a agremiação contratou Amauri Santos e Alex de Oliveira. A contratação não foi bem recebida pelos torcedores da escola, uma vez que a dupla não tinha experiência no Grupo Especial. O enredo escolhido para o carnaval de 2010, sobre a informática e a inclusão digital, também não agradou os portelenses. O desfile da escola teve patrocínio da Positivo Tecnologia. A marca é citada no samba-enredo, o que também gerou críticas. O cantor e compositor Diogo Nogueira venceu o concurso de samba da escola pela quarta vez consecutiva. O coreógrafo da Comissão de Frente, Henrique Talmah, assistente de Jorge Teixeira em 2007 e 2008, foi contratado no final de dezembro de 2009 e teve pouco tempo para montar e ensaiar a Comissão até o carnaval. A escola também sofreu com atrasos para concluir os trabalhos no barracão. A Portela desligou o casal de mestre-sala e porta-bandeira Fabrício Pires e Danielle Nascimento. Brigada com Fabrício, Danielle chegou a oferecer para escola um novo mestre-sala para formar par com ela no carnaval de 2010, mas a diretoria da Portela preferiu apostar em um casal pronto, Lucinha Nobre e Rogerinho, que estavam na Unidos da Tijuca. Juliana Portela foi escolhida como nova rainha da bateria, substituindo Luma de Oliveira. A Portela foi a terceira escola a se apresentar na segunda noite (segunda-feira) do Grupo Especial. Especialistas criticaram o desfile, apontando que a escola não conseguiu animar o público. A Portela obteve o nono lugar do carnaval entre as doze escolas concorrentes, ficando de fora do Desfile das Campeãs. A escola recebeu nota máxima dos julgadores apenas nos quesitos Harmonia e Mestre-sala e Porta-bandeira, perdendo muitos décimos nos demais quesitos. A bateria da escola recebeu o terceiro Estandarte de Ouro de sua história.
- 2011: "Rio, Azul da Cor do Mar"

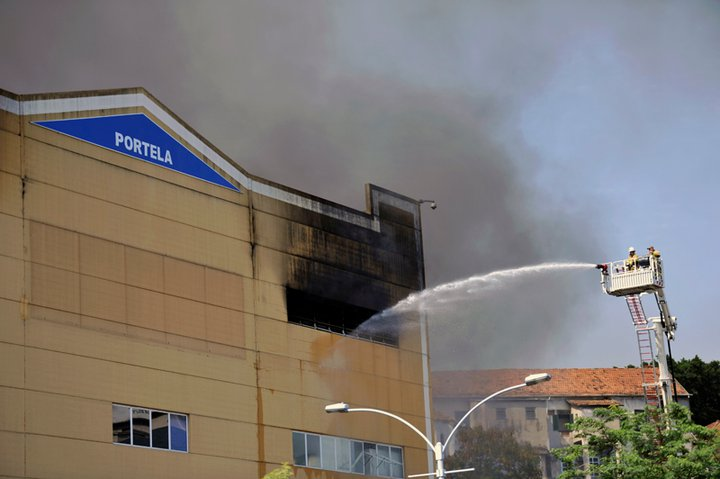
Bombeiros agem para controlar o incêndio no barracão da Portela.

Em maio de 2010, Nilo Figueiredo foi reeleito presidente da Portela. Aos 73 anos de idade, Nilo assumiu seu terceiro mandato consecutivo na escola. Roberto Szaniecki foi contratado para substituir os carnavalescos Amauri Santos e Alex de Oliveira. A atriz Sheron Menezzes foi escolhida como nova rainha de bateria. Inicialmente, Nilo anunciou que o enredo para o carnaval de 2011 seria "Portela dos Grandes Carnavais", sobre a própria escola, mas, depois de reeleito, voltou atrás, alegando falta de patrocínio. O novo enredo escolhido, desenvolvido por Roberto Szaniecki junto com a publicitária Marta Queiroz e o jornalista Cláudio Vieira, abordou a relação do homem com o mar. Mais uma vez, prejudicada pela falta de recursos, a escola sofreu com atrasos em sua preparação para o desfile.

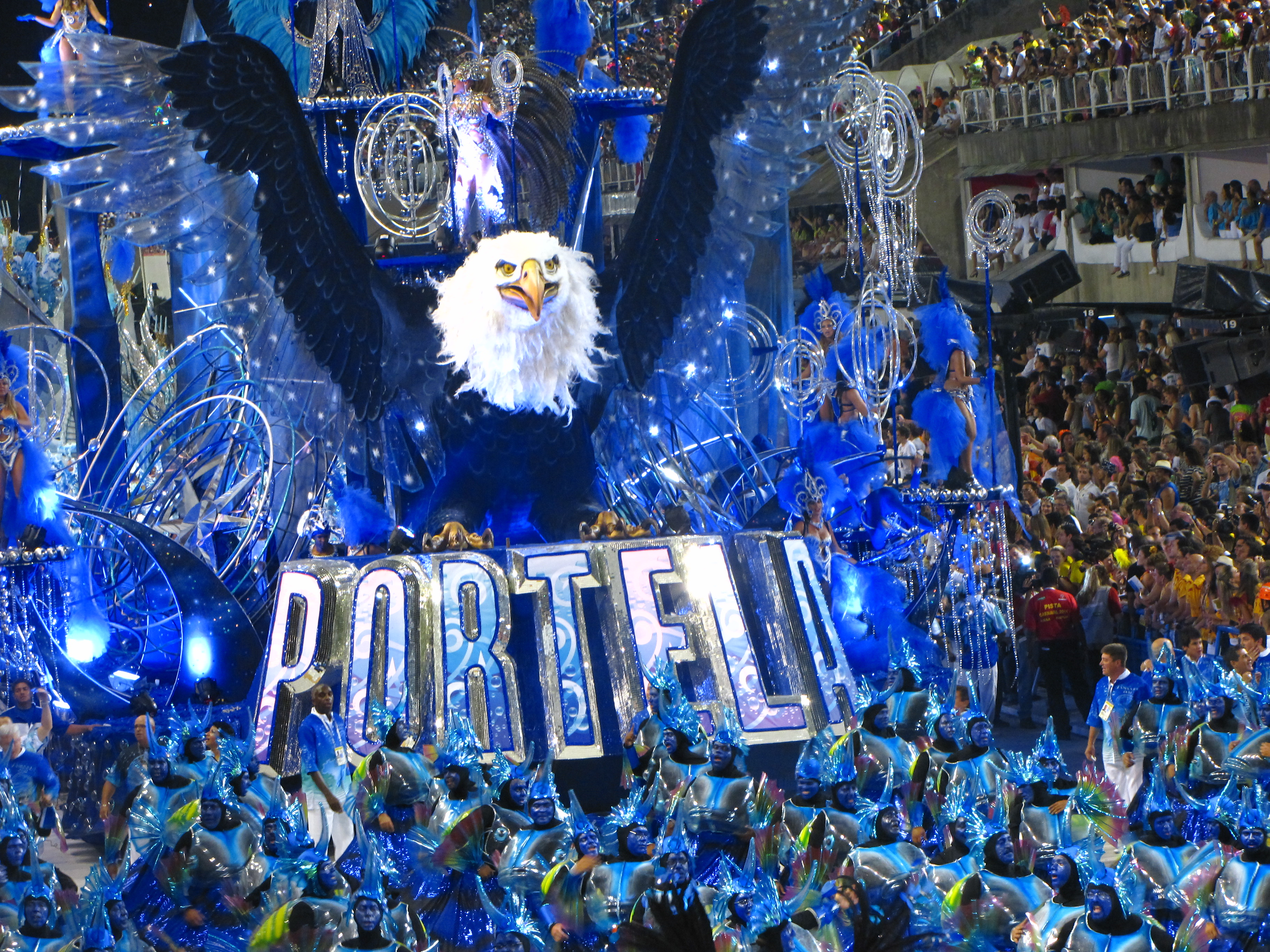
Carro abre-alas da Portela em 2011.

Na manhã do dia 7 de fevereiro de 2011, faltando 27 dias para o desfile, um incêndio atingiu os barracões de Portela, Grande Rio, União da Ilha e da LIESA. Mais de 120 bombeiros de quatro quartéis e vinte veículos antichamas levaram aproximadamente quatro horas para combater o fogo. Ninguém ficou ferido. O barracão da Portela foi atingido na parte superior, onde estavam sendo confeccionadas fantasias e esculturas para os carros alegóricos. Cerca de 2,5 mil fantasias da escola foram destruídas pelo incêndio. As alegorias, que estavam no andar térreo, não foram atingidas. No mesmo dia do incêndio, a LIESA se reuniu e decidiu que nenhuma agremiação seria rebaixada e as três escolas atingidas pelo incêndio, desfilariam como hors concours, não sendo julgadas. A Portela foi a terceira escola a se apresentar na primeira noite (domingo) do Grupo Especial de 2011. Duas alegorias, com problemas mecânicos, tiveram dificuldade para entrar na pista de desfile. As alegorias também apresentavam mal acabamento, com ferragens e madeiras à mostra. A escola ultrapassou o tempo limite de desfile em três minutos, o que lhe gerou uma multa de cem mil reais. O jogador Ronaldinho Gaúcho desfilou pela escola. Apesar dos problemas, os componentes demonstraram empolgação durante o desfile.
- 2012: "...E o Povo na Rua Cantando... É Feito Uma Reza, Um Ritual... "

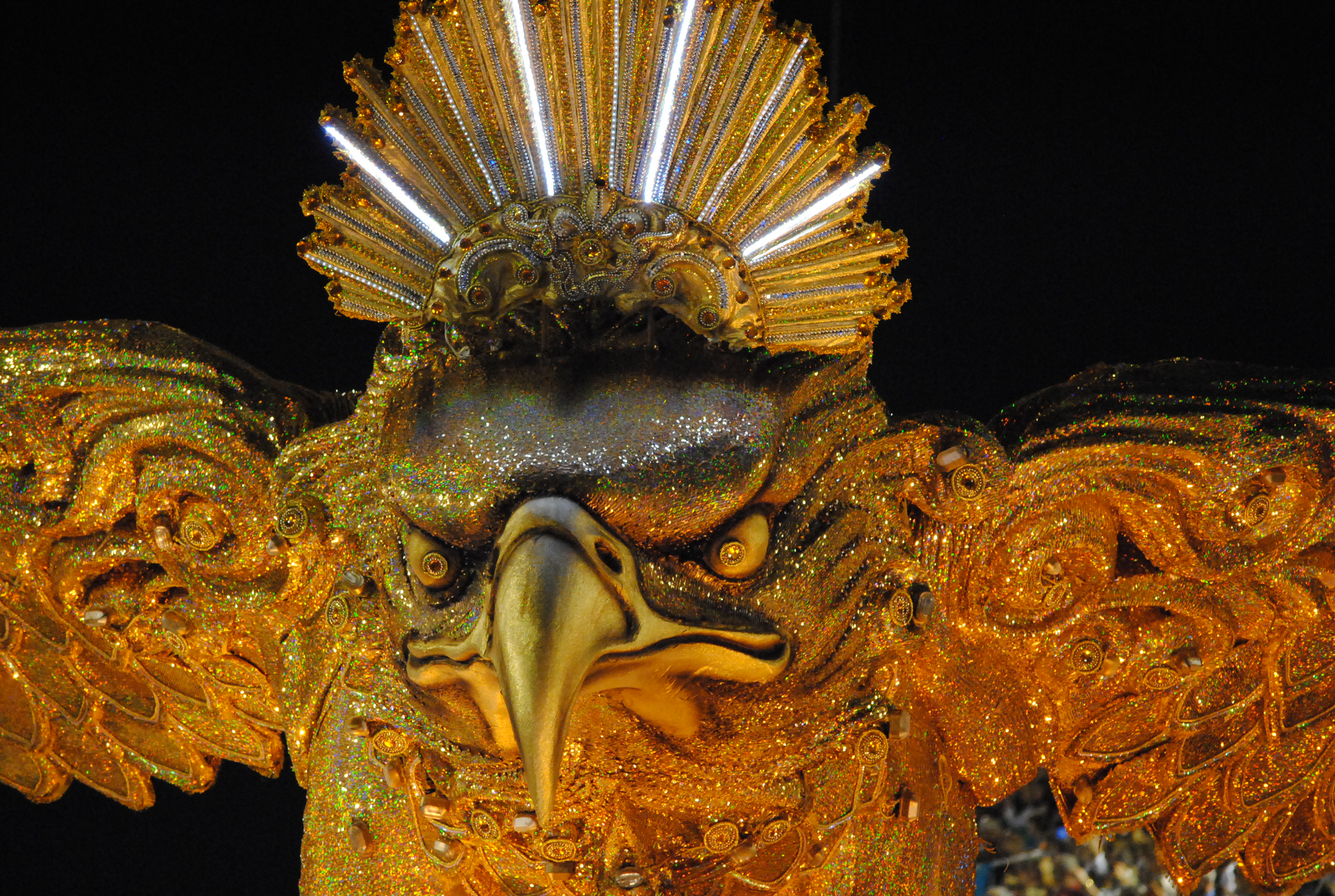
Águia da Portela no carnaval de 2012.

Após o desfile de 2011, diretores de harmonia, carnaval e bateria, e o primeiro casal de mestre-sala e porta-bandeira pediram demissão, insatisfeitos com a administração da escola. Torcedores da agremiação organizaram um protesto pedindo a saída do presidente Nilo Figueiredo. A direção da Portela conseguiu contornar a situação e acertou a permanência dos diretores e do casal de mestre-sala e porta-bandeira. O carnavalesco Paulo Menezes foi contratado para substituir Roberto Szaniecki. Paulo desenvolveu um enredo em que Clara Nunes conduzia os portelenses até a Bahia para conhecer as festas do estado. A escola sofreu com atrasos na confecção das fantasias e alegorias para o desfile e enfrentou uma greve de funcionários no barracão poucos dias antes do carnaval. A Portela foi a segunda escola a se apresentar na primeira noite (domingo) do Grupo Especial de 2012. Na Comissão de Frente, que simbolizou o sincretismo religioso, o ator Milton Gonçalves interpretou um babalorixá. Barroca e dourada, a águia da escola desfilou atrás da Comissão de Frente, num tripé com a presença dos cantores portelenses Marisa Monte e Paulinho da Viola. Rogerinho e Lucinha Nobre desfilaram vestidos de Oxóssi e Iansã, sincretizados com São Sebastião e Nossa Senhora da Conceição, santos padroeiros da Portela. O carro abre-alas representou a Igreja Nosso Senhor do Bonfim e foi decorado com 150 mil fitas originais abençoadas pelo padre da igreja de Salvador. A festa de São João foi representada numa alegoria com uma escultura de sanfoneiro com o rosto de Gilberto Gil. A cantora Vanessa da Mata desfilou na última alegoria, representando Clara Nunes. Daniela Mercury e integrantes da Timbalada também participaram do desfile. A bateria da Portela desfilou com atabaques em referência às batidas do afoxé Filhos de Gandhy, tradicional grupo do carnaval baiano. A escola encerrou sua apresentação recebendo gritos de "campeã" do público presente no sambódromo.
A Portela se classificou em sexto lugar no carnaval de 2012, conquistando a última vaga do Desfile das Campeãs. O intérprete Gilsinho recebeu os prêmios Estandarte de Ouro, Tamborim de Ouro, SRzd e Gato de Prata. Lucinha Nobre e Rogerinho foram premiados com o Estrela do Carnaval e o Troféu Tupi. A bateria da escola recebeu o quarto Estandarte de Ouro de sua história. O samba-enredo do desfile, composto por Luiz Carlos Máximo, Naldo, Toninho Nascimento e Wanderley Monteiro, recebeu todos os prêmios do ano, incluindo o Estandarte de Ouro, sendo o oitavo da Portela na categoria. Com três refrãos e uma estrutura melódica diferente da habitual, se aproximando do samba de roda, a obra se destacou ainda no concurso para escolha do samba oficial, ganhando apoio massivo dos torcedores da escola nas redes sociais. Em 2020, o samba foi premiado pelo jornal O Globo como o melhor da década. Um júri especializado, formado por compositores e jornalistas, colocou a obra entre as dez melhores da década. Numa votação popular online, o samba da Portela foi eleito o melhor entre os dez concorrentes com 28% dos votos contra 26% de "História pra Ninar Gente Grande" (Mangueira/2019).
- 2013: "Madureira... Onde o Meu Coração se Deixou Levar"

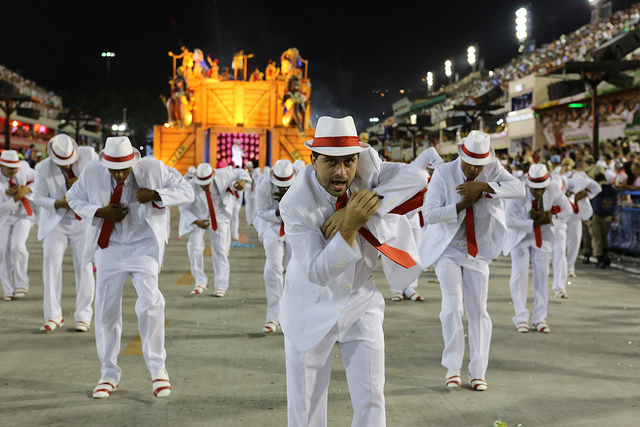
Com homenagem a Madureira, Portela foi a sétima colocada do carnaval de 2013.

Para o carnaval de 2013, Paulo Menezes desenvolveu um enredo sobre os quatrocentos anos do bairro de Madureira, onde está sediada a Portela; além de homenagear os setenta anos do cantor e compositor portelense Paulinho da Viola (o fio-condutor do enredo) e os noventa anos da própria Portela. Presidente da agremiação, Nilo Figueiredo surpreendeu ao demitir o premiado casal de mestre-sala e porta-bandeira Rogerinho e Lucinha Nobre. Robson Sensação e Ana Paula foram contratados para assumir o posto de primeiro casal da escola. Nascida e criada em Madureira, a publicitária Patrícia Nery, de 38 anos, foi escolhida como nova rainha de bateria da escola, substituindo a atriz Sheron Menezzes, que estava há dois anos na função. A Portela foi a sexta e última escola a se apresentar na primeira noite (domingo) do Grupo Especial. Assim como no ano anterior, a escola sofreu com atrasos na confecção das fantasias e alegorias para o desfile. No carro abre-alas, de cinquenta metros de comprimento, a águia-símbolo da escola, estilizada com motivos indígenas em referência ao enredo "Lendas e Mistérios da Amazônia" (1970), não agradou o público e os torcedores. O desfile lembrou de símbolos do bairro homenageado como o jongo, o baile charme, o Mercadão de Madureira e o Império Serrano. O terceiro mestre-sala da escola, Diogo Fran, representou um grafiteiro e desfilou pintando a saia da porta-bandeira Roselaine. O diretor Jorge Fernando desfilou na Comissão de Frente e o ator Milton Gonçalves encerrou o desfile interpretando Natal da Portela. Com a apresentação, a Portela obteve o sétimo lugar, ficando de fora do Desfile das Campeãs. Assim como no carnaval anterior, a bateria da escola foi premiada com o Estandarte de Ouro, sendo o quinto de sua história. A escola ainda recebeu os prêmios Tamborim de Ouro e S@mba-Net de melhor enredo.
- 2014: "Um Rio de Mar a Mar: Do Valongo à Glória de São Sebastião"

Após o carnaval de 2013, o intérprete Gilsinho se desligou da Portela após oito carnavais na agremiação. Em maio de 2013, o compositor e membro da Velha Guarda portelense, Serginho Procópio, foi eleito o novo presidente da Portela, tendo Marcos Falcon como vice. A chapa "Portela Verdade", liderada por Serginho, venceu a chapa da situação, "Portela, Nossa Paixão", liderada por Nilo Figueiredo, que buscava a reeleição, por três votos de diferença. A nova presidência assumiu a Portela com dívidas de mais de quinhentos mil reais e com serviços suspensos na quadra, na sede e no barracão. A nova diretoria renovou o quadro de segmentos da agremiação. Foram contratados o intérprete Wantuir, o diretor de carnaval Luiz Carlos Bruno, a porta-bandeira Danielle Nascimento, além da coreógrafa de Comissão de Frente, Ghislaine Cavalcanti, multicampeã pela Beija-Flor. O terceiro mestre-sala da Portela, Diogo Jesus, foi promovido à primeiro. O carnavalesco Alexandre Louzada, contratado na gestão anterior para substituir Paulo Menezes, teve sua contratação confirmada pela nova gestão. O cantor e compositor portelense Monarco foi escolhido como novo presidente de honra da escola. Também houve mudanças na direção de harmonia e de barracão.

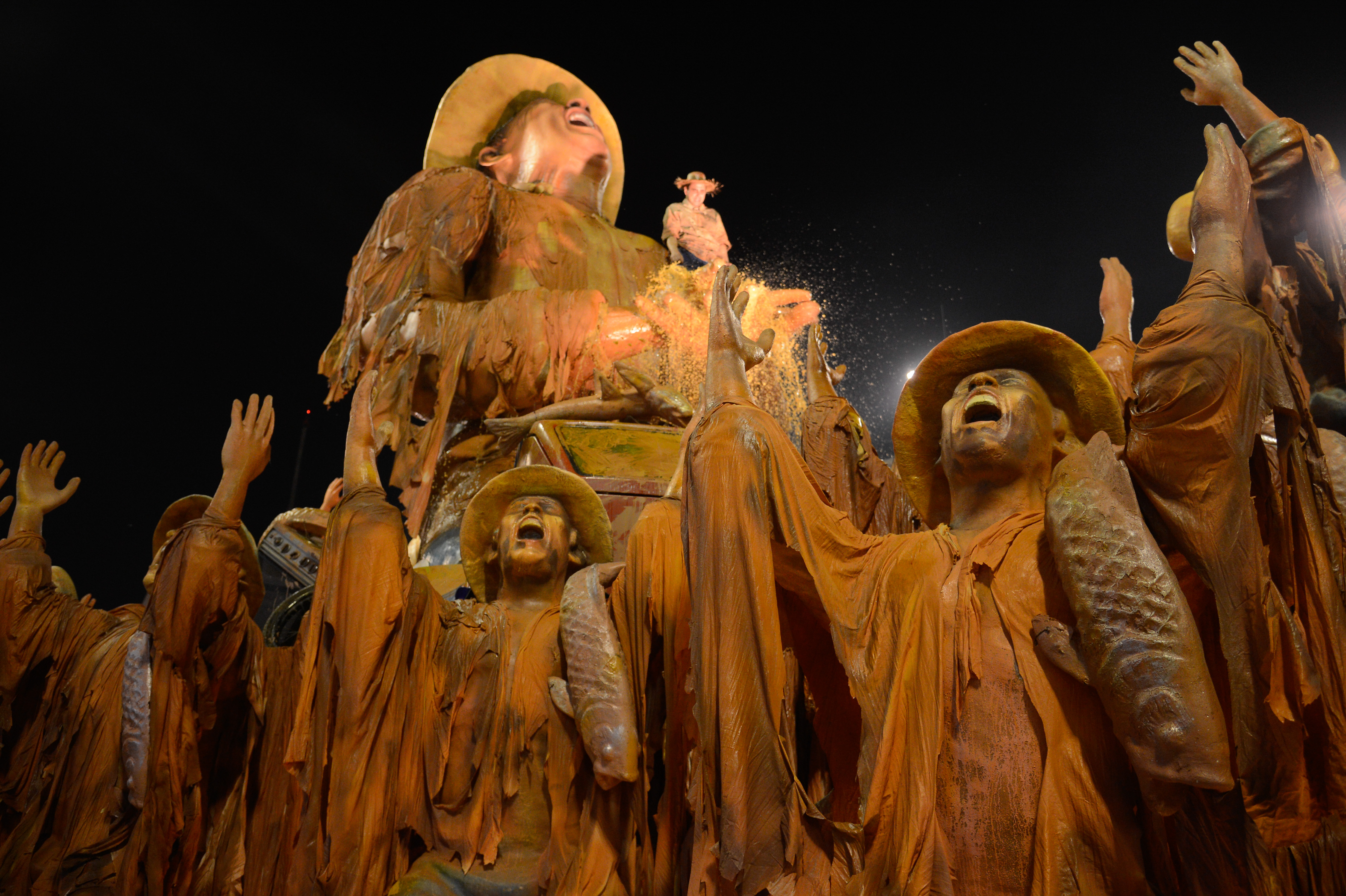
Alegoria em referência ao Rio Doce, um dos destaques do desfile campeão.

Para o carnaval de 2014, a Portela escolheu um enredo sobre as transformações realizadas ao longo dos tempos na região compreendida entre o Cais do Valongo e o bairro da Glória, no centro do Rio de Janeiro. A Portela foi a quinta e penúltima escola a se apresentar na segunda noite (segunda-feira) do Grupo Especial. O desfile foi aberto com um drone em forma de águia sobrevoando o sambódromo. No carro abre-alas da escola, 21 esculturas de águia representaram os 21 títulos da Portela no carnaval, além de uma águia maior, simbolizando a esperança no vigésimo segundo título. Duas alegorias reproduziram edifícios históricos da cidade: o Theatro Municipal, inaugurado em 1909, e o Palácio Monroe, que foi demolido em 1976. O desfile também abordou os protestos políticos na Cinelândia e a repressão policial durante a ditadura militar, com um tripé em forma de tanque de guerra. Um dos destaques do desfile foi o tripé "Desperta o Gigante", uma enorme escultura, com movimentos expressivos, rodeada de componentes representando manifestantes, com cartazes em prol da cidadania. Para passar por baixo da torre do sambódromo, a escultura se curvou, recebendo aplausos do público. O tripé "Ídolos do Rádio", que desfilaria no setor sobre a Rádio Nacional, quebrou na concentração do desfile e não entrou na avenida, fazendo a escola perder décimos no quesito enredo. Apontada como uma das favoritas ao título, ao lado de Salgueiro e Unidos da Tijuca, a Portela obteve o terceiro lugar do carnaval, atrás da campeã Tijuca e do vice-campeão Salgueiro. Foi o melhor resultado da Portela desde 2009 e a escola retornou ao Desfile das Campeãs. A Portela recebeu os prêmios Estrela do Carnaval, SRzd e Gato de Prata de melhor escola/desfile de 2014. O samba-enredo da agremiação foi o mais premiado do carnaval, recebendo os prêmios Estrela do Carnaval, Veja Rio Carnaval, Troféu Apoteose e Tupi Carnaval Total.
- 2015: "ImagináRIO, 450 Janeiros de Uma Cidade Surreal"

Para o carnaval de 2015, a Portela contratou o intérprete Wander Pires para formar dupla com Wantuir. O mestre-sala Diogo Jesus se desligou da escola, sendo substituído por Alex Marcelino. Cerca de um mês antes do desfile, em janeiro de 2015, morreu, aos 95 anos de idade, Dodô da Portela, ex-porta-bandeira histórica da agremiação. A Portela foi a segunda escola a se apresentar na segunda noite (segunda-feira) do Grupo Especial. A escola homenageou a cidade do Rio de Janeiro, que completava 450 anos de fundação em 2015. Alexandre Louzada desenvolveu um enredo em que o Rio era retratado de forma surrealista, com inspiração na obra de Salvador Dalí. A escola recebeu patrocínio de empresas privadas, incluindo da Concessionária Porto Novo. O desfile foi aberto com quatro paraquedistas, com o nome da escola estampado em seus paraquedas, sobrevoando o sambódromo e pousando no meio da pista. O drone em forma de águia, utilizado no carnaval anterior, voou novamente pelo sambódromo. O destaque do desfile portelense foi a "Águia Redentora", como ficou conhecida a escultura de águia no formato do Cristo Redentor, apresentada no carro abre-alas da escola. Participaram do desfile portelenses famosos como Paulinho da Viola, Maria Rita, Zeca Pagodinho, Glória Pires, Orlando Morais, além dos atores Ailton Graça e da ex-rainha de bateria da escola, Sheron Menezzes. O cantor Carlinhos Brown desfilou junto com a rainha de bateria Patrícia Neri à frente dos ritmistas. Apontada como uma das favoritas ao título na fase pré-carnaval, a Portela enfrentou diversos problemas em seu desfile, o que afastou a escola da briga pelo campeonato. Duas alegorias tiveram problemas de iluminação, fazendo a escola perder décimos no quesito. Para passar por baixo da torre do sambódromo, a "Águia Redentora" se curvou, recebendo aplausos do público, mas a manobra demorou, o que fez a escola perder décimos no quesito Evolução. A agremiação também perdeu décimos no quesito Comissão de Frente. A Portela obteve o quinto lugar do carnaval, se classificando para o Desfile das Campeãs. O samba-enredo da escola recebeu os prêmios Tamborim de Ouro e Troféu SRzd. Um dos autores do samba, Noca da Portela assinou o samba-enredo da escola pela sétima vez, igualando a marca de David Corrêa na condição de compositores com mais sambas na história da Portela até então. A escola também recebeu os prêmios Estrela do Carnaval e Gato de Prata de originalidade pela "Águia Redentora". O estreante mestre-sala Alex Marcelino foi premiado com o Estandarte de Ouro de Revelação.
- 2016: "No Voo da Águia, Uma Viagem sem Fim..."

Para o carnaval de 2016, a Portela contratou o carnavalesco Paulo Barros, que desenvolveu um enredo autoral sobre as grandes viagens da Humanidade. O intérprete Gilsinho retornou à escola após uma passagem de dois anos na Vila Isabel. Wantuir foi mantido como intérprete da Portela, enquanto Wander Pires se transferiu para a Estácio de Sá. Insatisfeita com as notas recebidas no carnaval de 2015, a coreógrafa Ghislaine Cavalcanti pediu demissão da escola, sendo substituída por seus assistentes, Marcelo Sandryni e Roberta Nogueira. A Portela foi a quarta escola a se apresentar na segunda noite (segunda-feira) do Grupo Especial. Entre os destaques do desfile estava a Comissão de Frente, em que um componente, representando Poseidom, "flutuou" num tanque com trinta toneladas de água, praticando flyboard. A águia da Portela apareceu na ala após a Comissão. Montado na águia, um componente, representando o personagem bíblico Moisés, atravessou a ala que simbolizava o Mar Vermelho, até um tripé representando o Monte Sinai, onde a ave pousava. Outro destaque foi a alegoria sobre As Viagens de Gulliver, em que um enorme boneco de dezoito metros de altura do ator Jack Black (que interpretou Gulliver no cinema) era escalado por componentes que encenavam os personagens de Lilliput, ilha fictícia onde a história se passava. O público presente no sambódromo saudou a escola com gritos de "campeã". Apontada por especialistas como uma das favoritas ao título, a Portela obteve o terceiro lugar do carnaval, com um décimo de diferença para a campeã, Mangueira. A Portela recebeu os prêmios Estrela do Carnaval, SRZD e Gato de Prata de melhor escola/desfile do ano. Seu samba-enredo foi o mais premiado do ano, recebendo, entre outros prêmios, o Estandarte de Ouro.
- 2017: "Quem Nunca Sentiu o Corpo Arrepiar ao Ver Esse Rio Passar?"

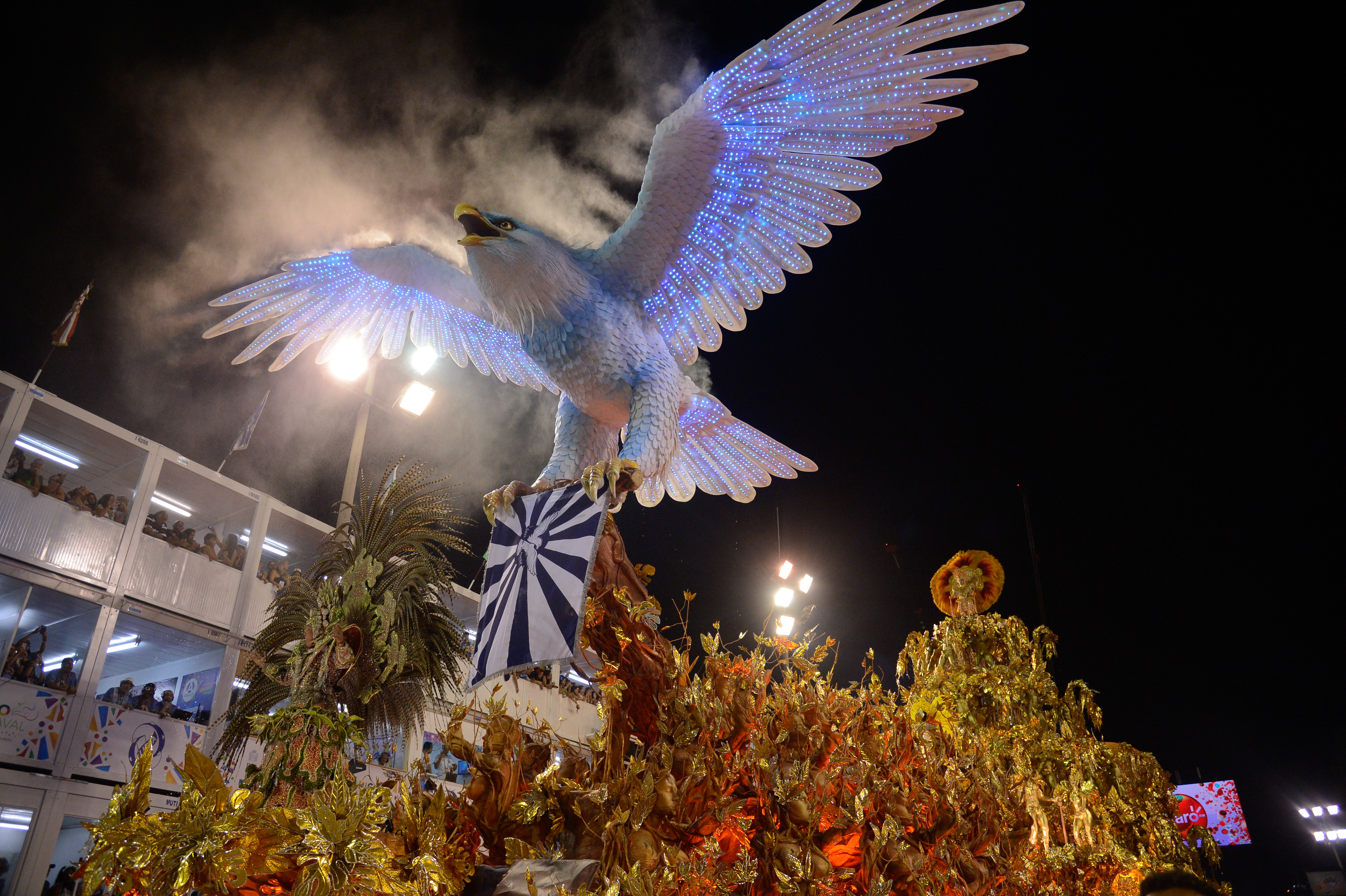
Águia da Portela no desfile de 2017.

Em maio de 2016, a Portela elegeu o seu vice-presidente, Marcos Falcon, como novo presidente da escola. Para 2017, a agremiação escolheu um enredo autoral de Paulo Barros, sobre rios. Wantuir foi desligado da escola e Gilsinho foi mantido como único intérprete oficial. Passista da Portela desde os treze anos de idade, Bianca Monteiro foi coroada como nova rainha de bateria da escola, substituindo Patrícia Nery, que estava no posto desde 2013. O coreografo Renato Vieira foi contratado para dirigir a Comissão de Frente da escola, mas, devido a discordâncias com Paulo Barros, foi desligado da função, sendo substituído pelos bailarinos Kelly Siqueira e Leo Senna. Candidato a vereador nas eleições de 2016, Marcos Falcon foi assassinado a tiros em seu comitê de campanha, em Madureira, no dia 29 de setembro de 2016. O vice-presidente da Portela, Luiz Carlos Magalhães, assumiu a presidência da escola.
A Portela foi a quinta e penúltima escola a se apresentar na segunda noite (segunda-feira) do Grupo Especial. Um dos destaques do desfile foi a alegoria que lembrou o Rio Doce, atingido pelo rompimento de uma barragem em Mariana, no município de Minas Gerais, em 2015. Também foram lembrados outros rios famosos como o Nilo, Mississipi e São Francisco; além de lendas como Iara, Boiúna e o boto-cor-de-rosa. Com o desfile, a Portela foi campeã do carnaval de 2017, conquistando seu 22.º título, quebrando o jejum de 33 anos sem conquistas. Seu campeonato anterior foi conquistado em 1984. Na avaliação dos jurados, a Portela perdeu apenas um décimo das notas válidas. O desconto foi no quesito Comissão de Frente, onde componentes, vestidos de peixe, representavam a piracema num tripé com água corrente, simulando a nascente de um rio. A Portela encerrou o Desfile das Campeãs de 2017, recebendo a aclamação do público presente na Sapucaí.

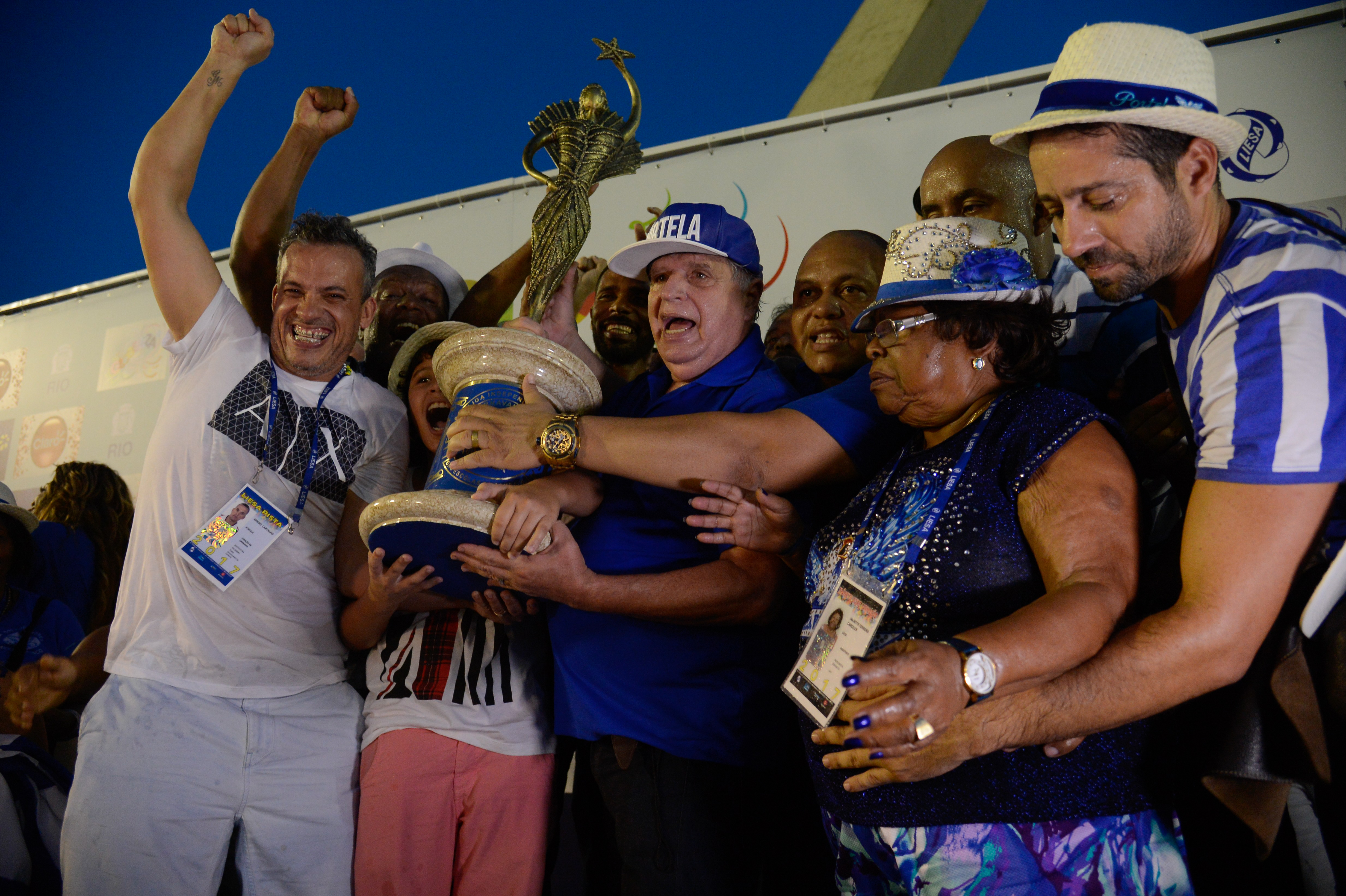
Diretoria da Portela com o troféu de campeã do carnaval de 2017.

A Mocidade Independente de Padre Miguel terminou a apuração das notas em segundo lugar, com um décimo a menos que a Portela. Cerca de um mês após o desfile, a LIESA divulgou as justificativas dos julgadores para as notas dadas. Valmir Aleixo, do quesito Enredo, descontou um décimo da Mocidade pela falta de um destaque de chão. A destaque seria Camila Silva, que foi promovida à Rainha de Bateria após a empresária angolana Carmen Mouro desistir de desfilar à frente dos ritmistas. A Mocidade rebateu a avaliação do julgador alegando que ele se baseou na versão antiga do livro abre-alas (roteiro do desfile) enviado pela agremiação. A escola alegou que enviou para a LIESA, dentro do prazo estipulado, uma versão retificada do livro abre-alas excluindo a presença de Camila Silva como destaque de chão. A LIESA, por sua vez, não teria repassado a nova versão ao julgador, ocasionando o desconto de um décimo. A escola entrou com recurso na Liga contra o resultado e ameaçou procurar seus direitos na Justiça. Em uma plenária realizada no dia 5 de abril de 2017, a LIESA decidiu dividir o título de campeã entre Portela e Mocidade. Foram sete votos a favor; cinco abstenções; e apenas a presidência da Portela votou contra a divisão de título.
- 2018: "De Repente de Lá pra Cá e 'Dirrepente' Daqui para Lá"

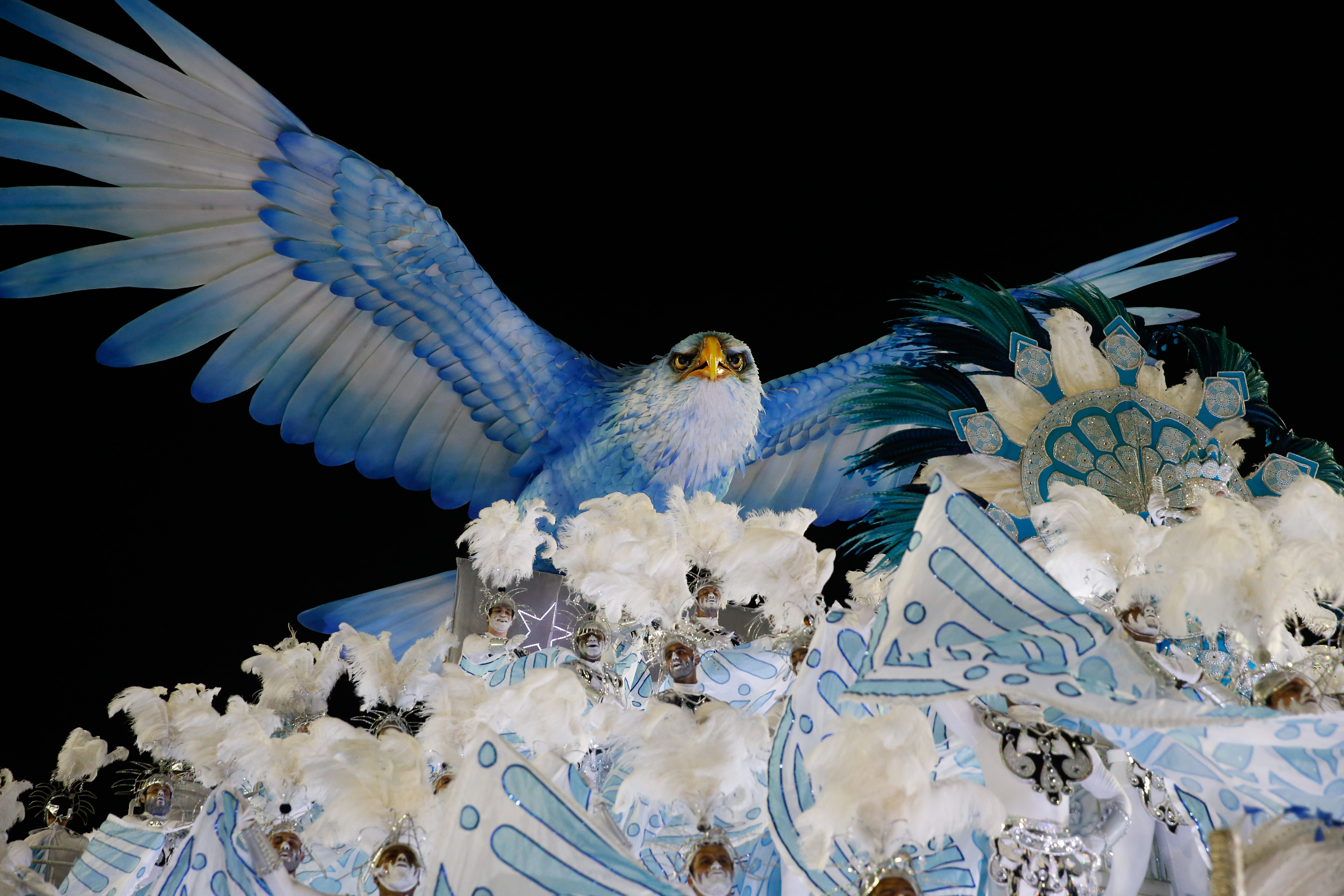
Detalhe do carro abre-alas do desfile de 2018 com a águia da Portela.

Após a conquista do título de 2017, Paulo Barros se desligou da Portela, migrando para a Vila Isabel. Para substituir o carnavalesco, a Portela contratou Rosa Magalhães, que estava na São Clemente. A carnavalesca desenvolveu um enredo sobre os judeus europeus que se estabeleceram na cidade do Recife, no século XVII, e que, anos depois, expulsos pelos portugueses, foram para os Estados Unidos onde ajudaram a fundar a cidade de Nova Iorque. A Portela também trocou seu primeiro casal de mestre-sala e porta-bandeira. Com a saída de Alex Marcelino e Danielle Nascimento, Lucinha Nobre retornou à escola, junto a um novo parceiro, o paulistano Marlon Lamar. Os dois dançaram juntos pela primeira vez em 2017 na Unidos do Porto da Pedra. Sergio Lobato foi contratado para coreografar a Comissão de Frente, substituindo Leo Senna e Kelly Siqueira. O carnaval teve um período de preparação conturbado. Em junho de 2017, a Prefeitura do Rio de Janeiro anunciou o corte de 50% do repasse de verbas públicas para as escolas de samba. A LIESA ameaçou cancelar os desfiles e sambistas organizaram protestos, mas o prefeito Marcelo Crivella manteve o corte. Em outubro do mesmo ano, faltando cerca de quatro meses para os desfiles, o Ministério do Trabalho interditou os barracões de todas as escolas na Cidade do Samba. Os barracões foram liberados ao final de novembro, após as escolas cumprirem uma série de exigências visando melhores condições de trabalho. A Portela foi a segunda escola a se apresentar na segunda noite (segunda-feira) do Grupo Especial de 2018. Apesar do visual simples, devido ao corte de verbas do carnaval, o samba-enredo animou o público nas arquibancadas e a escola recebeu gritos de "campeã". Com o desfile, a Portela obteve o quarto lugar do carnaval de 2018, dois décimos atrás da campeã, Beija-Flor. A escola conseguiu a pontuação máxima na maioria dos quesitos, mas a Comissão de Frente perdeu décimos de todos os jurados.
- 2019: "Na Madureira Moderníssima, Hei Sempre de Ouvir Cantar Uma Sabiá"

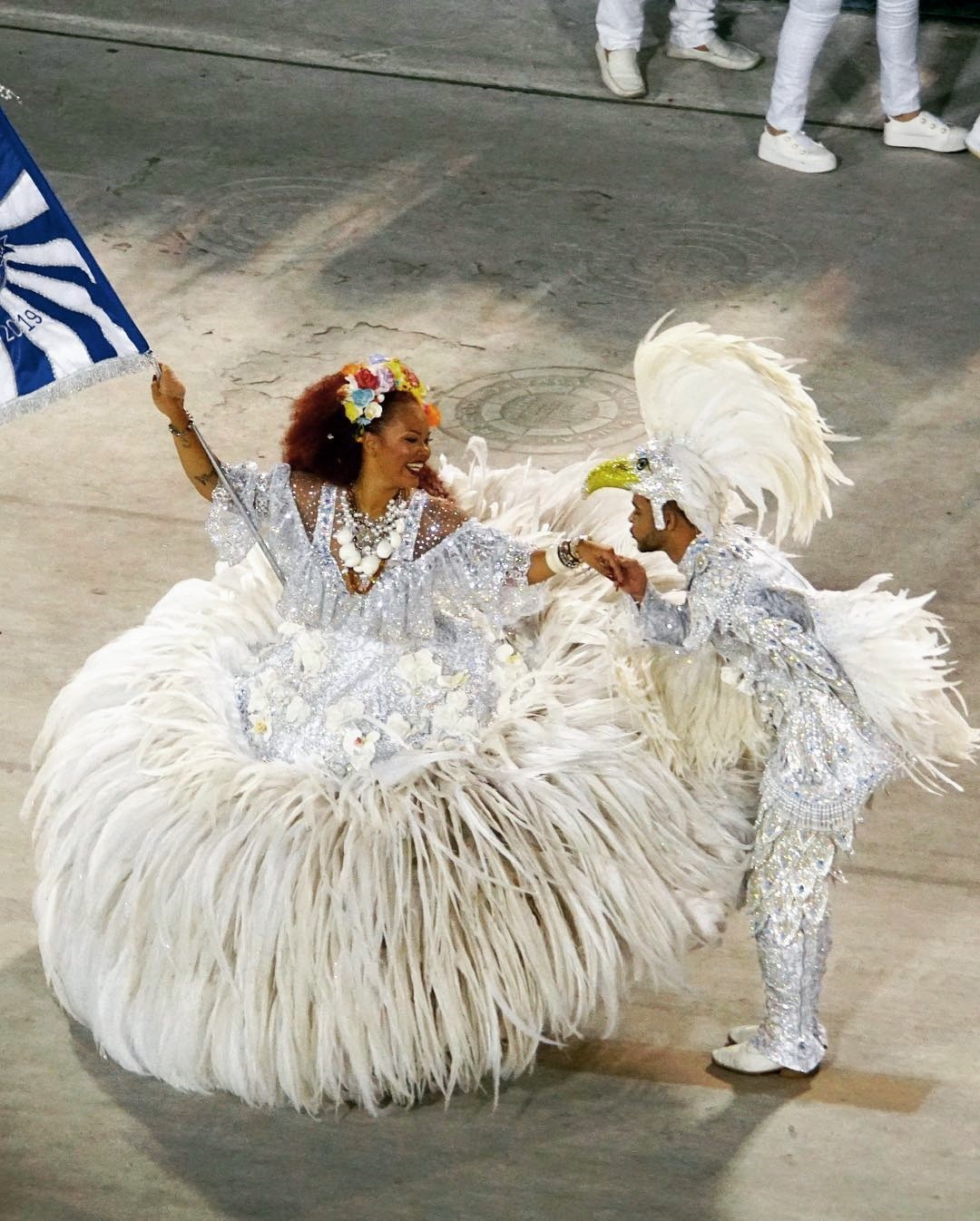
Lucinha Nobre caracterizada como Clara Nunes e Marlon Lamar como a águia da Portela no desfile de 2019.

Para o carnaval de 2019, Rosa Magalhães desenvolveu um enredo em homenagem à cantora Clara Nunes, célebre torcedora da escola, morta em 1983. Clara foi homenageada pela escola em 1984, junto com Paulo da Portela e Natal da Portela, mas era um desejo dos torcedores da agremiação que a cantora fosse tema de enredo sozinha. Carlinhos de Jesus foi contratado para coreografar a Comissão de Frente da escola, substituindo Sérgio Lobato, que foi dispensado. Pelo segundo ano consecutivo, o prefeito Marcelo Crivella cortou 50% da verba destinada às escolas que desfilam no Sambódromo. A Portela foi a terceira escola a se apresentar na segunda noite (segunda-feira) do Grupo Especial. Assim como no ano anterior, a escola obteve o quarto lugar, se classificando para o Desfile das Campeãs. A Comissão de Frente da escola, que teve a participação da cantora Mariene de Castro, recebeu os prêmios Estandarte de Ouro e Tamborim de Ouro, mas perdeu pontos de todos os jurados do desfile. O intérprete Gilsinho também recebeu o Estandarte, além do prêmio Estrela do Carnaval. A bateria da escola, que também perdeu décimos no julgamento, recebeu o Troféu SRzd-Carnaval.

### Década de 2020
- 2020: "Guajupiá, Terra sem Males"

Para o carnaval de 2020, a Portela não renovou o contrato com Rosa Magalhães. Para substituir a carnavalesca, a escola contratou Renato Lage e Márcia Lage. O casal desenvolveu um enredo sobre o mito Guajupiá dos índios tupinambás, tribo que habitava a região do Rio de Janeiro antes da chegada dos portugueses. Após dois anos cortando a verba dos desfiles pela metade, o prefeito Marcelo Crivella decidiu cortar integralmente a subvenção das escolas que desfilam no Sambódromo. A Portela foi a sétima e última escola a se apresentar na primeira noite (domingo) do Grupo Especial, encerrando seu desfile com o dia claro. No julgamento oficial, a escola perdeu décimos por sua Comissão de Frente, que encenava a decapitação de um índio, e no casal de mestre-sala e porta-bandeira, que encenou o nascimento de uma criança. A escola se classificou em sétimo lugar, ficando de fora do Desfile das Campeãs, algo que não acontecia desde 2013. A águia do desfile, cujas asas eram feitas com tiras de ferro que se mexiam, recebeu o prêmio Estandarte de Ouro de inovação. A escola também foi a campeã do Troféu Tamborim de Ouro, recebendo os prêmios de melhor escola, bateria, primeiro casal de mestre-sala e porta-bandeira, baianas e intérprete para Gilsinho. Em fevereiro de 2020, morreu o ex-presidente da escola, Carlinhos Maracanã, aos 93 anos de idade, em decorrência de Alzheimer.
- 2021/2022: "Igi Osè Baobá"

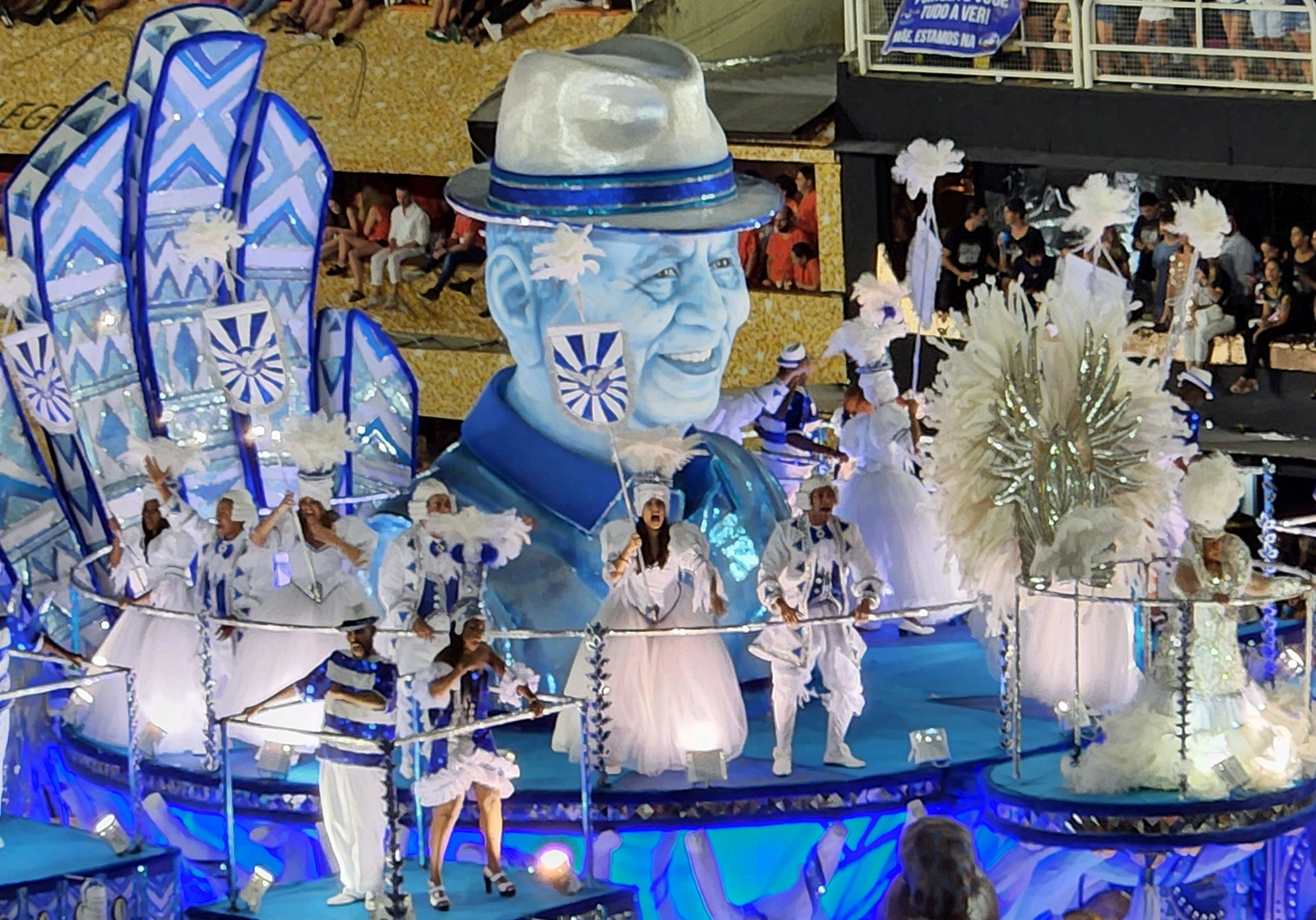
Morto em 2021, Monarco foi homenageado com uma escultura na última alegoria do desfile de 2022.

Após o desfile de 2020, a Portela dispensou o coreógrafo Carlinhos de Jesus. Responsáveis pela comissão de 2017, ano em que a escola foi campeã, Leo Senna e Kelly Siqueira foram reconduzidos ao posto de coreógrafos. Por causa do avanço da Pandemia de COVID-19 em todo o mundo, o desfile das escolas de samba de 2021 foi cancelado, sendo a primeira vez, desde a criação do concurso, em 1932, que o evento não foi realizado. Com o agravamento da pandemia, as escolas de samba paralisaram suas atividades presenciais nas quadras e barracões, mas seguiram se programando para o desfile futuro. Para o carnaval de 2022, Renato e Márcia Lage desenvolveram um enredo sobre histórias e simbologias dos baobás, árvores gigantescas e milenares de origem africana, abordando aspectos como ancestralidade, religiosidade, identidade e memória. Com o retorno de Eduardo Paes à Prefeitura do Rio de Janeiro, a subvenção voltou a ser paga às agremiações. Em julho de 2021, morreu o ex-presidente da escola, Paulo Miranda, aos 96 anos de idade. No final de 2021, com a campanha de vacinação contra a COVID e a diminuição de mortes pela doença, as escolas retomaram os ensaios para o carnaval de 2022. Em dezembro de 2021 morreu o compositor e presidente de honra da Portela, Monarco, aos 88 anos de idade. Ex-presidente da escola, Nilo Figueiredo morreu em janeiro de 2022, aos 85 anos, em decorrência de Alzheimer. Com o aumento dos casos de COVID no país devido ao avanço da variante Ómicron, o desfile das escolas de samba que ocorreriam no carnaval de 2022 foram adiados para abril do mesmo ano, durante o feriado de Tiradentes. A Portela foi a segunda escola a se apresentar na segunda noite (sábado) do Grupo Especial, conquistando a quinta colocação do carnaval e se classificando para o Desfile das Campeãs. A Portela recebeu quatro Estandartes de Ouro: melhor porta-bandeira (Lucinha Nobre), melhor intérprete (Gilsinho); Destaque (Carlos Reis); e melhor ala ("Tia Ciata").
- 2023: "O Azul que Vem do Infinito"

Em maio de 2022, o então vice-presidente da Portela, Fábio Pavão, foi eleito como novo presidente da agremiação, dando continuidade à gestão Portela Verdade à frente da escola. Tia Surica foi escolhida como nova presidente de honra. Para o carnaval de 2023, Renato e Márcia Lage desenvolveram um enredo sobre o centenário da Portela, completado no mesmo ano. No enredo, os cem anos da agremiação são narrados por cinco baluartes da escola: Paulo da Portela, Natal da Portela, Monarco, Tia Dodô e David Corrêa. Segunda escola a se apresentar na segunda noite (segunda-feira) do Grupo Especial, a Portela realizou um desfile problemático. A terceira alegoria se descontrolou e bateu na grade da frisa. As alas da frente seguiram o cortejo, abrindo um enorme buraco (espaço vazio). A porta-bandeira Lucinha Nobre teve problema com sua peruca durante a apresentação na penúltima cabine de jurados. Na última cabine, a porta-bandeira desfilou sem a peruca. A escola ainda teve problemas de acabamento nas últimas alegorias e o samba-enredo do desfile era um dos mais criticados do ano. A Portela se classificou em décimo lugar entre as doze escolas do grupo, seu pior resultado desde 2005. A escola conseguiu a pontuação máxima apenas nos quesitos Bateria e Comissão de Frente. O quesito mais despontuado foi Evolução, com a perda de oito décimos. A Portela recebeu o Estandarte de Ouro de inovação pelos drones que abriram o desfile formando o nome de célebres portelenses no céu da Sapucaí.
- 2024: "Um Defeito de Cor"

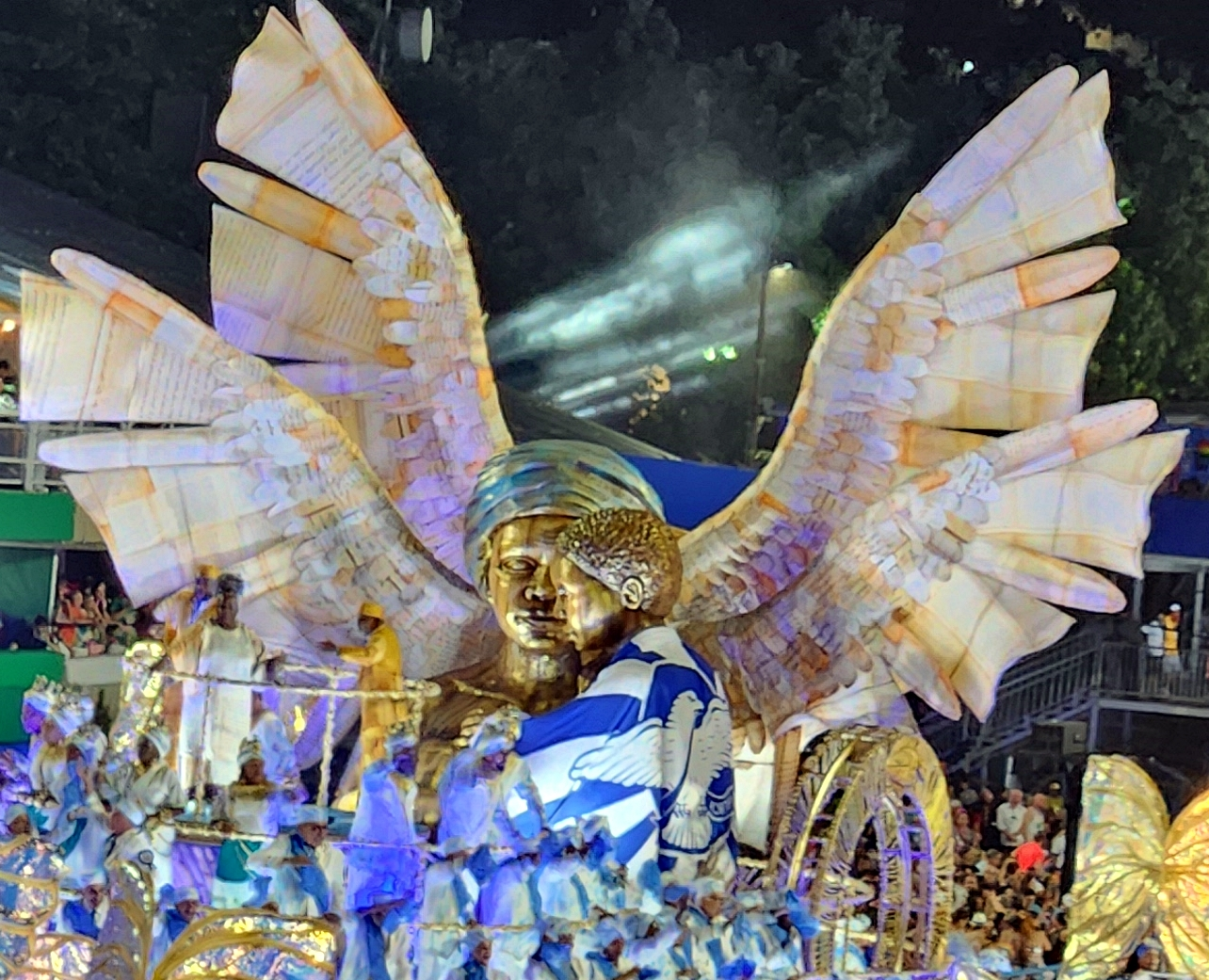
Detalhe da última alegoria da Portela no desfile do carnaval de 2024.

Após o carnaval de 2023, a Portela demitiu o casal Renato e Márcia Lage e a porta-bandeira Lucinha Nobre. A escola montou uma nova dupla de carnavalescos formada por André Rodrigues, demitido da Beija-Flor, e Antônio Gonzaga, que estreou como carnavalesco em 2023 no Arranco. Para a vaga de Lucinha, a agremiação contratou Squel Jorgea, que se tornou a primeira porta-bandeira na história a defender os pavilhões de Mangueira e Portela. Para o carnaval de 2024, foi escolhido um enredo inspirado no livro Um Defeito de Cor da escritora mineira Ana Maria Gonçalves que, por sua vez, é baseado na trajetória de Luísa Mahin, africana sequestrada e traficada para ser escravizada no Brasil. A Portela foi a segunda escola a desfilar na segunda noite (segunda-feira) do Grupo Especial. Especialistas classificaram o desfile como "emocionante", mas apontaram falhas de acabamento em alegorias e fantasias. A apresentação portelense contou com a participação de personalidades como Conceição Evaristo, Taís Araújo, Lázaro Ramos, Paulo Vieira e do então Ministro dos Direitos Humanos e da Cidadania, Silvio Almeida, que representou Luís Gama, filho de Luísa Mahin. Na última alegoria do desfile, estavam presentes mães de vítimas da violência, como Marinete Franco, mãe da vereadora Marielle Franco, assassinada em 2018; Jackeline Oliveira, mãe de Kathlen Romeu, assassinada grávida, por um policial, em 2021; e Ana Paula Oliveira, mãe de Jhonata Oliveira, assassinado por um policial em 2014. O desfile impulsionou a venda do livro Um Defeito de Cor, que esgotou em livrarias online. A Portela recebeu o Estandarte de Ouro de Melhor Escola, o quinto de sua história. O enredo da agremiação foi o mais premiado do ano, recebendo sete premiações, incluindo o Estandarte de Ouro (o primeiro da escola na categoria). No julgamento oficial do carnaval, a escola perdeu pontos, principalmente, nos quesitos Alegorias, Mestre-Sala e Porta-Bandeira, e Harmonia, se classificando em quinto lugar.
- 2025: "Cantar Será Buscar o Caminho que Vai Dar no Sol - Uma Homenagem a Milton Nascimento"

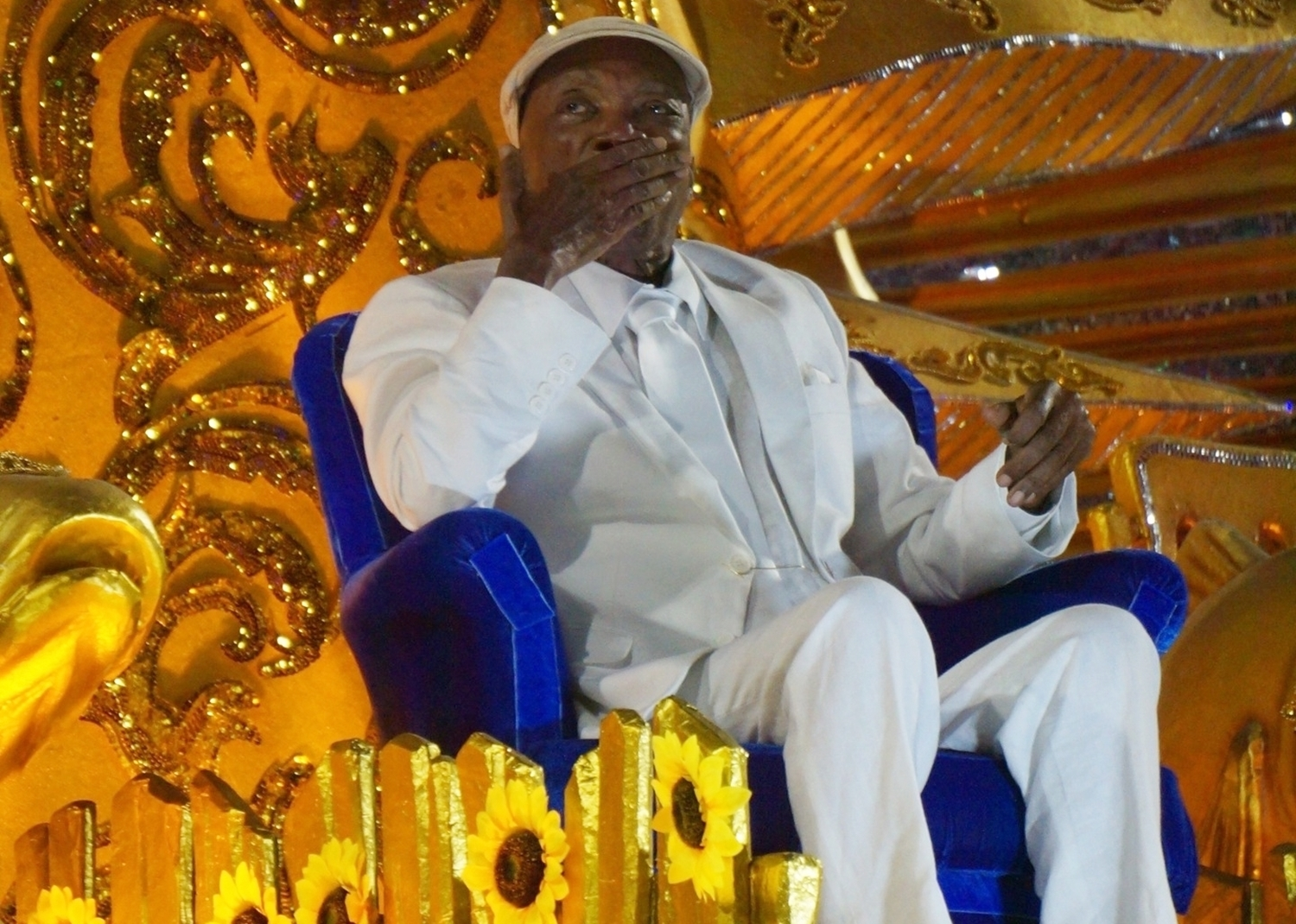
Milton Nascimento no desfile da Portela no carnaval de 2025.

Para o carnaval de 2025, a Portela renovou com toda a sua equipe e escolheu um enredo em homenagem ao cantor e compositor carioca Milton Nascimento. O título do enredo faz referência à música "Nos Bailes da Vida", de Milton e Fernando Brant. Foi a primeira vez que a escola homenageou um artista em vida. A partir de 2025, o desfile do Grupo Especial passou a ser dividido em três noites, com quatro escolas se apresentando em cada noite. A Portela foi a quarta escola a se apresentar na inédita terceira noite (terça-feira), encerrando os desfiles do Grupo Especial. Especialistas elogiaram a parte musical do desfile (Bateria, Gilsinho, Samba e Harmonia), mas apontaram problemas que tirariam a escola da disputa direta pelo título. O drone, em forma de águia, utilizado pela Comissão de Frente, só funcionou no primeiro módulo de jurados. O carro abre-alas evoluiu com dificuldade pela pista, abrindo "buracos" (espaços vazios) entre as alas da frente. Um Destaque de Chão teve problemas com sua fantasia, tendo que retirar o costeiro da mesma durante o desfile. A última alegoria teve dificuldade para entrar na Sapucaí e ficou danificada após bater numa grade. Aos 82 anos de idade, Milton Nascimento desfilou na última alegoria do desfile. O desfile ainda teve a participação de diversos artistas, amigos de Milton, como Péricles, BK, Seu Jorge, Djonga, Simone, Djamila Ribeiro e Conceição Evaristo. A apresentação foi finalizada com duzentos drones formando uma imagem de sol no céu da Sapucaí. Com o desfile, a Portela se classificou em quinto lugar, repetindo a colocação do ano anterior. A escola conseguiu a pontuação máxima na maioria dos quesitos, perdendo décimos apenas em Alegorias, Comissão de Frente e Enredo. Após o carnaval, o carnavalesco Antônio Gonzaga se desligou da escola, se transferindo para a Grande Rio.
- 2026: "O Mistério do Príncipe do Bará - A Oração do Negrinho e a Ressurreição de Sua Coroa Sob o Céu Aberto do Rio Grande"

Em maio de 2025, Junior Escafura foi eleito presidente da Portela. Ele ocupava o cargo de vice-presidente, mas rompeu com o então presidente, Fábio Pavão, antes de anunciar sua candidatura. Além de vice-presidente, Escafura foi compositor, diretor de carnaval e harmonia da Portela e de outras agremiações. Ele é filho de Luiz Carlos Escafura, que foi presidente da escola entre 1995 e 1997. Diretora de passistas da Portela, Nilce Fran assumiu a vice-presidência; enquanto a ex porta-bandeira Vilma Nascimento assumiu o cargo de presidente de honra. Em 13 de junho de 2025, durante exibição do RJ1 na TV Globo Rio de Janeiro, a escola anunciou que Custódio Joaquim de Almeida será tema do enredo para 2026, com o título "O Mistério do Príncipe do Bará - A Oração do Negrinho e a Ressurreição de Sua Coroa Sob o Céu Aberto do Rio Grande".

## Carnavais
| Portela | Portela                                         | Portela                                         | Portela | Portela                                                                                                | Portela         |
| Ano     | Colocação                                       | Divisão                                         | Enredo | Carnavalesco(a)                                                                                        | Ref.            |
| ------- | ----------------------------------------------- | ----------------------------------------------- | --- | --- | --------------- |
| 1932    | Vice-campeã                                     | Grupo Único                                     | "Carnaval Moderno" | Antônio Caetano                                                                                        | [ 409 ] [ 410 ] |
| 1933    | 4.º Lugar                                       | Grupo Único                                     | "Voando para a Glória" | Antônio Caetano                                                                                        | [ 411 ] [ 412 ] |
| 1934    | Vice-campeã                                     | Grupo Único                                     | "Academia do Samba" | Antônio Caetano                                                                                        | [ 413 ] [ 414 ] |
| 1935    | Campeã                                          | Desfile Oficial                                 | "O samba Dominando o Mundo" | Antônio Caetano                                                                                        | [ 415 ] [ 416 ] |
| 1936    | 3.º Lugar                                       | Desfile Oficial                                 | (Não houve enredo) | Lino Manuel dos Reis                                                                                   | [ 417 ] [ 418 ] |
| 1937    | Vice-campeã                                     | Desfile Oficial                                 | "O Carnaval" | Lino Manuel dos Reis                                                                                   | [ 419 ] [ 420 ] |
| 1938    | Não houve julgamento                            | Desfile Oficial                                 | "Democracia do Samba" | Paulo da Portela e Lino Manuel dos Reis                                                                | [ 421 ] [ 422 ] |
| 1939    | Campeã                                          | Desfile Oficial                                 | "Teste ao Samba" (Samba-enredo composto por Paulo da Portela) | Paulo da Portela e Lino Manuel dos Reis                                                                | [ 423 ] [ 424 ] |
| 1940    | 5.º Lugar                                       | Desfile Oficial                                 | "Homenagem à Justiça" (Samba-enredo composto por Paulo da Portela) | Paulo da Portela e Lino Manuel dos Reis                                                                | [ 425 ] [ 426 ] |
| 1941    | Campeã                                          | Desfile Oficial                                 | "Dez Anos de Glória" (Samba-enredo composto por Bibi e Chatim) | Paulo da Portela e Lino Manuel dos Reis                                                                | [ 427 ] [ 426 ] |
| 1942    | Campeã                                          | Desfile Oficial                                 | "A Vida do Samba" (Samba-enredo composto por Alvaiade e Chatim) | Lino Manuel dos Reis                                                                                   | [ 426 ] [ 428 ] |
| 1943    | Campeã                                          | Desfile Oficial                                 | "Carnaval de Guerra" (Samba-enredo composto por Alvaiade e Nilson) | Liga da Defesa Nacional                                                                                | [ 429 ] [ 426 ] |
| 1944    | Campeã                                          | Desfile Oficial                                 | "Brasil Glorioso" (Samba-enredo composto por Ventura) | Liga da Defesa Nacional                                                                                | [ 430 ] [ 426 ] |
| 1945    | Campeã                                          | Desfile Oficial                                 | "Motivos Patrióticos" (Samba-enredo composto por Nilton Batatinha e Zé Barriga Dura) | Liga da Defesa Nacional                                                                                | [ 426 ] [ 431 ] |
| 1946    | Campeã                                          | Desfile Oficial                                 | "Alvorada do Novo Mundo" (Samba-enredo composto por Ventura) | Lino Manuel dos Reis                                                                                   | [ 432 ] [ 426 ] |
| 1947    | Campeã                                          | Desfile Oficial                                 | "Honra ao Mérito" (Samba-enredo composto por Alvaiade e Ventura) | Euzébio e Lino Manuel dos Reis                                                                         | [ 433 ] [ 426 ] |
| 1948    | 3.º Lugar                                       | Desfile Oficial                                 | "Exaltação à Redentora" (Samba-enredo composto por Manacéia e Nilson) | Lino Manuel dos Reis                                                                                   | [ 426 ] [ 434 ] |
| 1949    | Vice-campeã                                     | Desfile Oficial                                 | "O Despertar de Um Gigante" (Samba-enredo composto por Manacéia) | Lino Manuel dos Reis                                                                                   | [ 426 ] [ 435 ] |
| 1950    | Vice-campeã                                     | Desfile Oficial                                 | "Riquezas do Brasil" (Samba-enredo composto por Aniceto da Portela e Manacéia) | Lino Manuel dos Reis                                                                                   | [ 436 ] [ 437 ] |
| 1951    | Campeã                                          | Grupo 1                                         | "A Volta do Filho Pródigo" (Samba-enredo composto por Josias e Chatim) | Lino Manuel dos Reis                                                                                   | [ 438 ] [ 436 ] |
| 1952    | Resultado não divulgado                         | Grupo 1                                         | "Brasil de Ontem" (Samba-enredo composto por Manacéia) | Lino Manuel dos Reis                                                                                   | [ 436 ] [ 439 ] |
| 1953    | Campeã                                          | Grupo 1                                         | "Seis Datas Magnas" (Samba-enredo composto por Altair Prego e Candeia) | Lino Manuel dos Reis                                                                                   | [ 440 ] [ 436 ] |
| 1954    | 4.º Lugar                                       | Grupo 1                                         | "São Paulo Quatrocentão" (Samba-enredo composto por Picolino e Waldir 59) | Lino Manuel dos Reis                                                                                   | [ 436 ] [ 441 ] |
| 1955    | 3.º Lugar                                       | Grupo 1                                         | "Uma Festa Junina no Mês de Fevereiro" (Samba-enredo composto por Candeia e Waldir 59) | Armando Santos                                                                                         | [ 436 ] [ 442 ] |
| 1956    | Vice-campeã                                     | Grupo 1                                         | "Riquezas do Brasil ou Gigante pela Própria Natureza" (Samba-enredo composto por Candeia e Waldir 59) | Lino Manuel dos Reis                                                                                   | [ 436 ] [ 443 ] |
| 1957    | Campeã                                          | Grupo 1                                         | "Legados de D. João VI" (Samba-enredo composto por Candeia, Picolino, e Waldir 59) | Comissão de Carnaval (Candeia, Djalma Vogue e Joacir)                                                  | [ 444 ] [ 436 ] |
| 1958    | Campeã                                          | Grupo 1                                         | "Vultos e Efemérides do Brasil" (Samba-enredo composto por Jorge Porqueiro e Simeão) | Djalma Vogue                                                                                           | [ 445 ] [ 436 ] |
| 1959    | Campeã                                          | Grupo 1                                         | "Brasil, Pantheon de Glórias" (Samba-enredo composto por Bubu, Candeia, Casquinha, Picolino e Waldir 59) | Djalma Vogue                                                                                           | [ 446 ] [ 436 ] |
| 1960    | Campeã                                          | Grupo 1                                         | "Rio, Capital Eterna do Samba ou Rio, Cidade Eterna" (Samba-enredo composto por Walter Rosa) | Djalma Vogue                                                                                           | [ 447 ] [ 436 ] |
| 1961    | 3.º Lugar                                       | Grupo 1                                         | "Jóias das Lendas Brasileiras" (Samba-enredo composto por Walter Rosa) | Djalma Vogue                                                                                           | [ 436 ] [ 448 ] |
| 1962    | Campeã                                          | Grupo 1                                         | "Rugendas (Viagens pitorescas através do Brasil)" (Samba-enredo composto por Batatinha, Carlos Elias e Marques Balbino e Zé Keti)                                                                                            | Nelson de Andrade                                                                                      | [ 449 ] [ 436 ] |
| 1963    | 4.º Lugar                                       | Grupo 1                                         | "Barão de Mauá e Suas Realizações" (Samba-enredo composto por Antonio Alves e Walter Rosa) | Comissão de Carnaval (Finfas, Nilton, Oreba e Peres)                                                   | [ 436 ] [ 450 ] |
| 1964    | Campeã                                          | Grupo 1                                         | "O Segundo Casamento de D. Pedro I" (Samba-enredo composto por Antônio Alves e Marques Balbino) | Nelson de Andrade                                                                                      | [ 451 ] [ 436 ] |
| 1965    | 3.º Lugar                                       | Grupo 1                                         | "Histórias e Tradições do Rio Quatrocentão" (Samba-enredo composto por Candeia e Waldir 59) | Nelson de Andrade                                                                                      | [ 436 ] [ 452 ] |
| 1966    | Campeã                                          | Grupo 1                                         | "Memórias de Um Sargento de Milícias" (Samba-enredo composto por Paulinho da Viola) | Nelson de Andrade                                                                                      | [ 453 ] [ 436 ] |
| 1967    | 6.º Lugar                                       | Grupo 1                                         | "Tal Dia É o Batizado" (Samba-enredo composto por Catoni, Jabolô e Valtenir) | Comissão de Carnaval (Juvenal Portela, Laurênio e Nelson de Andrade)                                   | [ 436 ] [ 454 ] |
| 1968    | 4.º Lugar                                       | Grupo 1                                         | "O Tronco do Ipê" (Samba-enredo composto por Cabana) | João Pacheco                                                                                           | [ 436 ] [ 455 ] |
| 1969    | 3.º Lugar                                       | Grupo 1                                         | "Treze Naus" (Samba-enredo composto por Ary do Cavaco e Rubens) | Clóvis Bornay                                                                                          | [ 436 ] [ 456 ] |
| 1970    | Campeã                                          | Grupo 1                                         | "Lendas e Mistérios da Amazônia" (Samba-enredo composto por Catoni, Jabolô e Waltenir) | Clóvis Bornay e Arnaldo Pederneiras                                                                    | [ 457 ] [ 436 ] |
| 1971    | Vice-campeã                                     | Grupo 1                                         | "A Lapa em Três Tempos" (Samba-enredo composto por Ary do Cavaco e Rubens) | Arnaldo Pederneiras                                                                                    | [ 436 ] [ 458 ] |
| 1972    | 3.º Lugar                                       | Grupo 1                                         | "Ilu Ayê" (Samba-enredo composto por Cabana e Norival Reis) | Comissão de Carnaval (Candeia, Edson Carneiro, Hiran Araújo, Raimundo de Souza)                        | [ 436 ] [ 459 ] |
| 1973    | 4.º Lugar                                       | Grupo 1                                         | "Pasárgada, o Amigo do Rei" (Samba-enredo composto por David Corrêa) | Hiran Araújo                                                                                           | [ 436 ] [ 460 ] |
| 1974    | Vice-campeã                                     | Grupo 1                                         | "O Mundo Melhor de Pixinguinha" (Samba-enredo composto por Evaldo Gouveia, Jair Amorim e Velha) | Hiran Araújo e Cláudio Pinheiro                                                                        | [ 436 ] [ 461 ] |
| 1975    | 5.º Lugar                                       | Grupo 1                                         | "Macunaíma, Herói de Nossa Gente" (Samba-enredo composto por David Corrêa e Norival Reis) | Hiran Araújo e Departamento Cultural (enredo); Carlos Sorensen e Ciro del Nero (alegorias e fantasias) | [ 436 ] [ 462 ] |
| 1976    | 4.º Lugar                                       | Grupo 1                                         | "O Homem do Pacoval" (Samba-enredo composto por Noca da Portela, Colombo e Edir) | Hiran Araújo e Maurício Assis (enredo); Yarema Ostrower (alegorias e fantasias)                        | [ 436 ] [ 463 ] |
| 1977    | Vice-campeã                                     | Grupo 1                                         | "Festa da Aclamação" (Samba-enredo composto por Catoni, Dedé da Portela, Jabolô e Waltenir) | Hiran Araújo e Arnaldo Pederneiras (enredo); Lícia Lacerda e Rosa Magalhães (alegorias e fantasias)    | [ 436 ] [ 464 ] |
| 1978    | 5.º Lugar                                       | Grupo 1                                         | "Mulher à Brasileira" (Samba-enredo composto por Evaldo Gouveia e Jair Amorim) | Hiran Araújo e Departamento Cultural (enredo); Lícia Lacerda e Rosa Magalhães (alegorias e fantasias)  | [ 436 ] [ 465 ] |
| 1979    | 3.º Lugar                                       | Grupo 1A                                        | "Incrível, Fantástico, Extraordinário" (Samba-enredo composto por David Corrêa, J. Rodrigues e Tião Nascimento) | Viriato Ferreira                                                                                       | [ 436 ] [ 466 ] |
| 1980    | Campeã (Junto com Beija-Flor e Imperatriz)      | Grupo 1A                                        | "Hoje Tem Marmelada?" (Samba-enredo composto por David Corrêa, Jorge Macedo e Norival Reis) | Viriato Ferreira                                                                                       | [ 467 ] [ 436 ] |
| 1981    | 3.º Lugar                                       | Grupo 1A                                        | "Das Maravilhas do Mar, Fez-se o Esplendor de Uma Noite" (Samba-enredo composto por David Corrêa e Jorge Macedo) | Viriato Ferreira                                                                                       | [ 436 ] [ 468 ] |
| 1982    | Vice-campeã                                     | Grupo 1A                                        | "Meu Brasil Brasileiro" (Samba-enredo composto por David Corrêa e Jorge Macedo) | Edmundo Braga e Paulino Espírito Santo                                                                 | [ 436 ] [ 469 ] |
| 1983    | Vice-campeã                                     | Grupo 1A                                        | "A Ressurreição das Coroas - Reisado, Reino e Reinado" (Samba-enredo composto por Hilton Veneno e Mazinho da Piedade) | Edmundo Braga e Paulino Espírito Santo                                                                 | [ 436 ] [ 470 ] |
| 1984    | Campeã                                          | Grupo 1A (Domingo)                              | "Contos de Areia" (Samba-enredo composto por Dedé da Portela e Norival Reis) | Edmundo Braga e Paulino Espírito Santo                                                                 | [ 471 ] [ 472 ] |
| 1984    | Vice-campeã                                     | Super-campeonato                                | "Contos de Areia" (Samba-enredo composto por Dedé da Portela e Norival Reis) | Edmundo Braga e Paulino Espírito Santo                                                                 | [ 471 ] [ 472 ] |
| 1985    | 4.º Lugar                                       | Grupo 1A                                        | "Recordar É Viver" (Samba-enredo composto por Edir, J. Rocha, Noca da Portela e Poly) | Alexandre Louzada                                                                                      | [ 471 ] [ 473 ] |
| 1986    | 4.º Lugar                                       | Grupo 1A                                        | "Morfeu no Carnaval, a Utopia Brasileira" (Samba-enredo composto por Ary do Cavaco, Carlito Cavalcante, Nilson Melodia, Paulinho e Vanderlei)                                                                                | Alexandre Louzada                                                                                      | [ 471 ] [ 474 ] |
| 1987    | 3.º Lugar                                       | Grupo 1                                         | "Adelaide, a Pomba da Paz" (Samba-enredo composto por Arizão, Carlinhos Madureira, Isaac, Mauro Silva e Neném) | Geraldo Cavalcanti                                                                                     | [ 471 ] [ 475 ] |
| 1988    | 5.º Lugar                                       | Grupo 1                                         | "Na Lenda Carioca, os Sonhos do Vice-rei" (Samba-enredo composto por Carlinhos Madureira, Isaac, Luizinho, Mauro Silva e Neném)                                                                                              | Geraldo Cavalcanti                                                                                     | [ 471 ] [ 476 ] |
| 1989    | 6.º Lugar                                       | Grupo 1                                         | "Achado não É Roubado" (Samba-enredo composto por Carlinhos Madureira, Mauro Silva e Neném) | Sílvio Cunha                                                                                           | [ 471 ] [ 477 ] |
| 1990    | 10.º Lugar                                      | Especial                                        | "É de Ouro e Prata Esse Chão" (Samba-enredo composto por Cila da Portela, Juan Espanhol e Sylvio Paulo) | Sílvio Cunha                                                                                           | [ 471 ] [ 478 ] |
| 1991    | 6.º Lugar                                       | Especial                                        | "Tributo à Vaidade" (Samba-enredo composto por Café da Portela, Carlinhos Madureira e Iran Silva) | Sílvio Cunha                                                                                           | [ 471 ] [ 479 ] |
| 1992    | 5.º Lugar                                       | Especial                                        | "Todo o Azul que o Azul Tem" (Samba-enredo composto por Ary do Cavaco, Café da Portela e Carlinhos Madureira) | Sílvio Cunha                                                                                           | [ 471 ] [ 471 ] |
| 1993    | 10.º Lugar                                      | Especial                                        | "Cerimônia de Casamento" (Samba-enredo composto por Cláudio Russo, Jorginho Estrela Negra e Wilson Cruz) | Mário Monteiro                                                                                         | [ 471 ] [ 480 ] |
| 1994    | 7.º Lugar                                       | Especial                                        | "Quando o Samba Era Samba" (Samba-enredo composto por Cláudio Russo, Wilson Cruz e Zé Luiz) | José Félix                                                                                             | [ 471 ] [ 481 ] |
| 1995    | Vice-campeã                                     | Especial                                        | "Gosto que Me Enrosco" (Samba-enredo composto por Colombo, Gelson e Noca da Portela) | José Félix                                                                                             | [ 471 ] [ 482 ] |
| 1996    | 8.º Lugar                                       | Especial                                        | "Essa Gente Bronzeada Mostra Seu Valor" (Samba-enredo composto por Carlinhos Careca, Jorginho Don, Picolé da Portela e Renatinho do Sambola)                                                                                 | José Félix                                                                                             | [ 471 ] [ 483 ] |
| 1997    | 8.º Lugar                                       | Especial                                        | "Linda, Eternamente Olinda" (Samba-enredo composto por Doutor, Eli Penteado, Renato Valle e Tonico da Portela) | Ilvamar Magalhães                                                                                      | [ 471 ] [ 484 ] |
| 1998    | 4.º Lugar                                       | Especial                                        | "Os Olhos da Noite" (Samba-enredo composto por Celino Dias, Colombo, Darcy Maravilha, J. Rocha e Noca da Portela) | Ilvamar Magalhães                                                                                      | [ 471 ] [ 485 ] |
| 1999    | 8.º Lugar                                       | Especial                                        | "De Volta aos Caminhos de Minas Gerais" (Samba-enredo composto por Colombo, Darcy Maravilha, J. Rocha e Noca da Portela) | José Félix                                                                                             | [ 471 ] [ 486 ] |
| 2000    | 10.º Lugar                                      | Especial                                        | "Trabalhadores do Brasil, a Época de Getúlio Vargas" (Samba-enredo composto por Ailton Damião, Amilton Damião, Edinho Leal, Edynel e Zezé do Pandeiro)                                                                       | José Félix                                                                                             | [ 471 ] [ 487 ] |
| 2001    | 10.º Lugar                                      | Especial                                        | "Querer É Poder" (Samba-enredo composto por Flávio Bororó, Paulo Aparício, Wagner Alves e Zeca Sereno) | Alexandre Louzada                                                                                      | [ 488 ] [ 489 ] |
| 2002    | 8.º Lugar                                       | Especial                                        | "Amazonas, Esse Desconhecido. Delírios e Verdade do Eldorado Verde" (Samba-enredo composto por David Corrêa, Grillo e Naldo)                                                                                                 | Alexandre Louzada                                                                                      | [ 488 ] [ 490 ] |
| 2003    | 8.º Lugar                                       | Especial                                        | "Ontem, Hoje e Sempre Cinelândia - o Samba Entra em Cena na Broadway Brasileira" (Samba-enredo composto por Alexandre Fernandes, Caixa d'Água, Lílian Martins, Júlio Alves)                                                  | Alexandre Louzada                                                                                      | [ 488 ] [ 491 ] |
| 2004    | 7.º Lugar                                       | Especial                                        | "Lendas e Mistérios da Amazônia" (Reedição do enredo de 1970) (Samba-enredo composto por Catoni, Jabolô e Valtenir) | Jorge Freitas                                                                                          | [ 488 ] [ 492 ] |
| 2005    | 13.º Lugar                                      | Especial                                        | "Nós Podemos: Oito Ideias para Mudar o Mundo!" (Samba-enredo composto por Darcy Maravilha, J. Rocha, Noca da Portela e Noquinha)                                                                                             | Amarildo de Mello, Nelson Ricardo e Orlando Júnior                                                     | [ 488 ] [ 493 ] |
| 2006    | 7.º Lugar                                       | Especial                                        | "Brasil Marca a Tua Cara e Mostra para o Mundo" (Samba-enredo composto por Ary do Cavaco, Júnior Scafura, Marquinhos de Oswaldo Cruz, Mauro Diniz e Naldo)                                                                   | Amarildo de Mello e Ilvamar Magalhães                                                                  | [ 488 ] [ 494 ] |
| 2007    | 8.º Lugar                                       | Especial                                        | "Os Deuses do Olimpo na Terra do Carnaval: Uma Festa dos Esportes, da Saúde e da Beleza" (Samba-enredo composto por Celsinho de Andrade, Ciraninho e Diogo Nogueira)                                                         | Amarildo de Mello e Cahê Rodrigues                                                                     | [ 488 ] [ 495 ] |
| 2008    | 4.º Lugar                                       | Especial                                        | "Reconstruindo a Natureza, Recriando a Vida: O Sonho Vira Realidade" (Samba-enredo composto por Ary do Cavaco, Celsinho de Andrade, Ciraninho, Diogo Nogueira e Júnior Scafura)                                              | Cahê Rodrigues                                                                                         | [ 488 ] [ 496 ] |
| 2009    | 3.º Lugar                                       | Especial                                        | "E por Falar em Amor, Onde Anda Você?" (Samba-enredo composto por Ciraninho, Diogo Nogueira, Júnior Scafura, Luiz Carlos Máximo e Wanderley Monteiro)                                                                        | Lane Santana e Jorge Caribé                                                                            | [ 488 ] [ 497 ] |
| 2010    | 9.º Lugar                                       | Especial                                        | "Derrubando Fronteiras, Conquistando a Liberdade... Rio de Paz, em Estado de Graça!" (Samba-enredo composto por Ciraninho, Diogo Nogueira, Júnior Scafura, Naldo e Rafael dos Santos)                                        | Amauri Santos e Alex de Oliveira                                                                       | [ 488 ] [ 498 ] |
| 2011    | Não foi julgada                                 | Especial                                        | "Rio, Azul da Cor do Mar" (Samba-enredo composto por Júnior Scafura, Luiz Carlos Máximo, Gilsinho, Naldo e Wanderley Monteiro)                                                                                               | Roberto Szaniecki                                                                                      | [ 488 ] [ 499 ] |
| 2012    | 6.º Lugar                                       | Especial                                        | "...E o Povo na Rua Cantando... É Feito Uma Reza, Um Ritual... " (Samba-enredo composto por Luiz Carlos Máximo, Naldo, Toninho Nascimento e Wanderley Monteiro)                                                              | Paulo Menezes                                                                                          | [ 488 ] [ 500 ] |
| 2013    | 7.º Lugar                                       | Especial                                        | "Madureira... Onde o Meu Coração Se Deixou Levar" (Samba-enredo composto por André do Posto 7, Luiz Carlos Máximo, Toninho Nascimento e Wanderley Monteiro)                                                                  | Paulo Menezes                                                                                          | [ 488 ] [ 501 ] |
| 2014    | 3.º Lugar                                       | Especial                                        | "Um Rio de Mar a Mar: Do Valongo à Glória de São Sebastião" (Samba-enredo composto por Edson Alves, J.Amaral, Luiz Carlos Máximo, Toninho Nascimento e Waguinho)                                                             | Alexandre Louzada                                                                                      | [ 488 ] [ 502 ] |
| 2015    | 5.º Lugar                                       | Especial                                        | "ImagináRIO, 450 Janeiros de Uma Cidade Surreal" (Samba-enredo composto por Celso Lopes, Charlles André, Noca da Portela, Vinicius Ferreira e Xandy Azevedo)                                                                 | Alexandre Louzada                                                                                      | [ 488 ] [ 503 ] |
| 2016    | 3.º Lugar                                       | Especial                                        | "No Voo da Águia, Uma Viagem Sem Fim..." (Samba-enredo composto por Dimenor e Edmar Jr., Elson Ramires, Lopita 77, Samir Trindade e Wanderley Monteiro)                                                                      | Paulo Barros                                                                                           | [ 488 ] [ 504 ] |
| 2017    | Campeã (Junto com Mocidade)                     | Especial                                        | "Quem Nunca Sentiu o Corpo Arrepiar ao Ver Esse Rio Passar?" (Samba-enredo composto por Samir Trindade, Elson Ramires, Neyzinho do Cavaco, Paulo Lolita 77, Beto Rocha, Girão e J.Sales)                                     | Paulo Barros                                                                                           | [ 505 ]         |
| 2018    | 4.º Lugar                                       | Especial                                        | "De Repente de Lá pra Cá e "Dirrepente" Daqui para Lá" (Samba-enredo Composto por Samir Trindade, Elson Ramires, Neyzinho do Cavaco, Paulo Lopita 77, Beto Rocha, Girão e J. Sales)                                          | Rosa Magalhães                                                                                         | [ 506 ]         |
| 2019    | 4.º Lugar                                       | Especial                                        | "Na Madureira Moderníssima, Hei Sempre de Ouvir Cantar Uma Sabiá" (Samba-enredo composto por Jorge do Batuke, Valtinho Botafogo, Rogério Lobo, Beto Aquino, Claudinho Oliveira, José Carlos, Zé Miranda, D’Sousa e Araguaci) | Rosa Magalhães                                                                                         | [ 507 ] [ 508 ] |
| 2020    | 7.º Lugar                                       | Especial                                        | "Guajupiá, Terra Sem Males" (Samba-enredo composto por Valtinho Botafogo, Rogério Lobo, José Carlos, Zé Miranda, Beto Aquino, Pecê Ribeiro, D´Sousa e Araguaci)                                                              | Renato Lage e Márcia Lage                                                                              | [ 509 ]         |
| 2021    | Não houve desfile devido a pandemia de Covid-19 | Não houve desfile devido a pandemia de Covid-19 | Não houve desfile devido a pandemia de Covid-19 | Não houve desfile devido a pandemia de Covid-19                                                        | [ 511 ]         |
| 2022    | 5.º Lugar                                       | Especial                                        | "Igi Osè Baobá" (Samba-enredo composto por Wanderley Monteiro, Vinicius Ferreira, Rafael Gigante, Bira, Edmar Jr, Paulo Borges e André do Posto 7)                                                                           | Renato Lage e Márcia Lage                                                                              | [ 512 ]         |
| 2023    | 10.º Lugar                                      | Especial                                        | "O Azul que Vem do Infinito" (Samba-enredo composto por Wanderley Monteiro, Vinicius Ferreira, Rafael Gigante, Edmar Jr, Bira e Marcelāo)                                                                                    | Renato Lage e Márcia Lage                                                                              | [ 513 ] [ 514 ] |
| 2024    | 5.º Lugar                                       | Especial                                        | "Um Defeito de Cor" (Samba-enredo composto por Rafael Gigante, Vinicius Ferreira, Wanderley Monteiro, Bira, Jefferson Oliveira, Hélio Porto, e André do Posto 7)                                                             | André Rodrigues e Antônio Gonzaga                                                                      | [ 515 ]         |
| 2025    | 5.º Lugar                                       | Especial                                        | "Cantar Será Buscar o Caminho que Vai Dar no Sol - Uma Homenagem a Milton Nascimento” (Samba-enredo composto por Samir Trindade, Fabrício Sena, Brian Ramos, Paulo Lopita 77, Deiny Leite, Felipe Sena e JP Figueira)        | André Rodrigues e Antônio Gonzaga                                                                      | [ 397 ] [ 398 ] |
| 2026    |                                                 | Especial                                        | "O Mistério do Príncipe do Bará - A Oração do Negrinho e a Ressurreição de Sua Coroa Sob o Céu Aberto do Rio Grande" | André Rodrigues                                                                                        | [ 516 ] [ 517 ] |

## Títulos
| Títulos da Portela | Títulos da Portela | Títulos da Portela |
| ------------------ | ------------------ | --- |
| Divisão            | Títulos            | Carnavais |
| Primeira Divisão   | 22                 | 1935, 1939, 1941, 1942, 1943, 1944, 1945, 1946, 1947, 1951, 1953, 1957, 1958, 1959, 1960, 1962, 1964, 1966, 1970, 1980, 1984 e 2017 |

## Premiações
A Portela tem uma vasta lista de premiações recebidas ao longo de sua história. A escola é uma das maiores vencedoras do prêmio Estandarte de Ouro, considerado o "óscar do carnaval carioca". Também conquistou diversos outros prêmios como Tamborim de Ouro; S@mba-Net; Estrela do Carnaval; Troféu SRzd; Gato de Prata; Prêmio Plumas & Paetês; Troféu Tupi; entre outros. Em 2001, a escola foi condecorada com a Ordem do Mérito Cultural. Em 2021 foi declarada como patrimônio cultural de natureza imaterial do Estado do Rio de Janeiro.

## Segmentos

### Presidentes
| Legenda: * Sem informação disponível |

| Presidentes                | Mandato         | Vice-presidentes      | Ref.            |
| -------------------------- | --------------- | --------------------- | --------------- |
| Benício Alberto dos Santos | 1932-1933       | *                     | [ 518 ] [ 519 ] |
| Armando Passos             | 1934-1935       | *                     | [ 520 ] [ 519 ] |
| Nicanor Lopes              | 1936-1937       | *                     | [ 521 ] [ 519 ] |
| Alberto Machado            | 1938-1939       | *                     | [ 522 ] [ 519 ] |
| Sr. Antônio                | 1940-1941       | *                     | [ 519 ]         |
| Benício Alberto dos Santos | 1942-1947       | *                     | [ 523 ] [ 519 ] |
| Antenor dos Santos         | 1948-1950       | *                     | [ 524 ] [ 519 ] |
| Armando Santos             | 1951-1955       | *                     | [ 525 ] [ 519 ] |
| Armando Santos             | 1956-1957       | *                     | [ 526 ] [ 519 ] |
| João ("Calça Curta")       | 1958-1959       | *                     | [ 519 ]         |
| Lino Manuel dos Reis       | 1960-1961       | *                     | [ 519 ]         |
| Nelson de Andrade          | 1962-1966       | *                     | [ 527 ] [ 519 ] |
| Caetano Piloto             | 1967-1971       | *                     | [ 528 ] [ 519 ] |
| Carlinhos Maracanã         | 1972-1994       | Paulo Miranda         | [ 529 ] [ 519 ] |
| Luiz Carlos Escafura       | 1995-1997       | *                     | [ 530 ] [ 519 ] |
| Paulo Miranda              | 1998-1999       | *                     | [ 531 ] [ 519 ] |
| Carlinhos Maracanã         | 2000-2004       | *                     | [ 532 ] [ 519 ] |
| Nilo Mendes Figueiredo     | 2004-2007       | *                     | [ 265 ] [ 533 ] |
| Nilo Mendes Figueiredo     | 2007-2010       | *                     | [ 265 ] [ 533 ] |
| Nilo Mendes Figueiredo     | 2010-2013       | *                     | [ 265 ] [ 533 ] |
| Serginho Procópio          | 2013-2016       | Marcos Falcon         | [ 534 ] [ 535 ] |
| Marcos Falcon              | 05/2016-09/2016 | Luis Carlos Magalhães | [ 316 ]         |
| Luis Carlos Magalhães      | 2016-2019       | Fábio Pavão           | [ 536 ] [ 537 ] |
| Luis Carlos Magalhães      | 2019-2022       | Fábio Pavão           | [ 536 ] [ 537 ] |
| Fábio Pavão                | 2022-2025       | Júnior Escafura       | [ 375 ]         |
| Júnior Escafura            | 2025-presente   | Nilce Fran            | [ 407 ]         |

### Presidentes de Honra
| Nome                           | Período       | Ref.    |
| ------------------------------ | ------------- | ------- |
| Natal da Portela (in memoriam) | 1976-2013     | [ 538 ] |
| Monarco                        | 2013-2022     | [ 538 ] |
| Tia Surica                     | 2022-2025     | [ 375 ] |
| Vilma Nascimento               | 2025-presente | [ 407 ] |

### Intérpretes
| Intérprete oficial                                       | Carnavais     | Referências             |
| -------------------------------------------------------- | ------------- | ----------------------- |
| Abílio Martins                                           | 1964-1965     | [ 539 ]                 |
| Catoni, Tia Surica e Maninho                             | 1966          | [ 527 ]                 |
| Catoni                                                   | 1967-1968     | [ 528 ] [ 540 ]         |
| Silvinho da Portela                                      | 1969          | [ 541 ]                 |
| Silvinho da Portela e Marcos Moran                       | 1970          | [ 541 ] [ 542 ] [ 543 ] |
| Silvinho da Portela                                      | 1971-1972     | [ 541 ]                 |
| David Corrêa                                             | 1973          | [ 544 ] [ 545 ]         |
| Silvinho da Portela                                      | 1974          | [ 541 ]                 |
| Silvinho da Portela, David Corrêa, Clara Nunes e Candeia | 1975          | [ 541 ] [ 544 ] [ 546 ] |
| Silvinho da Portela                                      | 1976-1978     | [ 541 ]                 |
| Silvinho da Portela e David Corrêa                       | 1979-1982     | [ 541 ] [ 544 ]         |
| Silvinho da Portela                                      | 1983-1986     | [ 541 ]                 |
| Dedé da Portela                                          | 1987-1994     | [ 547 ]                 |
| Rixxah                                                   | 1995-1997     | [ 548 ]                 |
| Rogerinho                                                | 1998-1999     | [ 180 ]                 |
| Gera                                                     | 2000-2004     | [ 190 ]                 |
| Bruno Ribas                                              | 2005          | [ 549 ]                 |
| Gilsinho                                                 | 2006-2013     | [ 550 ]                 |
| Wantuir                                                  | 2014          | [ 551 ]                 |
| Wantuir e Wander Pires                                   | 2015          | [ 551 ] [ 552 ]         |
| Wantuir e Gilsinho                                       | 2016          | [ 550 ] [ 551 ]         |
| Gilsinho                                                 | 2017-presente | [ 550 ] [ 553 ]         |

### Comissão de Frente
| Coreógrafo(a)                       | Carnavais | Ref.            |
| ----------------------------------- | --------- | --------------- |
| Ângelo Silva Bretas                 | 1990-1992 | [ 554 ] [ 555 ] |
| Galo                                | 1993      | [ 556 ]         |
| Jerônymo Patrocínio                 | 1994-1995 | [ 557 ] [ 558 ] |
| Gabriel Cortes                      | 1996      | [ 559 ]         |
| Luiz Monteiro                       | 1997-1999 | [ 530 ] [ 531 ] |
| Jorge                               | 2000      | [ 560 ] [ 561 ] |
| Gabriel Cortez                      | 2001-2003 | [ 562 ] [ 563 ] |
| Mariza Estrela                      | 2004      | [ 532 ] [ 564 ] |
| Alice Arja                          | 2005      | [ 565 ] [ 566 ] |
| Jerônymo Patrocínio                 | 2006      | [ 567 ] [ 568 ] |
| Jorge Teixeira                      | 2007-2009 | [ 209 ]         |
| Henrique Talmah                     | 2010      | [ 258 ]         |
| Márcio Moura                        | 2011-2013 | [ 569 ] [ 570 ] |
| Ghislaine Cavalcanti                | 2014-2016 | [ 310 ] [ 571 ] |
| Marcelo Sandryni e Roberta Nogueira | 2016      | [ 310 ] [ 572 ] |
| Leo Senna e Kelly Siqueira          | 2017      | [ 321 ]         |
| Sergio Lobato                       | 2018      | [ 334 ]         |
| Carlinhos de Jesus                  | 2019-2020 | [ 344 ]         |
| Leo Senna e Kelly Siqueira          | 2022-2025 | [ 363 ] [ 573 ] |
| Cláudia Mota e Edifranc Alves       | 2026      |                 |

### Mestre-sala e Porta-bandeira

#### Primeiro casal
| Primeiro casal                        | Carnavais     | Ref.            |
| ------------------------------------- | ------------- | --------------- |
| Manuel Bam-Bam-Bam e Dodô da Portela  | 1934-1947     | [ 520 ] [ 574 ] |
| Antônio David e Alzira                | 1948          | [ 524 ]         |
| Manuel Bam-Bam-Bam e Dodô da Portela  | 1949-1953     | [ 575 ] [ 576 ] |
| Ari e Edna                            | 1954          | [ 577 ]         |
| Manuel Bam-Bam-Bam e Dodô da Portela  | 1955-1956     | [ 525 ] [ 578 ] |
| Benício e Vilma Nascimento            | 1957-1960     | [ 526 ] [ 579 ] |
| Ari e Vilma Nascimento                | 1961          | [ 580 ]         |
| Benício e Vilma Nascimento            | 1962-1968     | [ 581 ] [ 540 ] |
| Zequinha e Irene                      | 1969-1971     | [ 582 ] [ 583 ] |
| Bagdá e Irene                         | 1972-1976     | [ 529 ] [ 584 ] |
| Benício e Vilma Nascimento            | 1977-1979     | [ 585 ] [ 586 ] |
| Mauricinho e Eni                      | 1980-1981     | [ 587 ]         |
| Átila e Eni                           | 1982          | [ 588 ]         |
| Átila e Andréia Machado               | 1983          | [ 589 ]         |
| Paulo Roberto e Regina                | 1984          | [ 590 ]         |
| Cizinho e Sandra                      | 1985          | [ 591 ]         |
| Cizinho e Gisele                      | 1986-1987     | [ 592 ] [ 593 ] |
| Tatu e Gisele                         | 1988-1991     | [ 594 ] [ 595 ] |
| Edson e Márcia                        | 1992-1993     | [ 555 ]         |
| Jerônymo Patrocínio e Neide           | 1994          | [ 557 ]         |
| Jerônymo Patrocínio e Andréia Machado | 1995-1996     | [ 558 ] [ 596 ] |
| Alexandre e Babi                      | 1997          | [ 530 ] [ 597 ] |
| Marcelinho e Rute Alves               | 1998-2000     | [ 598 ] [ 560 ] |
| Marcelinho e Andreia                  | 2001          | [ 562 ] [ 599 ] |
| Fabrício Pires e Cristiane Caldas     | 2002-2004     | [ 216 ]         |
| Paulo Roberto e Andréa Neves          | 2005          | [ 565 ] [ 566 ] |
| Diego Falcão e Andréia Machado        | 2006          | [ 567 ] [ 568 ] |
| Diego Falcão e Alessandra Bessa       | 2007-2008     | [ 600 ] [ 601 ] |
| Fabrício Pires e Danielle Nascimento  | 2009          | [ 252 ]         |
| Rogerinho Dornelles e Lucinha Nobre   | 2010-2012     | [ 259 ]         |
| Robson Sensação e Ana Paula           | 2013          | [ 570 ]         |
| Diogo Jesus e Danielle Nascimento     | 2014          | [ 571 ]         |
| Alex Marcelino e Danielle Nascimento  | 2015-2017     | [ 602 ]         |
| Marlon Lamar e Lucinha Nobre          | 2018-2023     | [ 333 ]         |
| Marlon Lamar e Squel Jorgea           | 2024-presente | [ 386 ]         |

#### Segundo casal
| Segundo casal                                              | Carnavais     | Ref. |
| ---------------------------------------------------------- | ------------- | ---- |
| Russo e Glória                                             | 1988-1991     |      |
| Marcelo Alves da Mota e Andrea Alves da Mota               | 1995          |      |
| Dionízio Mendes e Gizelle                                  | 1997          |      |
| Marcio e Gizelle                                           | 1998          |      |
| Cleber e Daiane Silva da Costa                             | 1999          |      |
| Marcelo e Daiane Silva da Costa                            | 2000          |      |
| Márcio Guedes da Costa e Fernanda Silva da Costa           | 2001          |      |
| Rafael e Vanessa Ferreira                                  | 2002          |      |
| Luís Fernando dos Santos Santana e Priscila Rosa B. Chaves | 2003          |      |
| Alex Pedreira e Selma de Castro Almeida                    | 2004          |      |
| Diego Falcão e Andréa Machado                              | 2005          |      |
| Roberto Vinícius e Alessandra Bessa                        | 2006          |      |
| Jéferson Souza e Kátia Paz                                 | 2007-2012     |      |
| Yuri Souza e Camyllinha Nascimento                         | 2020          |      |
| Emanuel Lima e Camyllinha Nascimento                       | 2022-presente |      |

#### Terceiro casal
| Terceiro casal                                  | Carnavais     | Referência |
| ----------------------------------------------- | ------------- | ---------- |
| Diogo Conceição (Diogo Fran) e Jeanne Conceição | 2010-2012     |            |
| Douglas Barbosa e Camyllinha Nascimento         | 2014-2016     |            |
| Emanuel Lima e Rosilane Queiroz                 | 2020          |            |
| Vinícius Jesus e Rosilane Queiroz               | 2022-presente |            |

### Bateria
A bateria da Portela é denominada "Tabajara do Samba", e tem como característica principal o toque do surdo de terceira, inventado por Sula na década de 1940; e o toque das caixas com uma rufada peculiar. Foi uma das baterias mais pesadas do carnaval carioca e contava com um grande número de surdos de primeira, segunda e terceira. Com o passar do tempo, a escola mudou essa característica para se adaptar ao andamento mais rápido.

#### Mestres
| Mestres de bateria                | Carnavais | Ref.            |
| --------------------------------- | --------- | --------------- |
| Betinho                           | 1932-1962 | [ 581 ] [ 603 ] |
| Oscar, Alcides e Wilson           | 1963      | [ 604 ]         |
| Jaburu                            | 1964      | [ 605 ]         |
| Oscar                             | 1965-1966 | [ 606 ] [ 527 ] |
| André                             | 1967      | [ 528 ]         |
| Betinho                           | 1968-1970 | [ 540 ] [ 607 ] |
| Cinco                             | 1972-1975 | [ 529 ] [ 608 ] |
| Cinco e Marçal                    | 1976      | [ 584 ]         |
| Waldemiro                         | 1977      | [ 585 ]         |
| Bombeiro, Cinco, Marçal e Quincas | 1978      | [ 609 ]         |
| Cinco e Quincas                   | 1979-1981 | [ 586 ] [ 587 ] |
| Marçal                            | 1982-1986 | [ 589 ] [ 592 ] |
| Timbó                             | 1987-1994 | [ 593 ] [ 557 ] |
| Mug da Portela                    | 1995      | [ 558 ] [ 596 ] |
| Mug da Portela e Paulinho Botelho | 1996      | [ 559 ]         |
| Paulinho Botelho                  | 1997      | [ 530 ] [ 597 ] |
| Mug da Portela                    | 1998-2002 | [ 598 ] [ 610 ] |
| Carlinhos Catanha                 | 2003      | [ 563 ] [ 611 ] |
| Mug da Portela                    | 2004      | [ 532 ] [ 564 ] |
| Marçalzinho                       | 2005      | [ 565 ] [ 566 ] |
| Nilo Sérgio                       | 2006-2025 | [ 230 ]         |
| Vitinho                           | 2026      | [ 612 ]         |

#### Rainhas
| Rainhas de bateria | Carnavais     | Ref.    |
| ------------------ | ------------- | ------- |
| Caroline Dantas    | 1995          | [ 162 ] |
| Nilce Fran         | 1996          | [ 169 ] |
| Edicléia das Neves | 1997-2004     | [ 613 ] |
| Valéria Valenssa   | 2005          | [ 614 ] |
| Adriana Bombom     | 2006-2008     | [ 614 ] |
| Luma de Oliveira   | 2009          | [ 251 ] |
| Juliana Portela    | 2010          | [ 260 ] |
| Sheron Menezzes    | 2011-2012     | [ 266 ] |
| Patrícia Nery      | 2013-2016     | [ 283 ] |
| Bianca Monteiro    | 2017-presente | [ 320 ] |

#### Madrinhas
| Madrinhas de bateria | Carnavais | Ref.            |
| -------------------- | --------- | --------------- |
| Luíza Brunet         | 1986-1987 | [ 260 ] [ 615 ] |
| Luíza Brunet         | 1989-1994 | [ 260 ] [ 615 ] |
| Nega Pelé            | 1995      | [ 616 ]         |
| Nilce Fran           | 1997      | [ 617 ]         |
| Adriane Galisteu     | 2000-2003 | [ 618 ]         |
| Dodô da Portela      | 2004      | [ 212 ]         |

### Direção de Carnaval
| Diretores de carnaval                                                   | Carnavais     | Ref.                    |
| ----------------------------------------------------------------------- | ------------- | ----------------------- |
| Lino Manuel dos Reis                                                    | 1963          | [ 604 ]                 |
| Nelson de Andrade                                                       | 1964–1967     | [ 605 ] [ 528 ]         |
| Clóvis Bornay                                                           | 1969          | [ 582 ]                 |
| Paulette Silva                                                          | 1974          | [ 619 ]                 |
| Paulo Miranda                                                           | 1995–2003     | [ 558 ] [ 563 ]         |
| Marcos Aurélio Fernandes                                                | 2004–2005     | [ 532 ] [ 565 ]         |
| Paulinho do Ouro                                                        | 2006          | [ 567 ] [ 568 ]         |
| Comissão de carnaval                                                    | 2007–2011     | [ 600 ] [ 620 ]         |
| Alex Fab e Júnior Escafura                                              | 2012–2013     | [ 621 ] [ 570 ]         |
| Luiz Carlos Bruno                                                       | 2014–2016     | [ 571 ] [ 622 ] [ 623 ] |
| Paulo Barros, Fábio Pavão, Moisés Carvalho e Claudinho Portela          | 2017          |                         |
| Marco Aurélio Fernandes, Claudinho Portela, Fabio Pavão e Junior Schall | 2018–2019     | [ 624 ]                 |
| Marco Aurélio Fernandes, Claudinho Portela, Jr. Scafura e Higor Machado | 2020–2023     | [ 625 ]                 |
| Júnior Schall, Claudinho Portela e Higor Machado                        | 2024–presente | [ 625 ]                 |

### Direção de Harmonia
| Diretores de harmonia                                                                           | Carnavais     | Ref.            |
| ----------------------------------------------------------------------------------------------- | ------------- | --------------- |
| Ventura                                                                                         | 1965          | [ 606 ]         |
| Jaburu                                                                                          | 1967          | [ 528 ]         |
| Waldir 59                                                                                       | 1969          | [ 582 ]         |
| Euzébio do Nascimento                                                                           | 1972          | [ 529 ]         |
| Waldir 59                                                                                       | 1973–1974     | [ 626 ] [ 619 ] |
| Paulo Miranda                                                                                   | 1980–1981     | [ 587 ] [ 627 ] |
| Nilton Batatinha                                                                                | 1982          | [ 588 ]         |
| Ismael                                                                                          | 1986–1988     | [ 592 ] [ 594 ] |
| Djalma Vieira Silva                                                                             | 1995–1999     | [ 558 ] [ 531 ] |
| Arlete Cordeiro                                                                                 | 2000          | [ 560 ] [ 561 ] |
| Mario Moraes                                                                                    | 2001–2004     | [ 562 ] [ 532 ] |
| Chope                                                                                           | 2005          | [ 565 ] [ 566 ] |
| Rômulo Araújo                                                                                   | 2006          | [ 567 ]         |
| Alex Fab e Marcelo Jacob                                                                        | 2007–2008     | [ 600 ] [ 601 ] |
| Alex Fab, Júnior Scafura e Marcelo Jacob                                                        | 2009–2011     | [ 628 ] [ 620 ] |
| Marcelo Jacob                                                                                   | 2012–-2013    | [ 621 ] [ 570 ] |
| Jorge Ipanema e Luiz Carlos Bruno                                                               | 2014          | [ 571 ]         |
| Jorge Pitanga, Leandro Germano, Luiz Carlos Bruno e Washington Jorge                            | 2015          | [ 602 ]         |
| Jeronymo, Leonardo Brandão, Nilce Fran, Tavinho Novello e Valci Pelé                            | 2016          | [ 629 ]         |
| Chope, Sérvolo Jorge, Jorge Barbosa, Marcio Emerson, Nilce Fran, Valter Moura, Leonardo Brandão | 2017–2023     |                 |
| Julinho Fonseca                                                                                 | 2024–presente | [ 625 ]         |

## Discografia
Além das aparições nos álbuns de sambas-enredo, a Portela lançou os seguintes trabalhos:
- 1957 — A Vitoriosa Escola de Samba da Portela
- 1963 — Grandes Sucessos da E.S. Portela
- 1965 — Escola de Samba Portela
- 1972 — Minha Portela Querida
- 1972 — Grêmio Recreativo Escola de Samba da Portela
- 1974 — Bateria Fantástica da Portela
- 1975 — Historia das Escolas de Samba - Portela
- 1993 — Escolas de Samba Enredos - Portela
- 2006 — Os Sambas da Portela

## Na cultura popular

### Cinema
- O filme Natal da Portela, de Paulo César Saraceni (1988), conta a vida do bicheiro e patrocinador da escola.[631]
- No filme Um Ano Inesquecível - Verão, de Cris D'Amato (2023), uma moça consegue uma vaga de costureira na Portela, e descobre o universo do carnaval.[632]

### Literatura
- No conto Amor de Carnaval, de Thalita Rebouças, da coletânea de narrativas Um Ano Inesquecível (2015), uma jovem consegue uma vaga de costureira na Portela e descobre o universo do carnaval.[633]
- O enredo do romance O Grande Dia, de Pierre Cormon (2024), gira em torno do desfile de uma escola de samba imaginária, a Unidos de Madureira, que é uma racha da Portela.[634]